# Titanic (Schiff)
Die RMS Titanic (englisch [taɪˈtænɪk]) war ein britischer Passagierdampfer der White Star Line und bei ihrer Indienststellung am 2. April 1912 neben dem Schwesterschiff Olympic das größte Schiff der Welt. Sie wurde für den Einsatz im Transatlantik-Liniendienst zwischen Southampton und New York entworfen und startete am 10. April 1912 zu ihrer Jungfernfahrt. In der Nacht vom 14. auf den 15. April 1912 stieß sie im Nordatlantik mit einem Eisberg zusammen. Aufgrund der dabei entstandenen Schäden versank sie zwei Stunden und vierzig Minuten später. Von den über 2220 an Bord befindlichen Menschen kamen 1514 Personen ums Leben, weshalb der Untergang zu den größten Unglücken der Seefahrt zählt.
Das katastrophale Ende der ersten Fahrt der Titanic fand enormen Widerhall in den Medien und prägt bis heute die Vorstellungen über Schiffsunglücke. Dazu beigetragen haben die Umstände des Unglücks, darauf beruhende Streitfragen und Verschwörungserzählungen und nicht zuletzt die Prominenz mancher Opfer. Eine Rolle spielt dabei der Begriff der „Unsinkbarkeit“, der damals wie heute mit der Titanic in Verbindung gebracht wird.
In den offiziellen Untersuchungen und Gerichtsverfahren kam es zu keiner eindeutigen Klärung der Schuldfrage. Es wurde festgestellt, dass auf der Titanic die damaligen Sicherheitsstandards und seemännischen Praktiken im Wesentlichen eingehalten worden waren. In der Folge kam es daher zu einem Umdenken in wichtigen Fragen zur Sicherheit auf See.
Noch heute ist das Interesse in Medien und Kunst an der Titanic sehr groß. Es bezieht sich häufig auf das Verhalten einzelner historischer Personen, die damalige, streng nach Klassen unterteilte Gesellschaft, auf den Luxus der Ersten Klasse sowie die technischen Aspekte des Schiffes und die Erforschung des Wracks. Bedeutsam ist ferner der Gedanke, dass technische Errungenschaften die Natur nicht bezwingen können, was sich in der Geschichte der Titanic idealtypisch zeige.
Bereits im Unglücksjahr 1912 entstanden mehrere Filme über die Titanic. Überragende Bedeutung erlangte vor allem James Camerons Film von 1997, der zu einer der erfolgreichsten Produktionen der Filmgeschichte wurde. Das Unglück wird in zahlreichen Romanen und in einer großen Sachbuchliteratur verarbeitet. Außerdem gibt es Museen und Gedenkorte.
Im Jahr 1985 wurde das Wrack der Titanic entdeckt, was das Interesse an ihr neu entfacht hat. Seitdem wurde das Wrack von Unterseebooten aufgesucht, Teile des Schiffes und andere Fundstücke wurden geborgen. Es gab auch Kritik daran, wie mit dem Unglück und den Überresten teilweise sensationslüstern und profitorientiert umgegangen wurde. Im Juni 2023 verunglückten fünf Menschen tödlich, die das Wrack im Mini-U-Boot Titan besichtigen wollten.
Die Titanic gehörte, wie auch die Olympic und Britannic, zur Olympic-Klasse. Da sie außer Passagieren und Fracht auch Post beförderte, durfte sie das Kürzel RMS (Royal Mail Ship, dt.: „königliches Postschiff“) verwenden. In der Literatur findet man oft auch das weniger prestigereiche Kürzel SS, das für steam ship (Dampfschiff) steht.

## Zeitliche Übersicht
Diese Übersicht listet die wichtigsten oder möglicherweise wichtigen Ereignisse vor, während und nach dem Unglück auf. Uhrzeiten entsprechen der Bordzeit der Titanic.

### Vor der Unglücksnacht
- 31. März 1909: In Belfast (Irland, heute Nordirland) beginnt der Bau der Titanic.
- 2. April 1912: Die Titanic verlässt das Dock für erste Testfahrten und fährt nach Southampton (Süd-England).[2]
- 10. April 1912: Die ersten Passagiere kommen in Southampton an Bord. Bei der Abfahrt aus dem Hafen stößt die Titanic beinahe mit der New York zusammen.[3] Am selben Tag gegen 18:30 Uhr erreicht das Schiff Cherbourg (Frankreich). Um 20:10 Uhr verlässt das Schiff Cherbourg.
- 11. April 1912: Das Schiff kommt um ca. 11:30 Uhr in Queenstown (Irland) an, dem letzten Halt vor der Atlantiküberquerung. Um 13:30 Uhr verlässt sie Queenstown.

### 14. April 1912
- 21:25 Uhr: Kapitän Smith verlässt die Brücke und zieht sich zur Nacht zurück.
- 21:52 Uhr: Funker Philips erhält die letzte eigentliche Eiswarnung an diesem Tag, und zwar von der Mesaba. (Siehe Funkverkehr der Titanic.)
- 23:07 Uhr: Die Californian funkt eine Nachricht für die Titanic, dass die Californian wegen des Eises die Nacht über stoppt. Philips auf der Titanic ignoriert die Nachricht, weil er damit beschäftigt ist, Nachrichten von Passagieren zu verschicken.
- 23:39 Uhr: Der Ausguck der Titanic meldet: „Iceberg right ahead“ (Eisberg direkt voraus). Zeitnah wird der Kurs geändert.
- 23:40 Uhr: Die Titanic schrammt vorn rechts am Eisberg entlang, so dass mehrere Lecks unter der Wasseroberfläche entstehen.

### 15. April 1912
- 00:00 Uhr: Das Besatzungsmitglied Olliver erhält vom Sechsten Offizier James P. Moody den Befehl, Checklisten für die Rettungsboote zu holen. Bald darauf fangen Offiziere und Besatzungsmitglieder an, die Rettungsboote bereit zu machen.
- 00:12 Uhr: Kapitän Smith gibt den Befehl, dass die Passagiere mit Rettungswesten aufgerufen werden.
- 00:22 Uhr: Schiffskonstrukteur Thomas Andrews erklärt dem Kapitän, dass die Titanic in ein bis anderthalb Stunden sinken werde.
- 00:25 Uhr: Smith gibt den Funkern die Anweisung, Notrufe zu senden.
- 00:40 Uhr: Das erste Rettungsboot (Nr. 7) wird zu Wasser gelassen (gefiert).
- 00:47 Uhr: Die erste Signalrakete der Titanic wird hochgeschossen.
- 00:49 Uhr: Der Funker der Titanic erfährt, dass die Carpathia sich auf den Weg macht.
- 01:20 Uhr: Die Männer, die im Maschinenraum und im Heizraum arbeiten, werden von ihren Aufgaben entbunden.[4]
- 01:57 Uhr: Smith kommt in die Funkkabine und entbindet die Funker von ihrer Aufgabe. Sie funken dennoch eine Weile weiter.
- 02:15 Uhr: Faltboote A und B werden vom Deck gespült.
- 02:17 Uhr: Die Lichter der Titanic gehen aus, und das Schiff zerbricht bald darauf in zwei Teile. Auf der Californian sieht man die Lichter des fremden Schiffes (der Titanic) ausgehen (02:05 Uhr Bordzeit der Californian).
- 02:20 Uhr: Der Heckteil der Titanic verschwindet unter der Wasseroberfläche.
- 04:15 Uhr: Die Carpathia erreicht eine Stelle mit einem Rettungsboot (Boot 2 mit Boxhall).
- 05:27 Uhr: Die noch ruhende Californian erfährt von der Mount Temple vom Notruf der Titanic.
- 08:47 Uhr: Die Carpathia meldet, dass sie 20 Boote aufgenommen hat.
- 09:05 Uhr: Die Carpathia verlässt die Stelle. Mittlerweile ist die Californian angekommen und übernimmt die (erfolglose) Suche nach möglichen weiteren Überlebenden.

### Nach dem Unglück

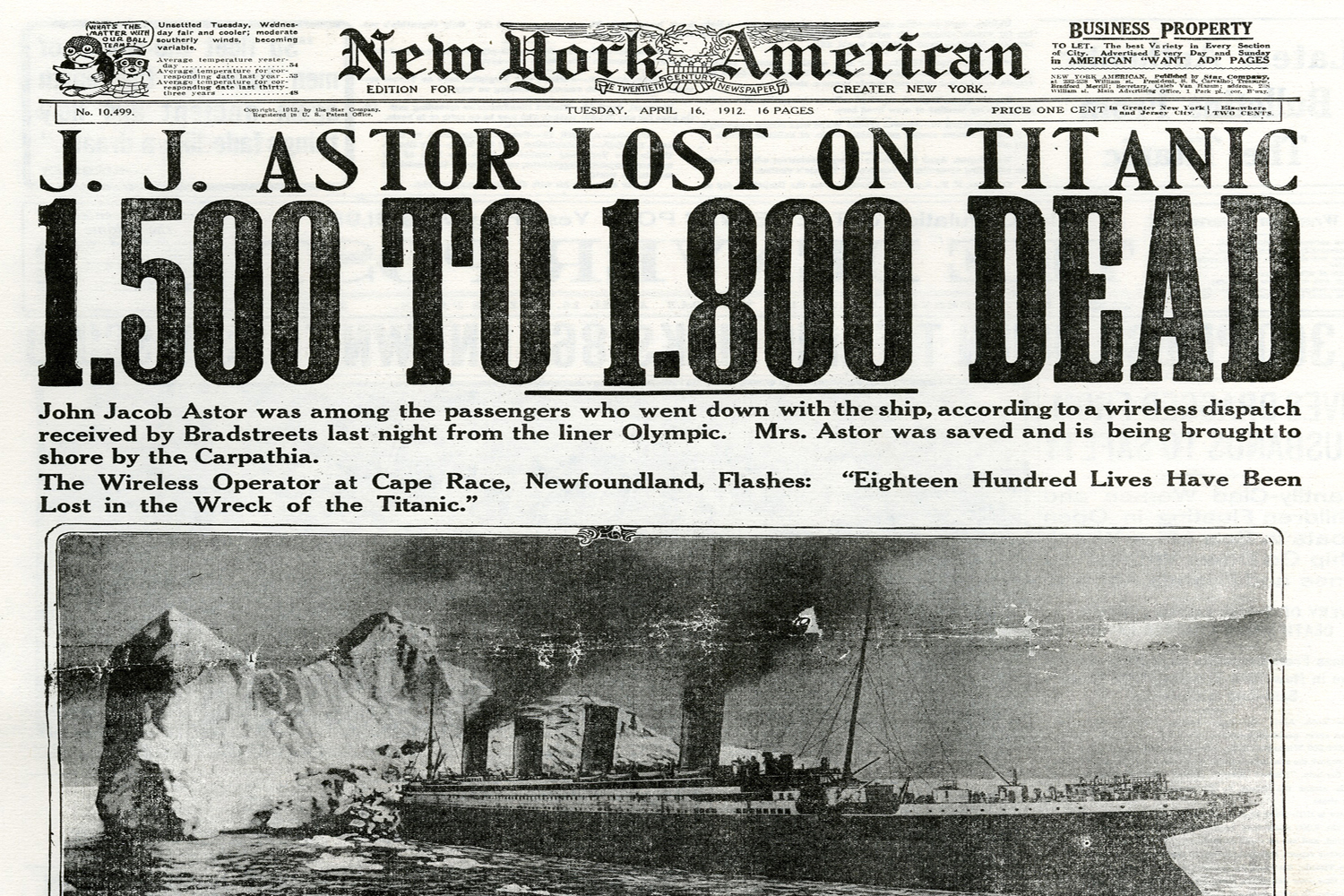
Schlagzeile einer New Yorker Zeitung, die vom Unglück berichtet

- 18. April 1912: Die Carpathia erreicht mit den Überlebenden New York.[5]
- 19. April bis 25. Mai 1912: Der US-Senat hält Anhörungen über das Unglück ab.[6]
- 2. Mai bis 3. Juli 1912: Eine britische Behörde unternimmt eine Untersuchung des Unglücks.[7]
- 22. Juni bis 17. Dezember 1915: Die Limitation of Liability Hearings behandeln die mögliche Haftung der White Star Line und enden mit einem Vergleich.
- 1955: Das Sachbuch A Night To Remember von Walter Lord wird zum Bestseller und führt zu einer NBC-Sendung und einem Spielfilm (1958).[8]
- 1. September 1985: Das Team von Robert Ballard entdeckt das Wrack der Titanic.[9]
- Juli 1987: Erste Wrack-Expedition jener Gruppe, aus der später das Unternehmen entsteht, das als RMS Titanic Inc. firmiert. Es stellte unter anderem geborgene Gegenstände aus.[10]
- 31. Mai 2009: Die letzte Überlebende, Millvina Dean, stirbt mit 97 Jahren.[11]
- 15. April 2012: Die Titanic fällt unter die UNESCO-Konvention zum Schutz des kulturellen Erbes unter Wasser. Dies ist erst hundert Jahre nach einem Untergang möglich.[12]
- 18. Juni 2023: Bei einem Unglück mit dem Tauchboot Titan sterben fünf Menschen, die sich das Wrack anschauen wollten.[13]

## Historische Quellen
Im Vergleich zu anderen Schiffsunglücken der Zeit oder früherer Zeiten ist die Fahrt der Titanic besonders gut dokumentiert. Dazu beigetragen hat das große Interesse an dem Unglück noch Jahrzehnte später. Wichtig ist auch, dass es eine größere Zahl von Überlebenden gab.
Als wichtigste Dingquelle oder Sachquelle ist zunächst das Wrack der Titanic selbst anzusehen. Es wurde 1985 entdeckt und war somit jahrzehntelang unbeobachtet. Durch den Aufprall auf dem Meeresboden, in den es teilweise auch einsank, wurde es stark beschädigt. Erst dank der Entdeckung wurde die tatsächliche Position des Unglücks bekannt, denn die Positionsangabe im Notruf war fehlerhaft. Es zeigte sich, dass das Schiff in zwei große Teile zerbrochen ist, was lange Zeit bezweifelt worden war. Mit Blick auf die Lecks durch den Eisberg ist es strittig, ob man sie am Wrack gesichert erkennen kann.

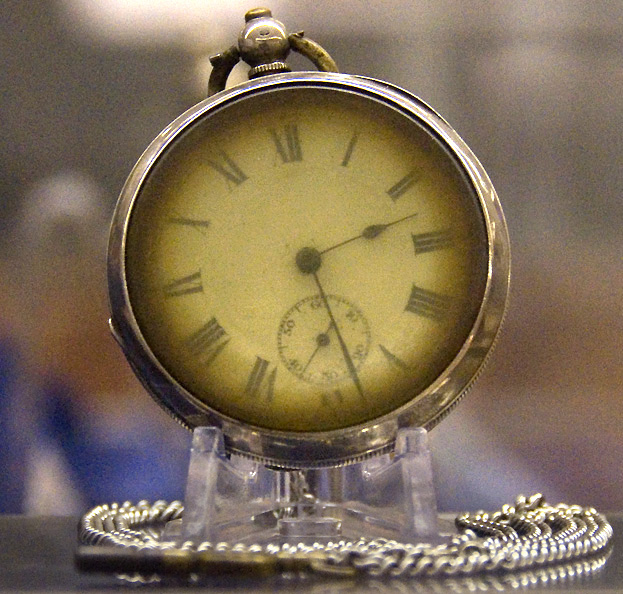
Eine aus dem Trümmerfeld der Titanic geborgene Taschenuhr, die um 2.28 Uhr stehen geblieben ist

Expeditionen zum Wrack haben Gegenstände und auch Wrackteile geborgen. Der Quellenwert ist normalerweise gering, und weil an der Unglücksstelle viele Menschen umgekommen sind, sind solche Bergungen umstritten. Leichen sind nach so langer Zeit nicht mehr vorhanden. Des Weiteren gibt es Gegenstände, die nicht untergegangen sind, wie ein Schlüssel des Zweiten Offiziers, der in Queenstown versehentlich mit von Bord genommen wurde. Von den Rettungsbooten der Titanic hat die Carpathia nur einen Teil mitgenommen; sie sind später nicht bewahrt worden.
Es gibt Fotografien und einige wenige Filmaufnahmen vom Bau des Schiffs bis zur Abfahrt aus Queenstown. Aufnahmen, die auf der weiteren Atlantikfahrt der Titanic entstanden sein mögen, sind nicht erhalten. Fotos gab es erst wieder von den Rettungsbooten mit Überlebenden, die vom Schiff Carpathia aufgenommen worden sind. Hinzu kommen weitere thematisch relevante Bilder aus der Zeit.
Die Funkstation der Titanic hat Morse-Nachrichten gesendet und empfangen. Die technischen Signale wurden nicht aufgezeichnet. Erhalten geblieben sind zum Teil die ausgefüllten Formulare, auf denen die Funker anderer Schiffe die in Buchstaben umgewandelten Nachrichten aufgeschrieben haben. Manche Funkkontakte hingegen wurden nur durch die Erinnerung von Funkern der Nachwelt überliefert.
Von größter Bedeutung sind die Aussagen der Überlebenden. Eine größere Anzahl wurde von den Untersuchungen (inquiries) befragt: in den USA 82 Zeugen und in Großbritannien über 100 Zeugen. Darunter waren auch Besatzungsmitglieder der Californian. Außerdem wurden sie von Zeitungen interviewt oder haben in Briefen von ihren Erlebnissen berichtet. Manche haben ihre Erinnerungen veröffentlicht. Die Zuverlässigkeit der Aussagen ist unterschiedlich, sei es, weil sie von Sensationsjournalisten der damaligen Zeit notiert wurden, sei es, weil sie erst Jahrzehnte nach dem Unglück gemacht wurden.
Weitere Quellen sind die Konstruktionszeichnungen des Schiffs, das Archiv der Reederei und durch andere Schiffe vorgenommenen Aufzeichnungen von Wetterdaten, einschließlich der Wassertemperatur. Teilweise werden auch Informationen über die Schwesterschiffe Olympic und Britannic herangezogen, die sich nur wenig von der Titanic unterschieden.

## DieTitanicvor Aufnahme des Dienstes

### Planung

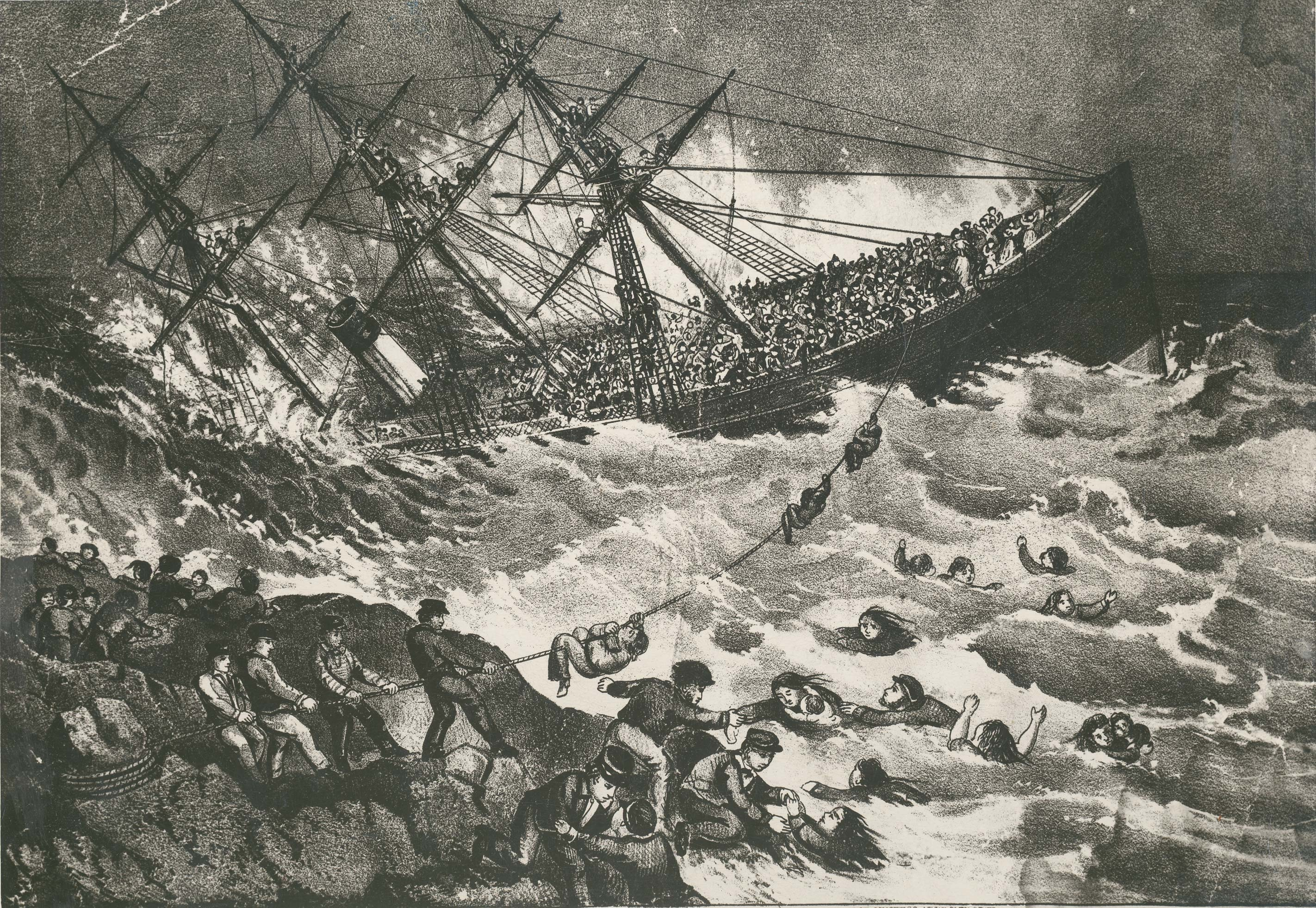
Die Atlantic war das erste Schiff, das die White Star Line verlor. Im Jahr 1873 stieß sie gegen einen Unterwasserfelsen bei Kanada. 545 Menschen starben.

In der damaligen Zeit war der Transport über den Nordatlantik ein gewinnbringendes Geschäft. Einerseits verdiente man an den Auswanderern, die von Europa in die USA oder Kanada übersiedelten. Andererseits wollten wohlhabende Leute den Atlantik zum Beispiel aus geschäftlichen Gründen überqueren, oder sie reisten im Rahmen des aufkommenden Tourismus. Es ging darum, zielgerichtet von A nach B zu gelangen, nicht um Kreuzfahrten, bei denen man gerne Zeit auf dem Meer verbringt. Im Gegenteil, die Unannehmlichkeiten auf der Reise wie die Seekrankheit waren gefürchtet. Eine Alternative zu Schiffen gab es nicht, denn Flugzeuge und Luftschiffe haben den Atlantik erst in der Zeit nach dem Ersten Weltkrieg überquert, und stellten da noch Sensationen bzw. Rekorde dar.
Auf dem Nordatlantik waren britische Schiffe vorherrschend. Darum war es ein Schock, als das deutsche Schiff Kaiser Wilhelm der Große 1898 das Blaue Band für die schnellste Überquerung erhielt. Das Schiff stand für die Entwicklungen der vorangegangenen Jahrzehnte, als stärkere Motoren und wasserdichte Schotten die Schiffe schneller und sicherer machten. Nicht zuletzt wurden sie größer und komfortabler. Den erfolgreichen deutschen Schiffen setzte die britische Cunard Line zwei noch größere Turbinenschiffe entgegen: die Lusitania und die Mauretania, die beide ab dem Jahr 1907 im Dienst waren.

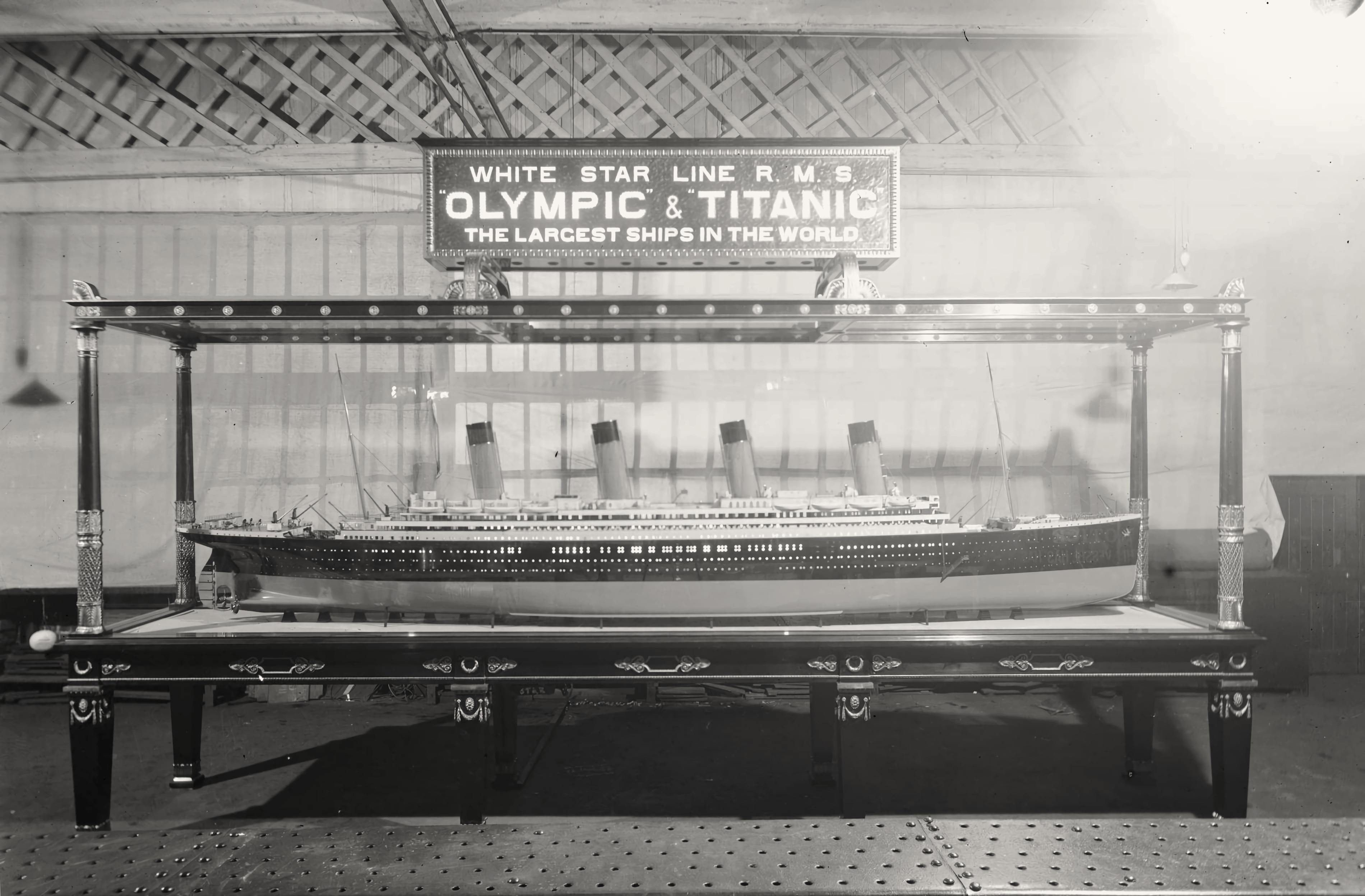
Ein Foto ungefähr aus dem April 1910: Ein Modell für die neuen Schiffe der White Star Line.

Die White Star Line war ein anderes britisches Unternehmen, das mit der Entwicklung hin zu größeren Schiffen mithalten wollte. Einer weitverbreiteten Legende zufolge wurde der Bau zweier neuer Schiffe im Sommer 1907 beschlossen: Bruce Ismay, der Geschäftsführer der White Star Line, und Lord William Pirrie, Direktor der Schiffswerft Harland & Wolff in Belfast, sollen nach einem Dinner über die Lusitania und die Mauretania diskutiert und daraufhin geplant haben, ihnen etwas entgegenzustellen.
Tatsächlich aber war seit Jahren bekannt, dass die Cunard Line solche Schiffe in Dienst stellen wollte, unter anderem durch Pressemitteilungen. Die White Star Line verfolgte eine etwas andere Strategie: Sie wollte in erster Linie komfortable, große Luxusschiffe bauen lassen und sich nicht am Wettbewerb um die Geschwindigkeit beteiligen. Sie sah aber ein, dass die 17 Knoten früherer Schiffe nicht mehr zeitgemäß waren, wenn die neuen Cunard-Schiffe 25 Knoten erreichen. Am 30. April 1907 hat die White Star Line formell bei der Werft angefordert, zwei Schiffe zu entwerfen, wobei sie sich die Möglichkeit offenhielt, dass im Erfolgsfall ein drittes Schiff gebaut wird.

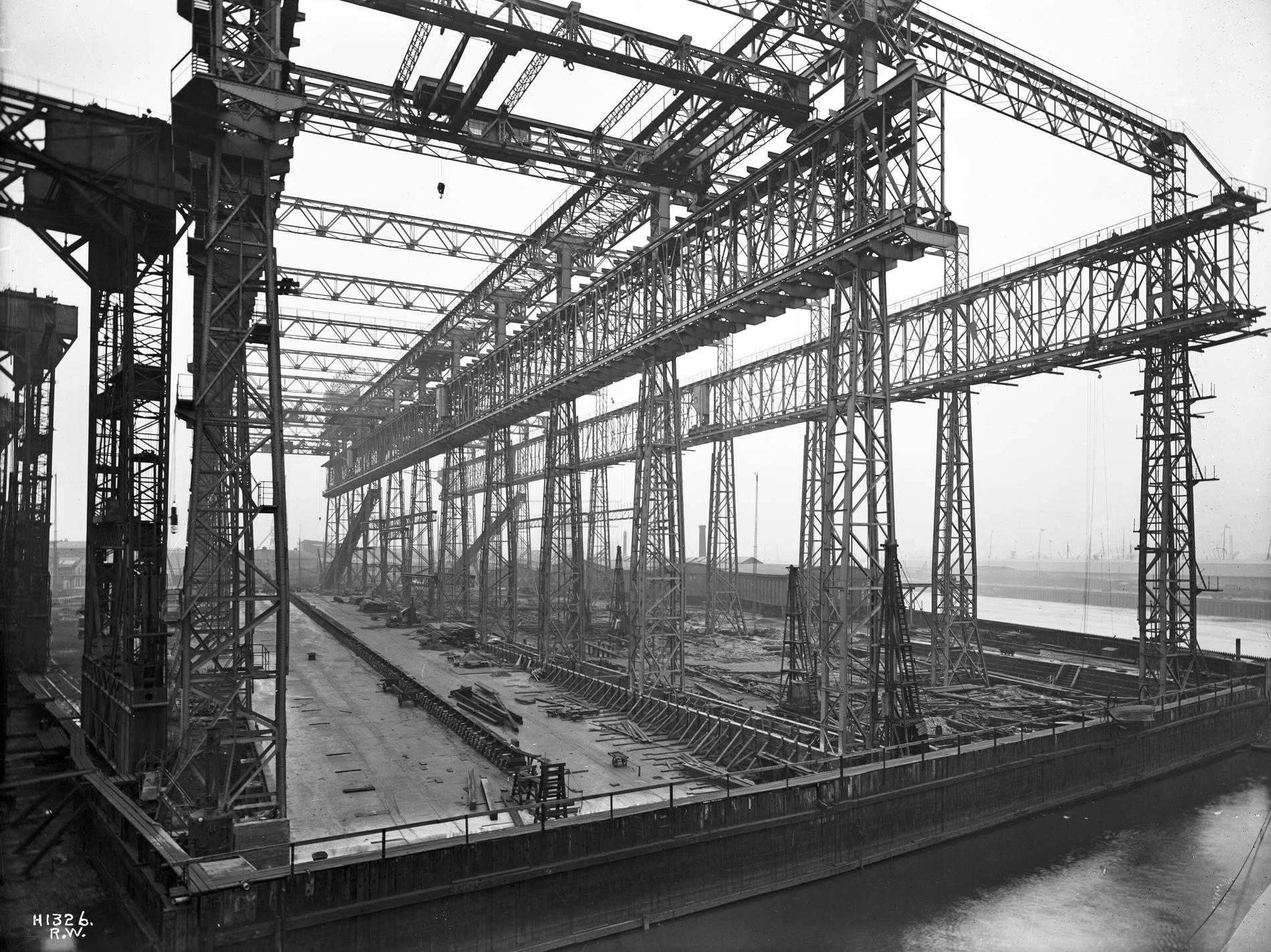
Die neuen Slipanlagen bei Harland & Wolff, mit Gerüst. Links sieht man bereits den Kiel der Olympic.

Die drei neuen Schiffe wurden schließlich Olympic, Titanic und Britannic genannt. Ihre Bedeutung für die Reederei lässt sich daran erkennen, dass sie zusammen mehr kosteten als die gesamte übrige Flotte der White Star Line wert war. Man musste unter anderem eine Hypothek auf die bisherige Flotte (4,85 Millionen Pfund) aufnehmen, um die drei neuen Schiffe finanzieren zu können. Die ersten beiden Schiffe waren bei Dienstaufnahme jeweils die größten Schiffe der Welt.
Bei der Planung von Bedeutung war William James Pirrie, gebürtig aus Kanada und ein ehemaliger Bürgermeister von Belfast. Aus dieser Zeit hatte er den Titel eines Lords. Vermutlich hat Lord Pirrie als Controlling Chairman von Harland & Wolff die ersten Zeichnungen für die beiden Großschiffe selbst angefertigt. Alexander Carlisle, der Schwager von Lord Pirrie, arbeitete seit 1907 als Chairman of the Managing Directors. Er war stark in die Gestaltung der Schiffe involviert und achtete auf hohe Qualität. Ab 1910, nach der Pensionierung Carlisles, übernahm Thomas Andrews die führende Rolle, ein Neffe von Lord Pirrie. Am 29. Juli 1908 suchten Vertreter der White Star Line die Werft in Belfast auf und gaben dem Schiffskonzept ihre formelle Zustimmung.

### Bau und Stapellauf
Harland & Wolff hat damals drei große Slipanlagen zugunsten zweier noch größerer demontiert. Dort wurden die Olympic (ab 16. Dezember 1908) und die Titanic (ab 31. März 1909; Registernummer 131428 und Baunummer 401) fast gleichzeitig gebaut. Die Arbeit an der Olympic erhielt einen gewissen Vorzug. Als die Schiffe fertig waren, füllten sie die riesigen Anlagen fast aus. In Spitzenzeiten arbeiteten circa 15.000 Arbeiter an beiden Schiffen. Es war eine harte und gefährliche Arbeit, weil zum Beispiel Material auf die Arbeiter herunterfallen konnte. Der Lärm führte leicht zu Gehörlosigkeit. Die Werft galt jedoch im Großen und Ganzen als fairer und beliebter Arbeitgeber. Katholische und protestantische Arbeiter lebten meistens nach Wohngebieten getrennt.

Während des Baus war Francis Carruthers anwesend, der für den britischen Board of Trade arbeitete. Dies war eine Art Regierungsbehörde, die unter anderem die Regeln für die Schifffahrt bestimmte. Carruthers achtete darauf, dass die Schiffe den geltenden Standards entsprachen und vermittelte zwischen dem Board und der Werft. Dabei ging es auch um zahlreiche Detailfragen. 

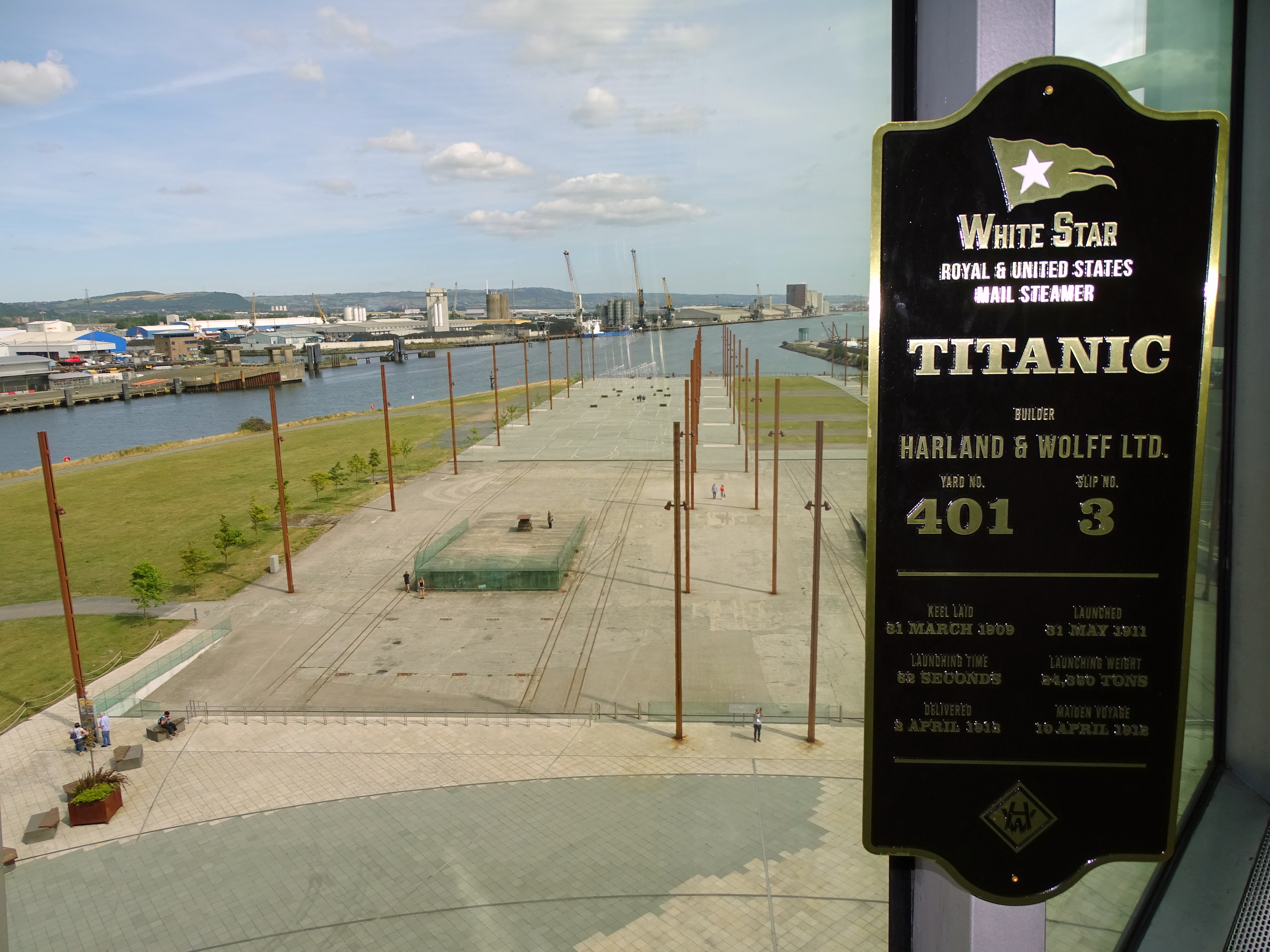
Die Slipanlage der Titanic heute, Gedenken in Belfast

Am 31. Mai 1911 fand der Stapellauf statt, bei dem zahlreiche Menschen dabei sein wollten; Arbeiter, die nicht selbst am Schiff gearbeitet hatten, mussten dies beantragen. Anwesend waren schließlich 100.000 Menschen, darunter Ismay, Lord Pirrie und J. P. Morgan, der finanziell hinter der International Mercantile Marine Company stand. Zu diesem Trust gehörte auch die White Star Line. Eine Schiffstaufe mit Flasche gab es ebenso wenig wie zuvor bei der Olympic, da dies bei der Werft nicht üblich war. Um 12:13 Uhr setzte die Titanic sich in Bewegung.
Man benötigte 21 Tonnen Talg und Seife, um das Schiff ins Wasser gleiten zu lassen. Beim Beseitigen der Holzbauten, die das Schiff zunächst stützten, wurde der Arbeiter James Dobbin verletzt, der am folgenden Tag starb. Insgesamt kamen beim Bau der Titanic acht Menschen um und 21 wurden schwer verletzt. Zum Zeitpunkt des Stapellaufs betrug das Gewicht der Titanic 24.360 Tonnen.
Zur Vervollständigung der Aufbauten und zur weiteren Ausstattung wurde das Schiff nach dem Stapellauf mehrere hundert Meter nordöstlich in das eigens für die großen Schiffe der Olympic-Klasse gebaute Thompson Graving Dock gebracht. Für diese Arbeiten wurden, wie bei der Olympic, siebeneinhalb Monate veranschlagt. Die Jungfernfahrt der Titanic hätte normalerweise im Januar 1912 stattgefunden. Doch auf der Jungfernfahrt der Olympic, die allgemein als sehr erfolgreich galt, waren Vertretern der White Star Line kleinere Dinge aufgefallen, die man bei der Einrichtung der Titanic gleich mit berücksichtigen wollte. Am bedeutendsten war wohl die Veränderung von Deck B, auf dem man mehr Kabinen für die Erste Klasse einrichtete, und die Umkleidung eines Teils des Promenadendecks, um Passagiere besser vor der Gischt zu schützen. Die Jungfernfahrt der Titanic wurde erst auf den 20. März 1912 und dann den April verschoben.

### Testfahrt

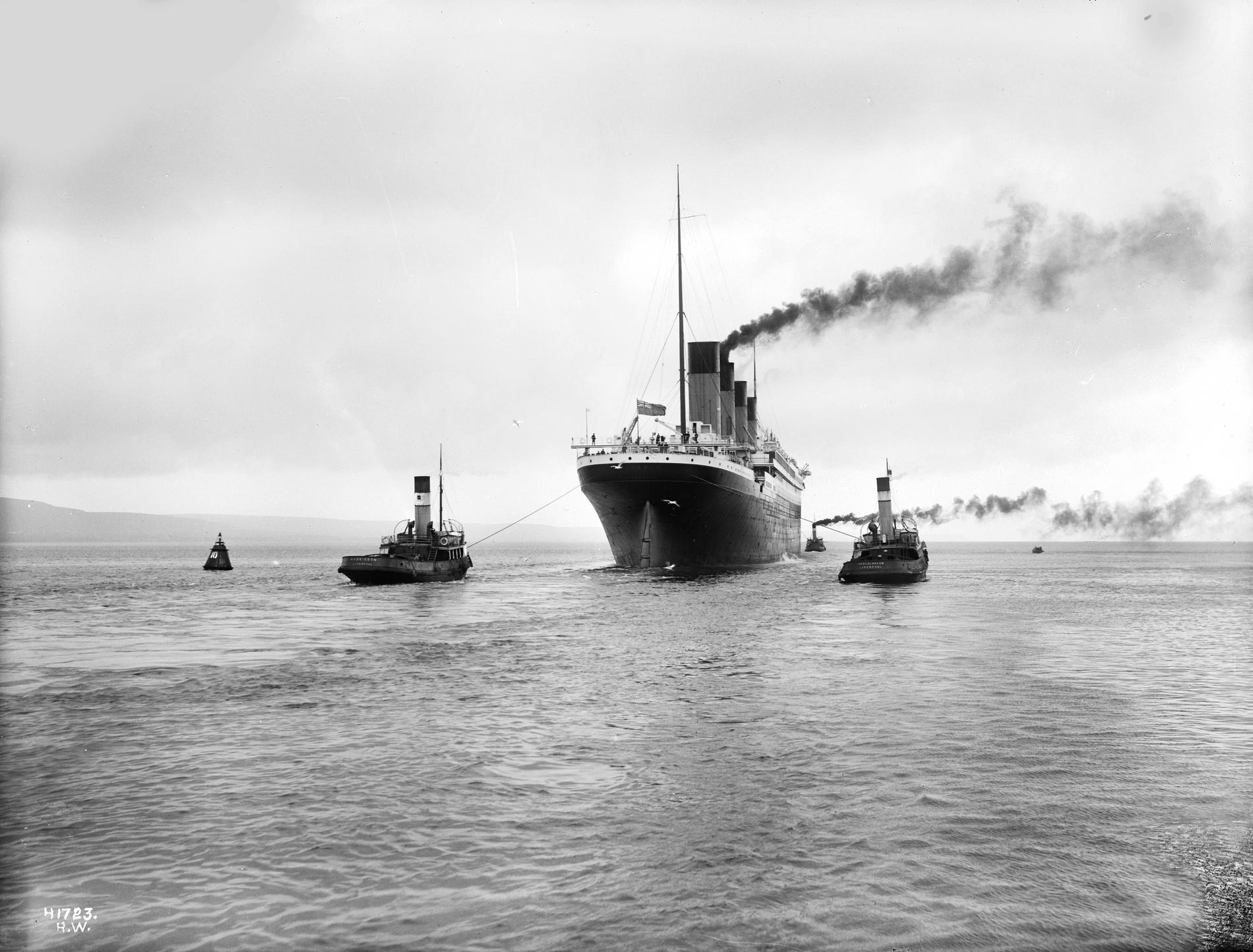
Die Titanic am 2. April auf ihrem Weg in die Irische See zur Testfahrt

Am Montag, den 1. April 1912, sollte die Titanic erstmals Belfast für eine Probefahrt verlassen. Wegen schlechten Wetters wurde dies um einen Tag verschoben: Starke Winde hätten die Fahrt in einer engen Fahrrinne zum Risiko gemacht. Im Inneren war das Schiff noch nicht ganz fertig (beispielsweise fehlte noch die berühmte Uhr des Großen Treppenhauses), so dass auf der Probefahrt weiter daran gearbeitet wurde. Das Küchenpersonal bereitete schon die ersten Mahlzeiten zu. Um 06:00 Uhr dienstags fuhr das Schiff los: Durch den Victoria Channel und die Bucht von Belfast ging es in die Irische See, wo die Schleppboote die Titanic verließen.
Getestet werden sollte unter anderem die Fahrt mit geringer und mit Höchstgeschwindigkeit, die Manövrierfähigkeit und die Zeit, die das Schiff zum Stoppen brauchte. Der „Bremsweg“ betrug weniger als die dreieinhalbfache Länge des Schiffs, was für ein Schiff dieser Größe bemerkenswert war. Die Probefahrt fiel kürzer als bei der Olympic aus, weil man davon ausging, dass die Ergebnisse ähnliche sein würden. Man war mit dem Schiff allgemein sehr zufrieden. Es erreichte Belfast am Abend desselben Tages gegen 19:00 Uhr. Der erste Passagier, Wyckoff Van der Hoef, kam bereits an Bord. Gegen 20:00 Uhr fuhr die Titanic mit Ziel Southampton los, wofür sie den ganzen Mittwoch (3. April) brauchte. Um Mitternacht kam sie in Southampton an. Seit 1907 hatte Southampton Liverpool als wichtigsten Abfahrthafen der White Star Line abgelöst.

## Maße und Technik

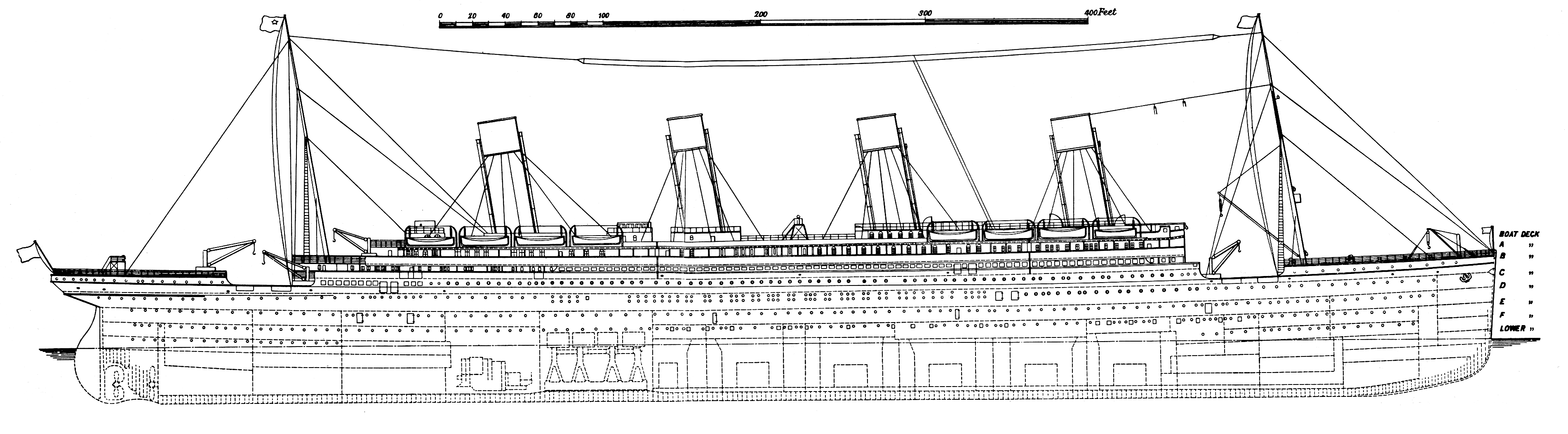
Längsriss der Titanic

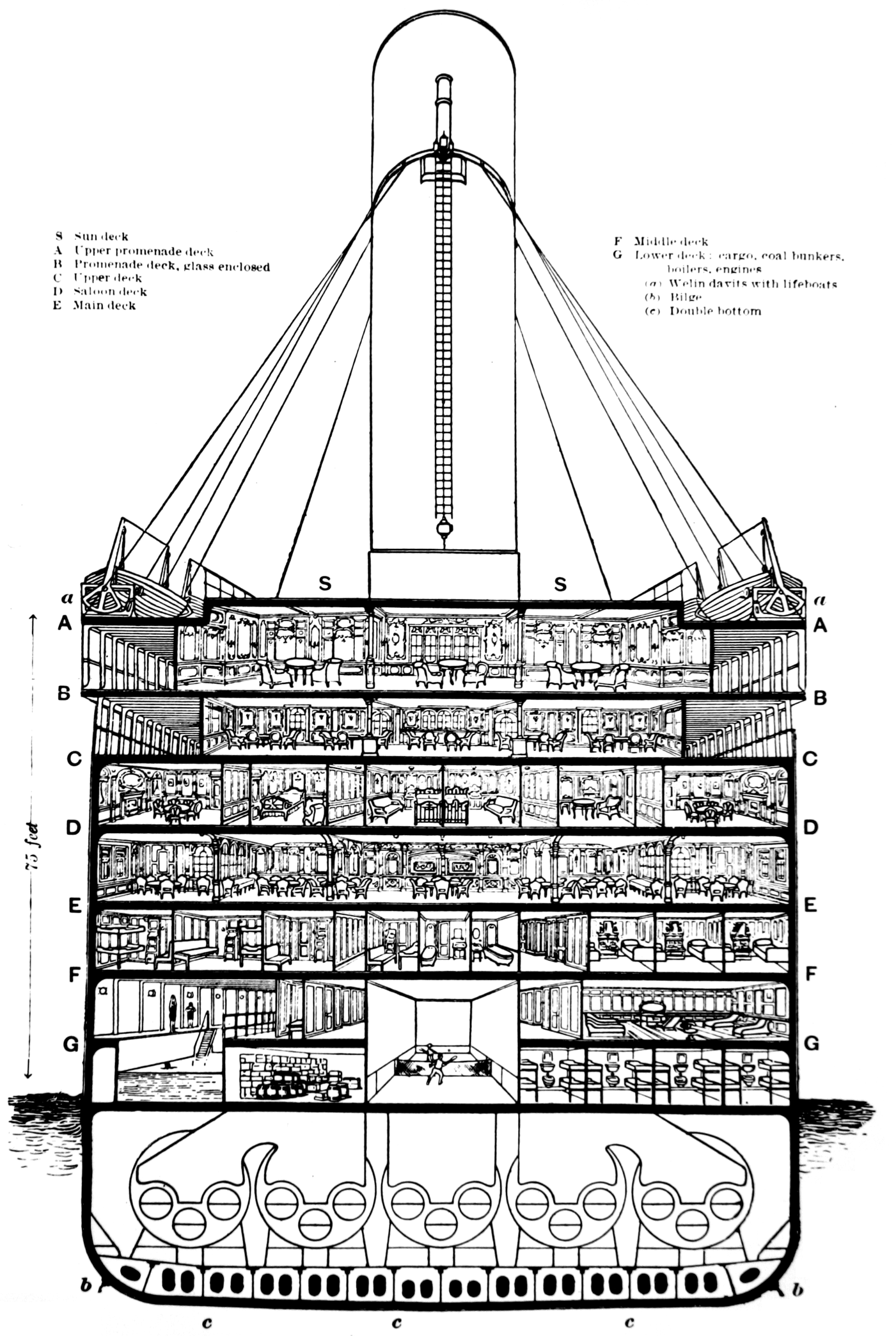
Querschnitt des Schiffs

Die Titanic war 269,04 Meter lang, 28,19 Meter breit, 53,33 Meter hoch (Unterkante Kiel bis Oberkante Schornstein), hatte 10,54 Meter Tiefgang, eine Vermessung von 46.329 Bruttoregistertonnen, 39.380 Tonnen Leermasse und 13.767 Tonnen Tragfähigkeit.

### Antrieb
Die Titanic besaß drei Schiffsschrauben (Propeller) und konnte 23 bis 24 Knoten Höchstgeschwindigkeit und 21 Knoten Reisegeschwindigkeit erreichen. Die äußeren Propeller mit 7 Metern Durchmesser und je 38 Tonnen wurden von Vierzylinder-Kolbendampfmaschinen mit Dreifachexpansion und einer indizierten Leistung von jeweils 15.000 PS (11 MW) angetrieben. Der Abdampf dieser Maschinen wurde in eine Niederdruck-Parsons-Turbine geleitet. Diese trieb den mittleren Propeller (5 Meter Durchmesser und etwa 25 Tonnen) an und sollte 16.000 PS erbringen.

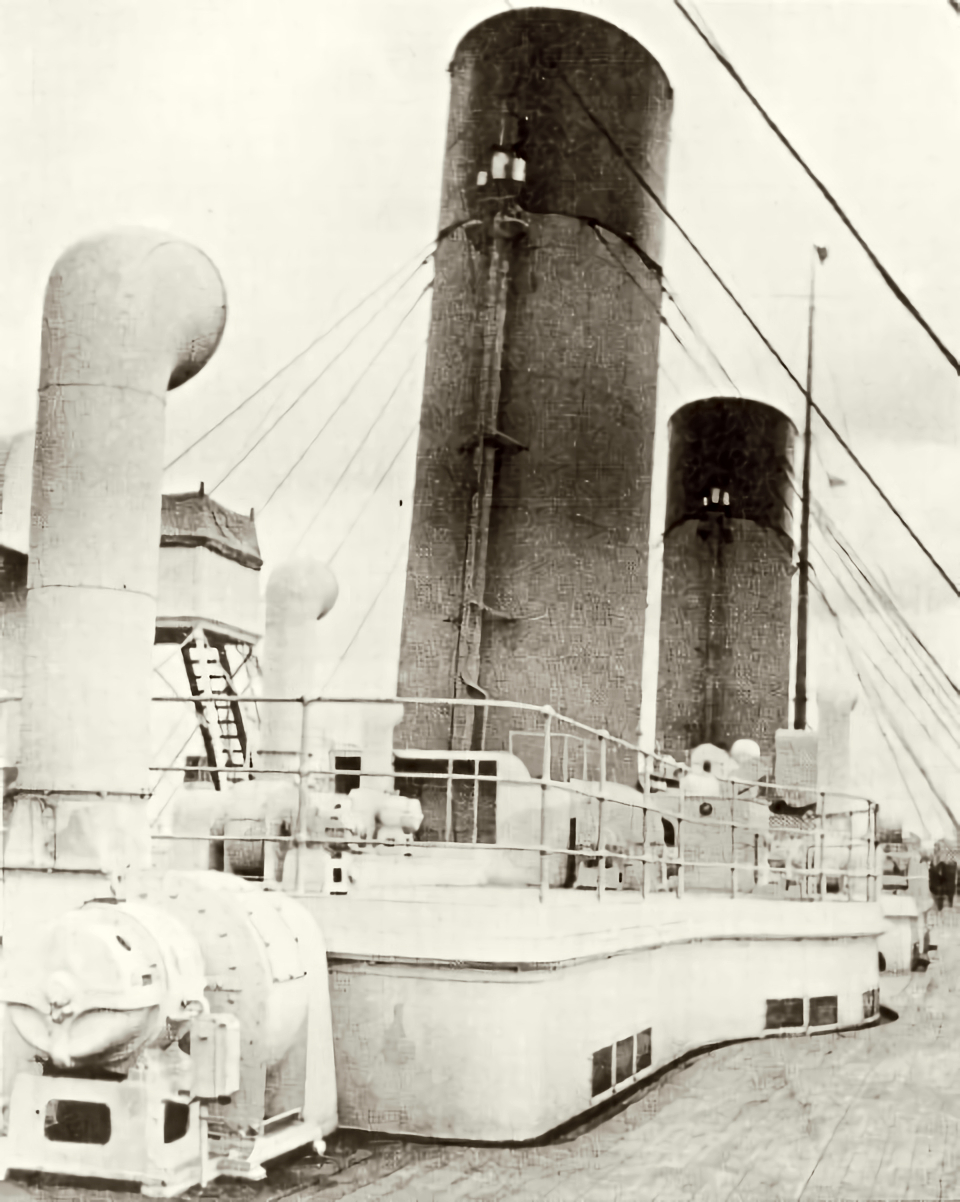
Dritter und vierter Schornstein der Titanic

Tatsächlich waren die Maschinen in den Tests stärker als geplant, so dass die Titanic mit einer Maschinenleistung von insgesamt 51.000 PS registriert wurde. Die maximale Antriebsleistung lag bei ungefähr 60.000 PS. Die Titanic verbrauchte auf See 620 bis 640 Tonnen Kohle pro Tag, die in 29 Kesseln mit insgesamt 159 Feuerungen verbrannt werden konnten. Es waren aber nie alle Kessel zur gleichen Zeit im Betrieb. Die Bunker fassten 6700 Tonnen Kohle. 150 Heizer schaufelten in drei Schichten Tag und Nacht die Kohle in die Feuerungen.
Die Olympic-Klasse gehörte dem Typ Dampfschiffe mit vier Schornsteinen an, die seit der Kaiser Wilhelm der Große von 1897 als beeindruckendste Dampfer überhaupt galten. Die Schornsteine der Titanic waren im Querschnitt elliptisch geformt. Sie türmten 70 bis 74 Fuß (21,3 Meter bis 22,6 Meter) über dem Bootsdeck und 150 Fuß (45,7 Meter) über den Kesselräumen; jeder Schornstein war für je zwei Kesselräume da. Vorn am Schornstein gab es jeweils eine Leiter, mit der man die Pfeifen des Schiffes erreichen konnte. Eigene Rohre bedienten die Pfeifen für das Ablassen von Dampf aus den Kesseln. Auf Schornstein 3 und 4 funktionierten die Pfeifen nicht, sie dienten nur der Optik. Der vierte Schornstein war nicht mit den Kesselräumen verbunden, sondern diente der Entlüftung des Schiffsinneren und der Kombüse mit ihren Herden und Öfen. Dies hätte technisch auch anders umgesetzt werden können, doch seit der Jahrhundertwende empfanden Reisende Schiffe mit vier Schornsteinen als besonders attraktiv.

### Elektrik und Geräte
Die Titanic besaß eines der größten elektrischen Netze aller Schiffe der damaligen Zeit. Vier dampfbetriebene 400-Kilowatt-Generatoren lieferten zusammen maximal 16.000 Ampere bei 100 Volt. 10.000 Glühlampen beleuchteten das Schiff. Einige von ihnen enthielten zwei Glühdrähte, einen für helleres Licht und einen für schwaches Licht bei Nacht, was nervösen Passagieren zugutekommen sollte. Es gab 48 Uhren. Für Wärme in den Kabinen sorgten 520 Heizkörper, die Belüftung benötigte 76 der insgesamt 150 Elektromotoren der Titanic.
Elektrische Energie wurde in vielen Bereichen verwendet. Das Schwimmbad war elektrisch geheizt, einige Bilder sowie Wegweiser an Bord waren beleuchtet und einige Gymnastikgeräte liefen mit Strom. Viele Küchengeräte wurden mit elektrischer Energie angetrieben: Neben Bratöfen und Tellerwärmern benötigten auch die Eismaschine, Messerputzer, Kartoffelschäler, Teigmixer und Fleischwölfe Elektrizität.
Die Küche verfügte über die zu dieser Zeit weltgrößten Kochstellen, jede ausgestattet mit 19 Backöfen. Weitere Einrichtungsgegenstände waren zwei große Bratöfen, Dampföfen, Dampfkochtöpfe, vier Silbergrills sowie elektrische Geräte für beinahe jeden Zweck. Weiterhin führte die Titanic 127.000 Gläser, Geschirr- und Besteckstücke mit sich, darunter 29.700 Teller, 18.500 Gläser und Tassen und über 40.000 Besteckstücke.

### Telefone
Die Titanic war mit drei verschiedenen Gruppen von Telefonen ausgestattet. Die erste Gruppe wurde über ein switchboard (Schaltschrank, Telefonzentrale) betrieben. Bei der zweiten Gruppe, der navigating group, waren Telefone direkt miteinander verbunden, was auch für die übrigen Telefonverbindungen galt. Alle Verbindungen blieben auf das Schiff selbst beschränkt.
Die Telefonzentrale befand sich in einem kleinen Zimmer auf dem C-Deck nahe der Aufzüge. Dort konnte der telephone operator Laurence Alexander Perkins bis zu fünfzig Telefonate vermitteln. Wenn ein Anrufer sein Telefon benutzte, sah Perkins eine Lampe auf dem Schaltschrank, vor dem er saß, und er hörte durch einen Lautsprecher sogleich, welchen Raum der Anrufer kontaktieren wollte. Perkins steckte dann das Kabel aus dem anrufenden Raum in die Kabelbuchse für den gewünschten Raum.
Telefone gab es für folgende Räume:
- Unterkünfte des Kapitäns
- Unterkünfte des Leitenden Ingenieurs
- Büro des Leitenden Ingenieurs
- Büro des Zahlmeisters, in dem die Passagiere auch Wertsachen aufbewahren konnten
- Büro des Assistenten des Zahlmeisters
- jeweils der Chefsteward der Ersten, Zweiten bzw. Dritten Klasse; Steward-Büro
- Theke im Rauchsalon in der Ersten Klasse bzw. der Zweiten Klasse
- Theke im Speisesaal in der Ersten Klasse
- Proviantraum
- Büro des Küchenchefs
- Bäckerei
- Metzgerei
- Kombüse für die Dritte Klasse
- Chirurg, Arztpraxis der Ersten, Zweiten bzw. Dritten Klasse
- Vorratskammer des à la carte-Restaurants
- Marconi-Kabine (Funkstation)
- Auskunftsschalter

Die Telefone der navigating group halfen vor allem dem Steuerhaus bei der Kommunikation mit anderen Orten auf dem Schiff: Je eine Leitung führte zum Maschinenraum mit den Hubkolbenmotoren, zum Vorderdeck, zum Ausguck und zum Achterdeck (poop deck). Die Unterkunft des Leitenden Ingenieurs zum Maschinenraum mit den Hubkolbenmotoren zu den Kesselräumen 1 bis 6. Diese Telefone stammten von Alfred Graham & Co., mit Ausnahme von dem in der Unterkunft. Ebenso wenig benötigte die dritte Gruppe von Telefonen eine Vermittlung durch den Telefonisten. Auf diese Weise waren Vorratskammern und Küchen der verschiedenen Klassen untereinander und mit der Bäckerei und der Metzgerei verbunden.

### Funkstation

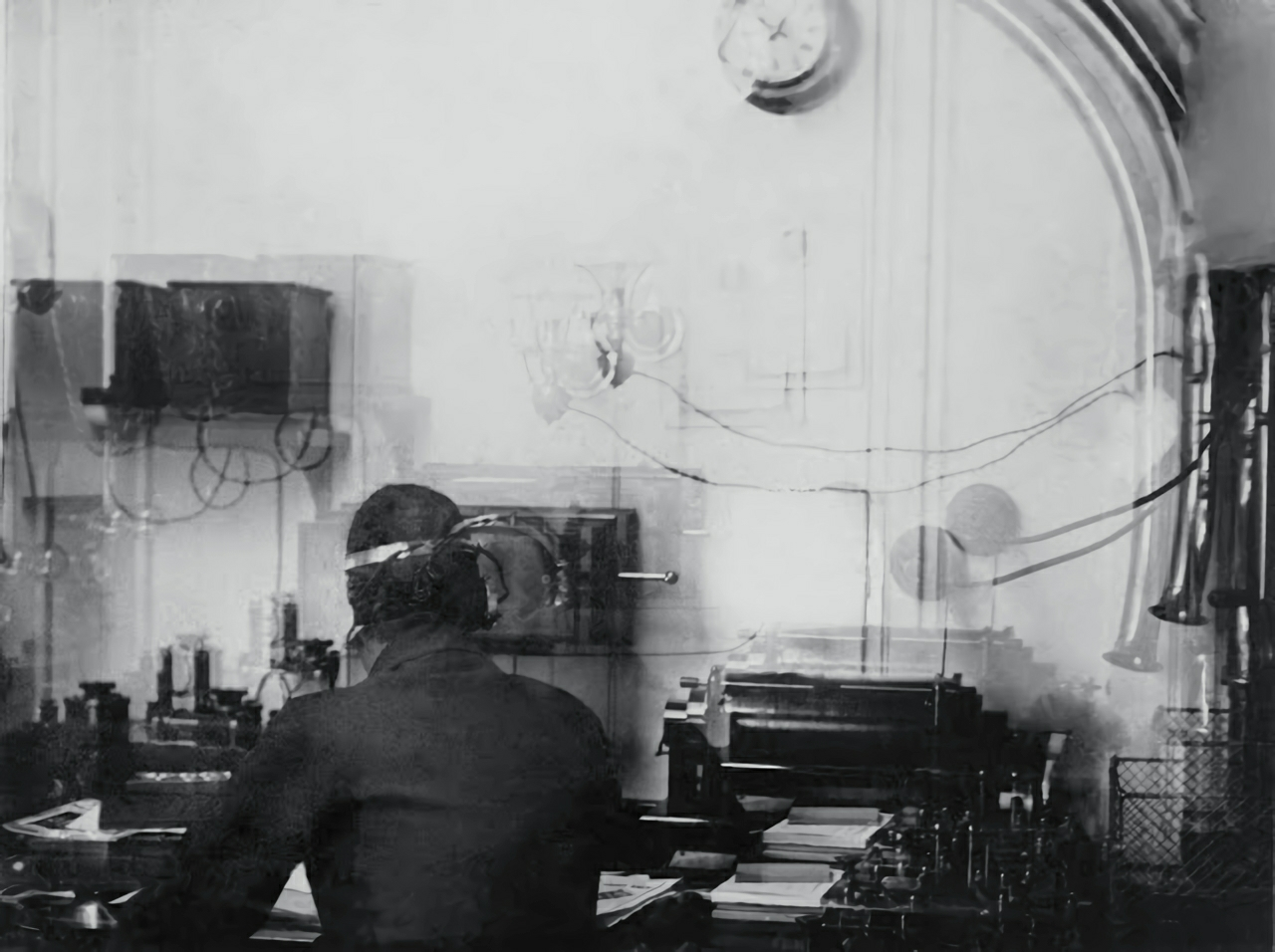
Das einzige Foto des Funkraums der Titanic, aufgenommen von Francis Browne

Die Titanic hatte eine Funkstation für drahtlose Telegrafie, was damals eine relativ junge Errungenschaft auf Schiffen war. Ihre beiden Funker hatten vor allem die Aufgabe, Privatnachrichten der Passagiere zu verschicken. Außerdem erhielten sie Nachrichten, die bedeutsam für die Navigation des Schiffes waren, wie zum Beispiel die Eiswarnungen von anderen Schiffen.
In der Unglücksnacht wurde die Funkstation der Titanic besonders bedeutsam: Nur dank der gesendeten Notrufe haben andere Schiffe vom Unglück erfahren. Eines dieser Schiffe war die Carpathia, das einzige Schiff, das schließlich auf die Rettungsboote der Titanic mit den Überlebenden gestoßen ist.

### Rettungsboote

Plan der Rettungsboote. oben: Backbord (links, Portside), unten: Steuerbord (rechts, Starboard)
Zum Beispiel gibt 40/65 die tatsächliche/vorgesehene Belegung mit Personen an.
Die Uhrzeiten besagen den Zeitpunkt des Fierens bzw. Ablegens vom Schiff.

Für die Unterbringung der Rettungsboote diente das in Bereiche für die Erste und Zweite Klasse unterteilte oberste Deck. Auf jeder Seite des Bootsdecks waren acht Davits vom Typ Welin Quadrant installiert. Jede dieser damals neuartigen Konstruktionen konnte zum Aussetzen (Fieren) von bis zu vier Rettungsbooten ausgelegt werden, also zusammen 64 Booten. Zunächst plante Alexander Carlisle die Installation von 48 Rettungsbooten auf der Olympic und der Titanic.
Das Design wurde jedoch mehrmals geändert, so dass die Anzahl der Rettungsboote der Titanic auf 20 verringert wurde: Vom Bug her gezählt waren auf Steuerbord (rechts) hinter der Kommandobrücke ein Notfall-Kutter (Boot 1) und die beiden Faltboote A und C untergebracht, gefolgt von einer Gruppe von drei großen Rettungsbooten (Boot Nr. 3, 5 und 7). Weiter hinten gab es eine zweite Gruppe von vier großen Rettungsbooten (Nr. 9, 11, 13 und 15). Auf Backbord waren der zweite Notfall-Kutter (Boot 2), die beiden Faltboote B und D und die sieben großen Rettungsboote Nr. 4, 6, 8 sowie Nr. 10, 12, 14 und 16 untergebracht.
Die Faltboote („Engelhardt collapsible boat“) hatten einen Holzboden sowie Wände aus starker Segelleinwand mit einer oberen Schanz aus Kapok und Kork. Die zwei Engelhardt-Boote A und B waren zu beiden Seiten des ersten Schornsteins auf dem Dach der Offizierskabinen verstaut. Sie konnten nicht mehr wie vorgesehen zu Wasser gelassen werden und wurden beim Sinken des Schiffes weggespült, dabei kam Faltboot B kieloben ins Meer.
Die Notfall-Kutter (Boot 1 und 2) hingen zu beiden Seiten des Schiffes in ihren ausgeschwenkten Davits, um bei einem eventuellen Mann-über-Bord-Manöver sofort einsatzbereit zu sein. Sie waren für je 40 Personen ausgelegt. Jedes der 14 großen Rettungsboote bot Platz für 65 Personen; die vier Engelhardt-Faltboote für jeweils 47 Personen. Insgesamt war an Bord aller Rettungsmittel Platz für 1178 Menschen.

## Passagierbereich
Die britischen Behörden hatten erlaubt, dass die Titanic bis zu 3300 Passagiere aufnahm. Hinzu kam die benötigte Mannschaft. Das Schiff wurde allerdings so ausgestattet, dass es nur Raum für insgesamt 2400 Passagiere aufwies. Sie verteilten sich wie folgt auf die einzelnen Klassen: Erste Klasse 750, Zweite Klasse 550 und Dritte Klasse 1100 Passagiere. Die Bereiche für die drei verschiedenen Klassen waren voneinander getrennt, nicht nur, weil die Passagiere unterschiedlich viel für die Passage bezahlten: Passagiere der Dritten Klasse mussten in den USA erst einmal in Quarantäne. Durch die Trennung ersparte man dies den übrigen Passagieren.

### Erste Klasse

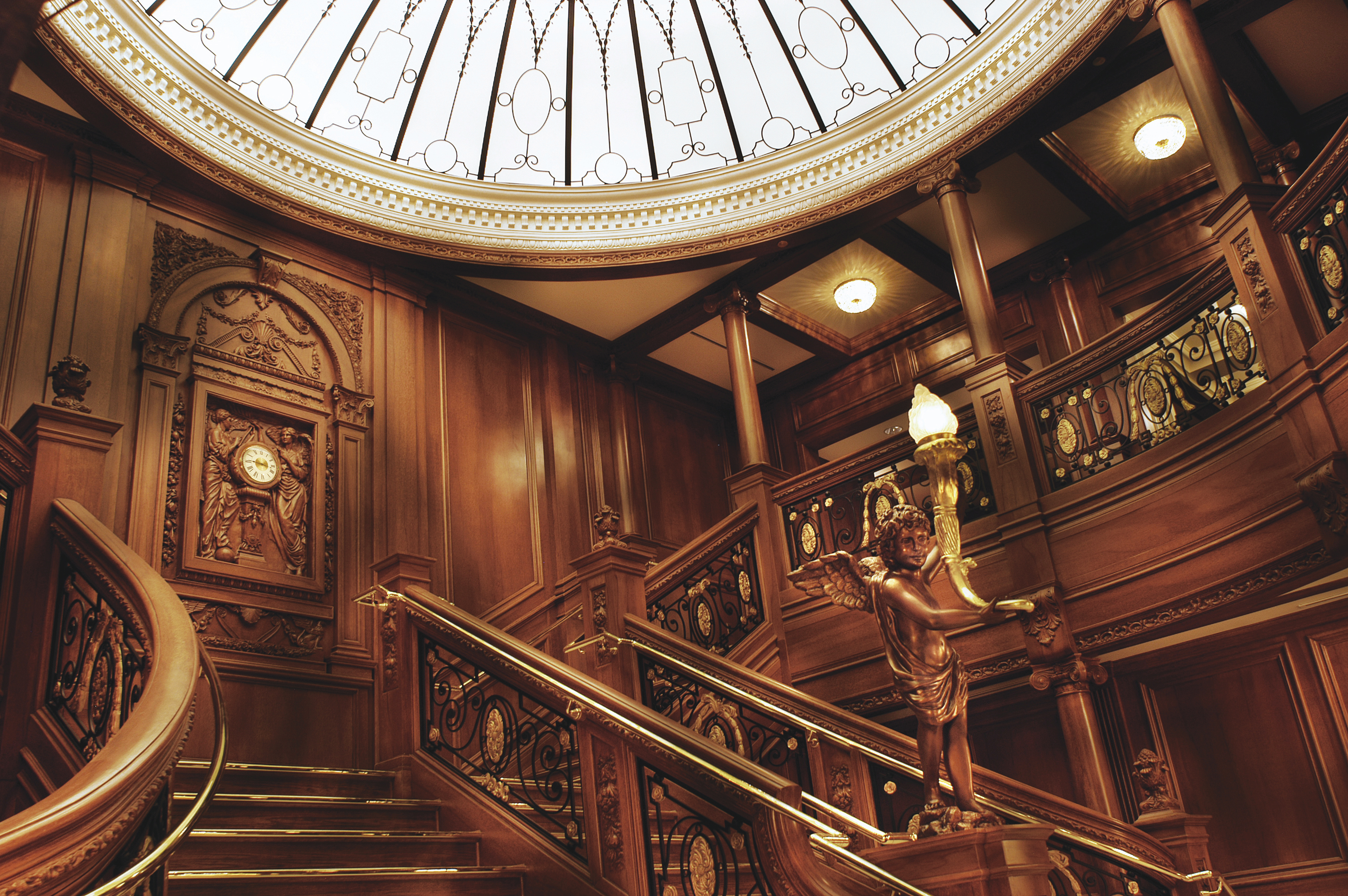
Im Titanic-Museum in Pigeon Forge sieht man diesen Nachbau des berühmten Treppenhauses.

Ein Großteil des Innenraums der Titanic wurde für die Erste Klasse verwendet, nämlich fast die gesamten Aufbauten und ein Großteil des mittleren Rumpfes. Zwischen dem ersten und dem zweiten Schornstein lag ein großes Treppenhaus, die berühmte Grand Staircase. Ihre Bedeutung erkennt man daran, dass sie insgesamt sechs Decks (Bootsdeck bis E-Deck) miteinander verband. Kaum ein anderer Teil des Schiffes war so aufwendig und neuartig gestaltet: Ihre Wandtäfelungen, Handläufe und Tragsäulen bestanden aus hellem Eichenholz mit zahlreichen Schnitzereien. In die Geländerfassungen waren filigrane Schmiedeeisenarbeiten mit vergoldeten Elementen eingesetzt.
Das Treppenhaus nahm auf dem obersten Absatz, zwischen A-Deck und Bootsdeck, zwei Deckhöhen in Anspruch. Die Decke war eine ovale Glaskuppel, die in der Mitte einen großen Kristallleuchter trug. Tagsüber wurde diese Kuppel durch von oben einfallendes Tageslicht, nachts durch elektrische Lampen beleuchtet. Auf diesem Treppenabsatz befand sich in der Mitte eine große Wanduhr. Eingerahmt wurde sie von einer Reliefschnitzerei mit dem Namen „Honour and Glory crowning time“ („Ruhm und Ehre krönen die Zeit“).
Zwischen den hinteren beiden Schornsteinen lag ein weiteres Treppenhaus, welches das A- mit dem C-Deck verband. Trotz aller Ähnlichkeiten mit der Grand Staircase war es etwas kleiner und schlichter ausgeführt. Die Glaskuppel war rund, nicht oval. Außer weiteren Treppen konnten die Passagiere der Ersten Klasse auch drei Aufzüge nutzen. Sie verliefen parallel zum vorderen (größeren) Treppenhaus. Mit ihnen gelangte man vom A-Deck bis auf das E-Deck.
Auf dem A-Deck fand man die Mehrzahl der öffentlichen Räume vor: Ein in Weiß gehaltener Lese- und Schreibsalon diente als Rückzugsraum für weibliche Passagiere, und danach kam man in einen großzügigen Gesellschaftsraum mit Eichenvertäfelung, elektrischem Wandkamin und Bibliotheksschrank.
Weiter achtern lag ein besonders edel ausgestatteter Rauchsalon. Sein Kamin war der einzige auf der Titanic, in dem Feuer brannte. Der Raum hatte Buntglasfenster, und die Wände waren mit Mahagoni-Holz und eingelegten Perlmuttverzierungen getäfelt.
Den Abschluss des A-Decks bildeten zwei identisch ausgestattete Verandacafés. Auf Korbmöbeln und neben Kletterpflanzen konnten die Gäste durch große Rundbogenfenstern auf das Promenadendeck und das Meer blicken. Das Café auf der Backbordseite war über eine Drehtür unmittelbar mit dem Rauchsalon verbunden, während das steuerbordseitige nur über das Deck erreicht werden konnte. Es war als Nichtraucherbereich ausgewiesen.
Auf dem D-Deck befand sich der Speisesaal der Ersten Klasse, der 1912 mit rund 890 m² Grundfläche der größte Raum auf einem Schiff überhaupt war. Außer in diesem Saal konnten die Passagiere der Ersten Klasse auch à la carte speisen, und zwar in einem Restaurant von Luigi Gatti auf dem B-Deck. Ein solches Restaurant war damals auf einem Schiff noch eine Neuigkeit. Daneben befand sich das „Café Parisien“, wie man es in Frankreich als Straßencafé kannte. Die Olympic erhielt solch ein Café erst später.
Beim großen Treppenhaus, in Richtung Speisesaal, kam man auf dem D-Deck in den großen Empfangssalon. Dorthin ging man als Erstes, wenn man sich einschiffte, und hörte während der Reise den Musikern an Bord zu. Einen so großen Empfangssalon gab es damals sonst nur auf der Olympic. Heute entspräche ein zentraler Treffpunkt wie dieser den großen Foyers auf Kreuzfahrtschiffen.
Weitere Angebote auf der Titanic, wie man sie auf anderen Schiffen kaum kannte, waren:
- ein luxuriöses Bad, das einem Türkischen Bad nachempfunden war,
- ein elektrisches Bad, das nach pseudowissenschaftlichen Vorstellungen angeblich durch Stromstöße die Gesundheit förderte,
- auf dem F-Deck ein beheiztes Schwimmbad mit einer Beckengröße von 10 Meter mal 4,3 Metern, wie es damals kein größeres auf einem Schiff gab,
- ein Gymnastikraum auf dem Bootsdeck
- sowie einen Squash-Raum, der zwei Decks hoch war (G- und F-Deck).

Von den Unterkünften des Schiffes waren die beiden Salon-Suiten auf dem B-Deck die teuersten. Zu ihnen gehörten, neben einem privaten Salon, zwei Schlaf- und Ankleidezimmer, ein Badezimmer sowie ein rund 15 Meter langes, privates, beheizbares und als Veranda gestaltetes Promenadendeck. Ein Großteil der Luxuskabinen auf dem B- und C-Deck, die in verschiedensten historisierenden Stilrichtungen ausgestattet waren, verfügte darüber hinaus über Verbindungstüren, so dass sie nach Wunsch zu größeren Räumlichkeiten mit angeschlossenen Badezimmern und Toiletten verbunden werden konnten. Derartige Möglichkeiten waren zu dieser Zeit in diesem Ausmaß auf keinem anderen Schiff vorhanden. Die größten Außenflächen der Ersten Klasse lagen auf beiden Seiten des Promenadendecks auf dem A-Deck und auf der vorderen Hälfte des Bootsdecks.
Die White Star Line dachte über die Gestaltung der Räume anders als andere Reedereien. In der Ersten Klasse der drei neuen Schwesterschiffe sollte die Atmosphäre eher intim sein und einem Passagier ermöglichen, sich zurückzuziehen. Das sollte vor allem prominente Gäste anziehen, die eine zu große Öffentlichkeit scheuten. Dabei halfen auch die beiden Salon-Suiten mit der privaten Promenade: Wenn man an Bord ging, oder von Bord, dann erreichte man die Empfangsbereiche auf dem B- und D-Deck direkt über einen Privateingang. Man verzichtete auch auf überhohe Räume, wie man sie von der Lusitania oder der deutschen Kaiser-Klasse her kannte. Es fehlten auch die sonst üblichen Nischen und Séparées in den Speise- und Gesellschaftsräumen.

### Zweite Klasse

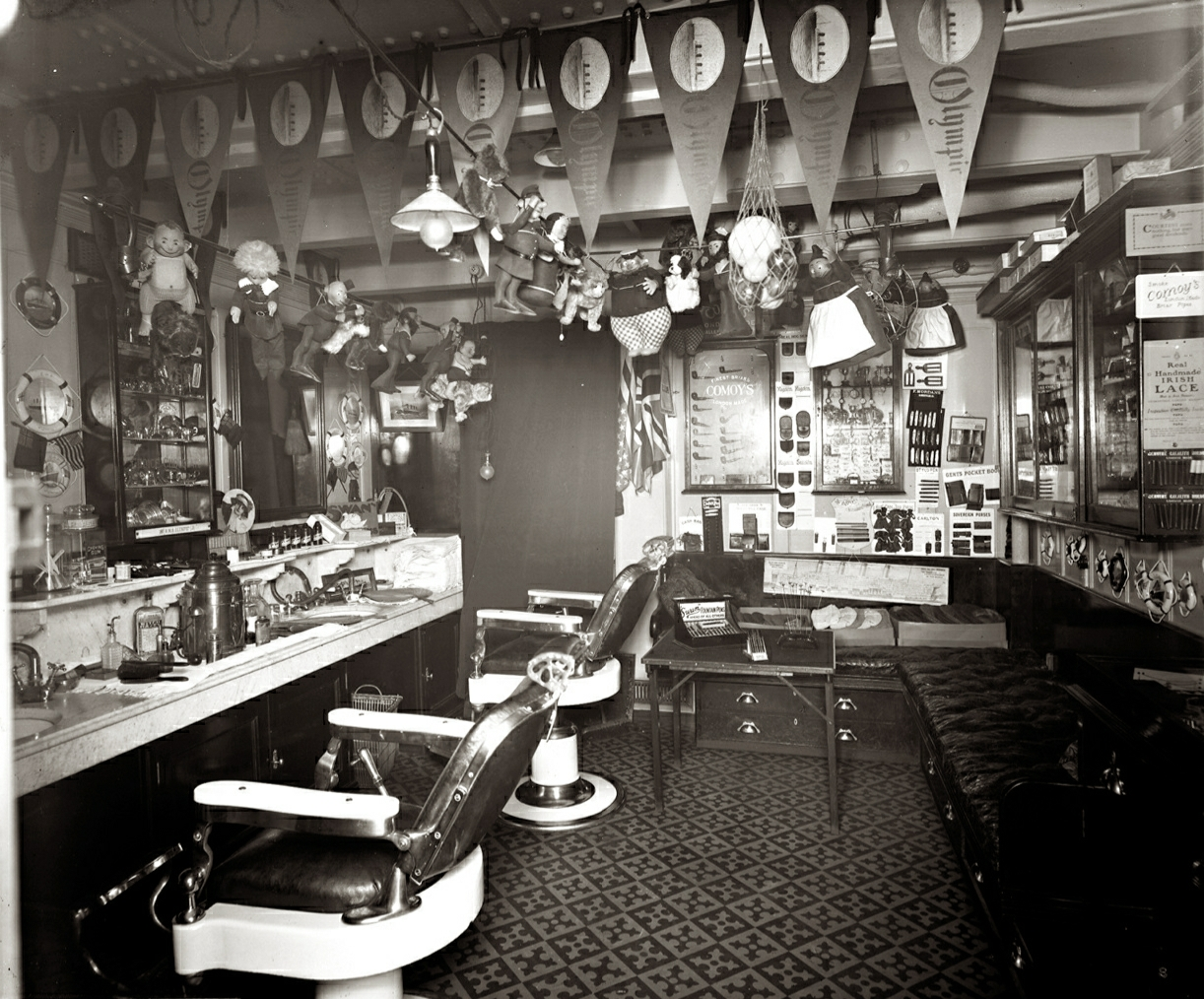
Der Friseursalon auf der Olympic, der auf der Titanic ähnlich ausgesehen haben müsste

Der Zweiten Klasse stand bedeutend weniger Raum zur Verfügung. Trotzdem entsprach die Qualität der Ausstattung und des gebotenen Service der der Ersten Klasse auf kleineren oder älteren zeitgenössischen Passagierschiffen. Ihr Bereich war – anders als die Erste und Dritte Klasse – nicht über die Schiffslänge, sondern über die Höhe verteilt. Er konzentrierte sich etwa im Bereich zwischen dem vierten Schornstein und dem achteren Mast des Schiffes.
Neben einem großen, eichenholzgetäfelten Speisesaal auf dem D-Deck waren ein auch als Bibliothek bezeichneter Aufenthaltsraum und ein Rauchsalon vorhanden. Zwei großzügige Treppenhäuser und ein Aufzug verbanden die Decks miteinander. Die Kabinen – meist für zwei oder vier Personen ausgelegt – boten eigene Waschbecken (teilweise aus Marmor), Sitzgelegenheiten, Gepäckschränke und Waschtische. Im Komfort entsprachen sie somit ungefähr der günstigeren Kategorie der Erste-Klasse-Kabinen an Bord. Als Außendeck dienten die hintere Hälfte des Bootsdecks und ein Bereich, der zwei Etagen tiefer auf dem B-Deck lag.

### Dritte Klasse
Die Dritte Klasse (häufig als „Zwischendeck“ oder englisch als steerage bezeichnet) umfasste die tiefer gelegenen Decks des Schiffes und die Bereiche unmittelbar am Bug und Heck der Titanic. Im Vergleich zu den beiden anderen Klassen war die Dritte Klasse eher einfach eingerichtet. Dennoch lag ihr Komfort weit über dem, was viele der meist nahezu mittellosen Auswanderer, die diese Klasse vor allem nutzten, von zu Hause gewohnt waren.
Während andere zeitgenössische Schiffe die Dritte-Klasse-Passagiere meist in riesigen Schlafsälen unterbrachten, gab es auf der Titanic zusätzlich zu den 146 Schlafplätzen in Gemeinschaftsräumen (G-Deck) auch Sechs-, Vier- und Zweibettkabinen mit Waschgelegenheit. Die allgemein zugänglichen sanitären Anlagen boten einige Badewannen an. Der Speisesaal der Dritten Klasse lag mittschiffs auf dem F-Deck und war durch eine Schottwand zweigeteilt. Die übrigen öffentlichen Räume – ein allgemeiner Aufenthaltsraum und ein Rauchsalon – lagen ganz am hinteren Ende des Schiffes im achteren Decksaufbau. Dessen Dach sowie die Bereiche des achteren und vorderen Welldecks dienten den Dritte-Klasse-Passagieren als Freiflächen.

### Promenadendecks
Ein markanter Unterschied zwischen der Titanic und der Olympic war die Gestaltung der Promenadendecks. Während sich auf dem A-Deck der Olympic eine offene und auf dem B-Deck eine durchgehend wettergeschützte Promenade befand, diente ein Abschnitt der B-Deck-Promenade auf der Titanic als Privatpromenade und der Erweiterung der teuersten Suiten.
Um den wettergeschützten Bereich für die Passagiere zu erweitern, wurden Teile des A-Decks kurz vor der Fertigstellung des Schiffes mit einem Wetterschutz versehen. Dieser bestand aus einer Wand mit kleinen Fenstern, die zur Schiffsmitte hin in einer Abrundung endete, nach der das A-Deck dann wieder seitlich offen war.

## Jungfernfahrt

### Passagiere
Auf der Jungfernfahrt der Titanic war insgesamt gut die Hälfte der Passagierunterkünfte belegt. Für eine Aprilfahrt war das eine relativ gute Belegung, da die meisten Reisenden die Sommermonate bevorzugten. Hinzu kam ein Streik im Kohlenbergbau vom 29. Februar 1912 bis zum 6. April desselben Jahres, der zu einer Kohleverknappung führte. In einer Stadt wie Southampton, die sehr von der Schifffahrt abhing, fürchtete man dementsprechend Arbeitslosigkeit. Aber auch für Passagiere bedeutete der Streik mit seinen Auswirkungen Unsicherheiten darüber, ob und wann Schiffe ihren Dienst aufnehmen konnten.
Im Gegensatz dazu war die Olympic im Jahr davor auf ihrer Jungfernfahrt ausgebucht. So haben letztendlich über 1300 Personen die Passage auf der Titanic gebucht. Die genaue Zahl ist nicht ganz leicht zu ermitteln, weil die entsprechenden Listen unterschiedlich geführt wurden. Außerdem ist zu berücksichtigen, dass manche Passagiere nur einen Teil der Strecke gebucht haben, etwa um den Ärmelkanal zu überqueren, und vor der Atlantikfahrt das Schiff bereits verlassen haben.
Unter den Passagieren befanden sich viele Prominente der nordamerikanischen und europäischen Gesellschaft. Zu den Amerikanern gehörten der Inhaber des New Yorker Kaufhauses Macy’s, Isidor Straus, seine Gattin Ida Straus, der Geschäftsmann Benjamin Guggenheim, der Hotelier John Jacob Astor IV oder auch die Millionärsgattin und Frauenrechts-Aktivistin Margaret Brown. Briten waren J. Bruce Ismay, der Direktor der White Star Line, die schottische Adelige Lucy Noël Martha Dyer-Edwards, Cosmo Duff-Gordon, Großgrundbesitzer und Sportfechter, Lucy Duff Gordon, Modedesignerin, und beispielsweise der Journalist William T. Stead.
Manche der Passagiere wurden bekannt oder bekannter in der Zeit nach dem Unglück. Die Schauspielerin Dorothy Gibson spielte in einem frühen Titanic-Film mit und der junge Lehrer Lawrence Beesley aus der Zweiten Klasse veröffentlichte als einer der ersten einen Bericht aus der Sicht eines Überlebenden.

#### Preise
pro Person bei Unterbringung in normalen Kabinen (US-Dollar) ab:
| Klasse            | Preis | entspricht heute |
| ----------------- | ----- | ---------------- |
| 3. (ab 13 Jahre)  | 36    | 1.200            |
| 3. (bis 12 Jahre) | 15    | 500              |
| 2.                | 60    | 2.000            |
| 1.                | 150   | 5.010            |
| Größte Suiten     | 4.350 | 145.220          |

### Besatzung
Von den knapp 900 Mitgliedern der Schiffsbesatzung stammte ein Großteil aus Southampton. Etwa 325 waren für den Schiffsbetrieb und 500 für die Passagiere zuständig. Letzteres war die sogenannte victualling crew. Das waren unter anderem 324 Stewards und 18 Stewardessen. Insgesamt waren nur 23 Mitglieder der Besatzung weiblich. Auch die beiden Funker gehörten formell zur Kategorie der victualling crew. Persönliche Bedienstete reicher Passagiere wiederum waren als Passagiere auf dem Schiff.
Die acht Offiziere der Schiffsführung waren:
- Kapitän Edward John Smith (umgekommen)
- Leitender Offizier Henry T. Wilde (umgekommen)
- Erster Offizier William M. Murdoch (umgekommen)
- Zweiter Offizier Charles Lightoller
- Dritter Offizier Herbert Pitman
- Vierter Offizier Joseph Boxhall
- Fünfter Offizier Harold Lowe
- Sechster Offizier James P. Moody (umgekommen)

Für den Schiffsbetrieb sorgten in mehreren Wachen hauptsächlich 35 Ingenieure und Techniker, 167 Heizer, 71 Kohlentrimmer und 33 Maschinenfetter. Zusätzlich gab es mehrere Lagerverwalter (Storekeeper), den Schiffszimmerer, die Rudergänger und die Matrosen im Ausguck (Krähennest). Leitender Ingenieur war Joseph Bell (umgekommen).

### Vorräte und Fracht
Die Titanic hatte für die Reise erhebliche Mengen an Nahrungsmitteln an Bord. Neben 72,5 Tonnen an Fleisch und Fisch, 40 Tonnen Kartoffeln und 200 Barrels Mehl gab es noch über 30 Tonnen weiterer Lebensmittel. Als Trinkvorräte wurden 400 Kilogramm Tee, 1100 Kilogramm Kaffee und knapp 37.000 Getränkeflaschen mitgeführt. Die Vorräte an Milch und Milcherzeugnissen nahmen mehr als 12 Kubikmeter Lagerraum ein. In den Wäschekammern lagerten knapp 200.000 Wäschestücke.
Auch Fracht und sieben Millionen Briefe sowie anderweitige Postsendungen wurden auf der Jungfernfahrt transportiert. Unter den bei der Jungfernfahrt beförderten Gütern befanden sich Maschinenteile, Elektrogeräte, Lebensmittel, Seidenwaren, Kleidungsstücke, Spirituosen, Straußenfedern und ein Auto sowie viele weitere Waren für Nordamerika.

### Auslaufen aus Southampton

Der Reiseweg der Titanic in Europa: von Southampton (England) über Cherbourg (Frankreich) nach Queenstown (Irland).

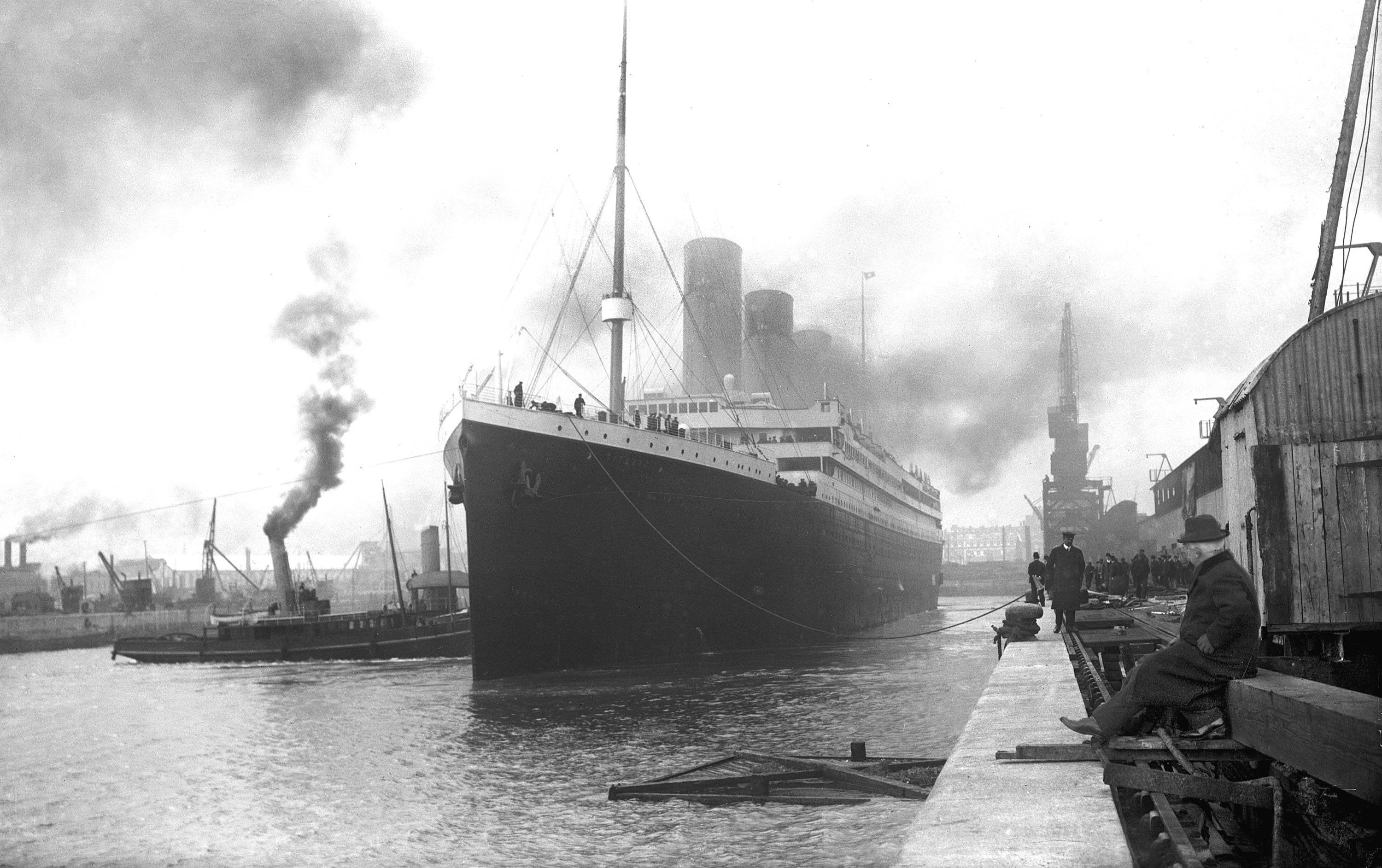
Die Titanic im Hafen von Southampton am 10. April 1912

Die Titanic begann ihre Jungfernfahrt von Southampton nach New York am Mittwoch, dem 10. April 1912, unter ihrem Kapitän Edward Smith. In Southampton waren außer dem Kapitän auch die meisten Besatzungsmitglieder und Passagiere an Bord gekommen. Bei der Abfahrt stieß die Titanic fast mit einem anderen Schiff zusammen, der New York.
Um 12:00 Uhr oder kurz danach zogen nämlich sechs Schlepper die Titanic in südöstlicher Richtung in den Fluss Test. Noch während sie an Anlegeplätzen mit Schiffen vorbeifuhr, gab Kapitän Smith den ersten Schleppbooten den Befehl, die Titanic loszulassen. Backbord kam die Titanic an einem Anlegeplatz vorbei, an dem die Oceanic und außen neben ihr die New York lagen. Smith ließ die Motoren beschleunigen. Durch Abstellen des Backbordpropellers sollte die Titanic besser durch die folgende Linkskurve gelangen.

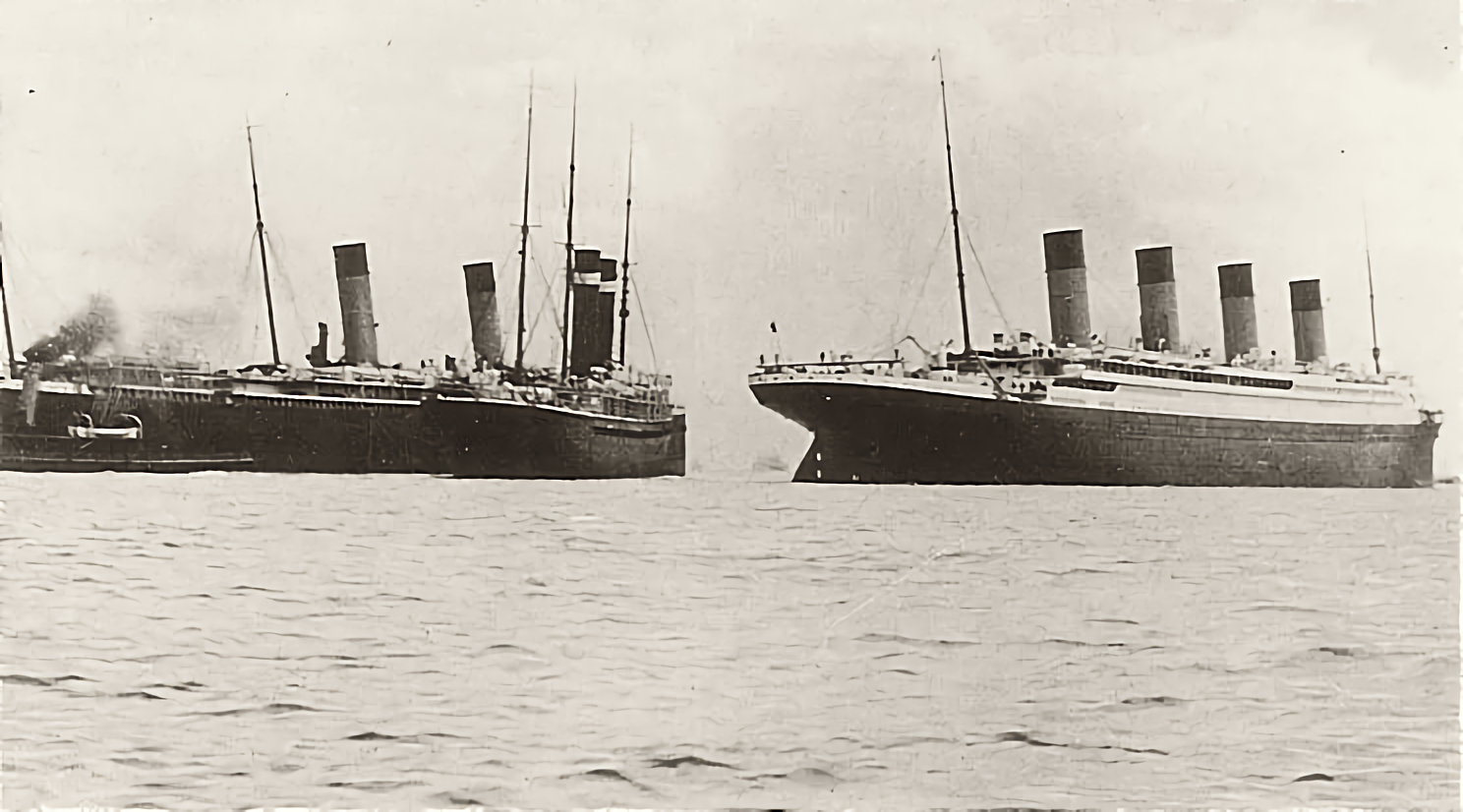
Bei der Beinahe-Kollision am Ende des Flusses Test. Rechts sieht man die Titanic vom Heck her. Links daneben ist die New York und weiter links von ihr die Oceanic.

Doch der Sog wurde zu stark für die New York, die nicht unter Dampf stand. Die Trossen, mit der die New York befestigt war, rissen, und das Schiff bewegte sich auf die Titanic zu. Kapitän Gale vom Schleppboot Vulcan rettete die Situation in Zusammenarbeit mit der Besatzung der Titanic. Die Titanic stellte den Backbordpropeller wieder an, und Gale ließ eine Leine zur New York werfen. Er bremste damit das Schiff ab. Mithilfe weiterer Schlepper konnte die New York zwischen Titanic und Oceanic hindurch an einen anderen Anlegeplatz (bereits am Fluss Itchen) gebracht werden. Gale schätzte den geringsten Abstand zwischen der Titanic und dem Heck der New York mit vier Fuß (etwa 1,2 Meter) ein. Die meisten Menschen auf der Titanic empfanden den Zwischenfall als nicht sehr dramatisch.
Für die Ankunft in Cherbourg wurde eine Stunde Verspätung angekündigt. Der Vorfall mit der New York hatte kaum eine halbe Stunde gekostet, doch war die Titanic wohl schon eine Viertelstunde zu spät losgefahren. Außerdem waren irrtümlich einige Arbeiter und Lastenträger auf dem Schiff geblieben, die nun per Schlepper abgeholt werden mussten.

### Aufenthalte vor Cherbourg und Queenstown

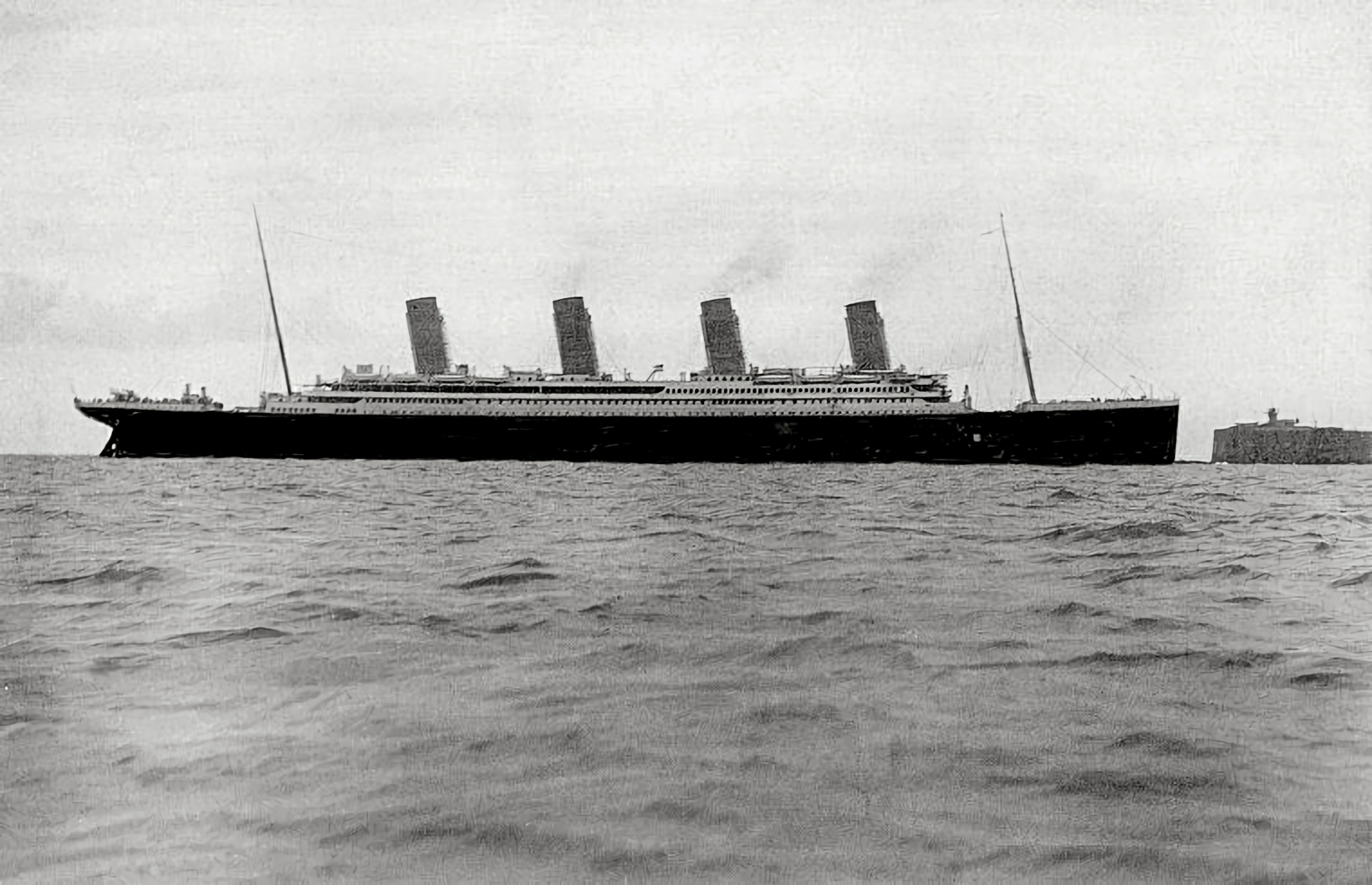
Die Titanic bei Cherbourg, Frankreich

Von Southampton kommend musste die Titanic Steuerbord an der Insel Wight vorbei und fuhr über den Ärmelkanal nach Cherbourg. Diese nordfranzösische Hafenstadt liegt günstig auf einer Halbinsel. Die Strecke dorthin betrug etwa 150 Kilometer.
Die Titanic ankerte gegen 18:30 Uhr vor Cherbourg auf Reede, weil der Hafen für das Schiff zu klein war. Mit den eigens für diesen Zweck gebauten Tenderschiffen Nomadic und Traffic wurden weitere Fracht sowie Passagiere an Bord gebracht. Die meisten Passagiere waren mit dem Zug aus Paris gekommen. Unter den Reichen und Prominenten befanden sich Amerikaner, die Europa oder Afrika besucht hatten. Insgesamt kamen in Cherbourg 274 Passagiere an Bord (172 Passagiere der Ersten und Zweiten Klasse, 102 der Dritten an Bord). Ihrerseits verließen 15 Passagiere der Ersten und neun der Zweiten Klasse die Titanic.
Gegen 20:10 Uhr desselben Abends wurden die Anker gelichtet. Die Titanic fuhr nachts über den Ärmelkanal und zwischen Land’s End und den Scilly-Inseln hindurch in die Keltische See. Ziel war der Ort Queenstown (seit 1920: Cobh) auf der Südseite der Insel Irland, die damals noch ganz zu Großbritannien gehörte. Queenstown war ein wichtiger Auswandererhafen südöstlich der größeren Stadt Cork. Er lag auf einer Insel in einer Meeresbucht, die als Cork Harbour bekannt ist.

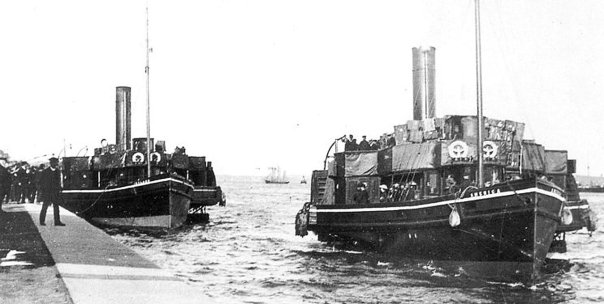
Die Ausschiffungsboote America und Ireland. Sie nehmen hier in Queenstown Passagiere und Fracht für die Titanic auf.

Vor dem Hafen von Queenstown ankerte die Titanic am Donnerstag, den 11. April 1912, ab 11:30 Uhr. Die Barkassen Ireland und America brachten 113 Passagiere der Dritten und 7 der Zweiten Klasse an Bord. Die irischen Passagiere vervollständigten die Mischung aus Engländern, Franzosen und anderen Nationalitäten in der Dritten Klasse. Journalisten und Fotografen besuchten das Schiff, Postsäcke wurden auf die Titanic gebracht und umgekehrt mitgebrachte Postsäcke der Post in Irland überantwortet. Zwischen den Postsäcken versteckte sich der irische Heizer John Coffey, der nicht mehr mitfahren wollte und auf diese Weise die Titanic heimlich verließ.
Sieben Erste-Klasse-Passagiere gingen von Bord. Unter ihnen war, wie vorgesehen, auch Francis Browne, dem ein Onkel die Strecke von Southampton bis Queenstown spendiert hatte. Der irische Geistliche hatte zwar auf der Fahrt Millionäre kennengelernt, die ihm die Weiterfahrt nach New York bezahlen wollten. Sein Vorgesetzter, telegrafisch kontaktiert, erlaubte dies aber nicht. Im Nachhinein erhielt Brownes kurze Reise besondere Bedeutung, weil er als Amateurfotograf viele Aufnahmen auf dem Schiff gemacht hatte. Insgesamt gibt es eher wenige Fotos gerade vom Inneren des Schiffs.

### Die Fahrt in den Atlantik

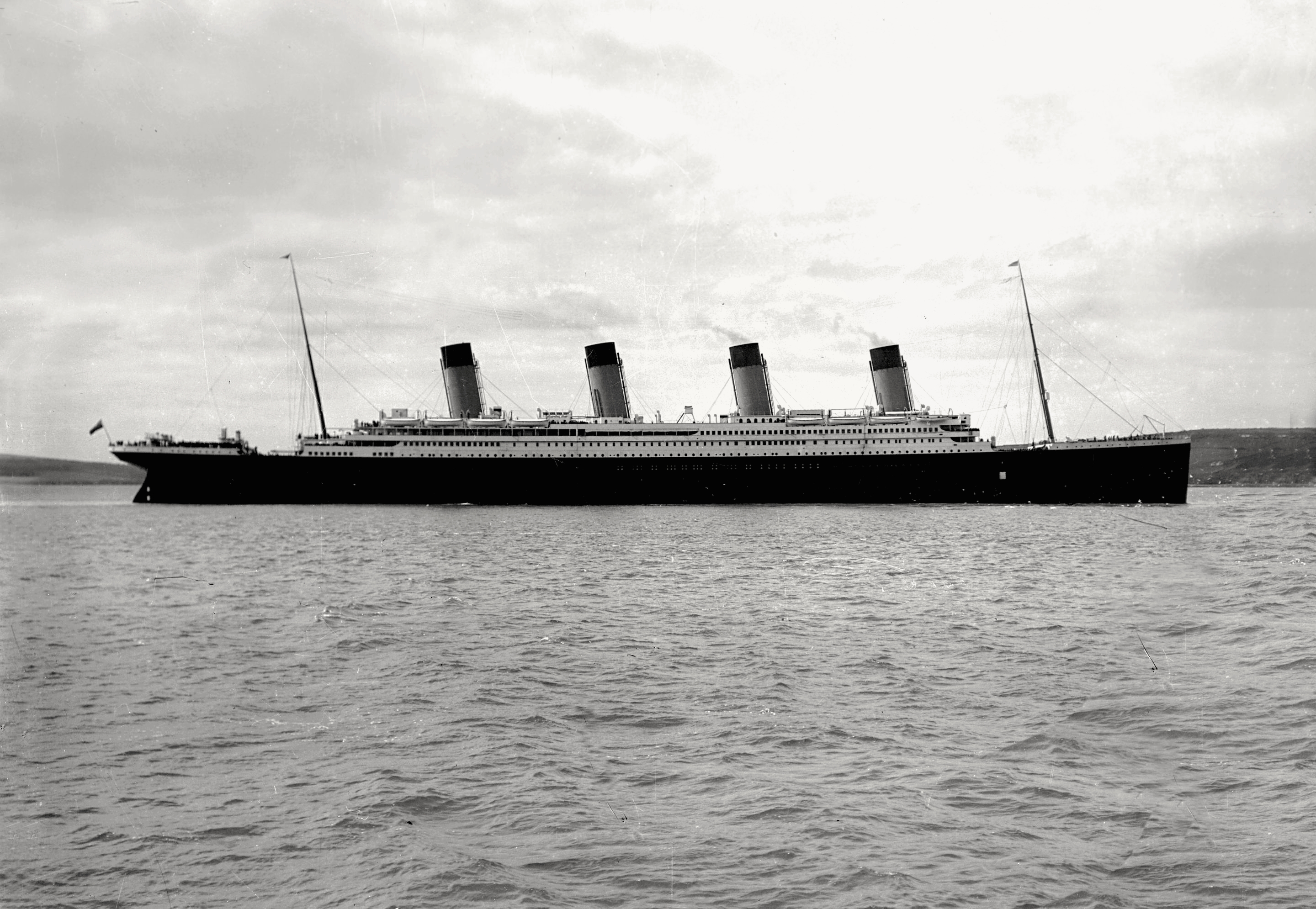
Am 11. April: Nachdem Francis Browne die Titanic verlassen hatte, nahm er dieses Bild von Queenstown aus auf. Es ist eines der letzten Fotos des Schiffes.

Die Titanic lichtete nach etwa zwei Stunden Aufenthalt die Anker um 13:30 Uhr. Smith hatte für seine Navigation keine besonderen Instruktionen, aber dies war die übliche Route zu dieser Zeit des Jahres. So fuhr das Schiff erst nach Westen an der Südküste Irlands entlang, anhand der Navigationspunkte Daunt's Rock Light Vessel, Old Head of Kinsale Lighthouse und dann Fastnet Light, und gelangte dann in den Atlantik. Die great circle route führte sie zu The Corner, einem gedachten Punkt im Atlantik (42° 0′ N, 47° 0′ W).

Geplanter Reiseweg der Titanic durch den Nordatlantik, vom letzten Navigationspunkt bei Irland (Fastnet Light) bis zum Ambrose Light vor New York

The Corner stammte aus einer Vereinbarung zwischen den großen Reedereien von 1899. Demnach sollte man zwischen dem 15. Januar und dem 14. August die „Südliche Route Richtung Westen“ nehmen, um den Eisbergen zu entgehen, die im kalten Labradorstrom äquatorwärts treiben. Diese Route führte nicht auf dem kürzesten Weg (Orthodrome) nach New York, sondern zunächst nach Südwesten, um dann bei The Corner zu drehen und mehr westlich zu fahren. Die Titanic erreichte The Corner am Sonntag, den 14. April, gegen 17:50 Uhr.
Dort drehte sie sich entsprechend nach Steuerbord, um einen Punkt südlich des Nantucket Shoals Light vor der nordamerikanischen Insel Nantucket anzusteuern. Danach war das Ambrose Light bei New York der letzte wichtige Navigationspunkt. Planmäßig sollte die Titanic am Mittwoch, den 17. April, in New York ankommen, bevor sie am 20. April die Rückreise nach Europa antreten würde.

## Unglück

### Zusammenstoß mit dem Eisberg

Ungefährer Größenvergleich zwischen dem Schiff und dem Eisberg. Das genaue Aussehen des Eisbergs ist spekulativ.

Am Sonntag, den 14. April 1912, fuhr die Titanic mit 22,5 Knoten (41,7 km/h) durch die Nacht; das war beinahe ihre Höchstgeschwindigkeit. Kapitän Smith hielt die zuvor erhaltenen Eiswarnungen für nicht so wichtig, sondern vertraute darauf, dass ein Eisberg frühzeitig erkannt werden würde, um auszuweichen. Die mondlose Nacht war dunkel, aber klar.
Um 23:40 Uhr Bordzeit stieß die Titanic gegen einen Eisberg. Die Männer im Ausguck und auf der Brücke hatten den Eisberg weniger als eine Minute zuvor gesichtet. Bei der Sichtung war der Eisberg schätzungsweise eine Drittelmeile bis eine halbe Meile (etwa 480 Meter bis 800 Meter) vom Schiff entfernt. Es dauerte etwa 20 Sekunden, bis auf der Brücke ein Ausweichmanöver befohlen wurde.

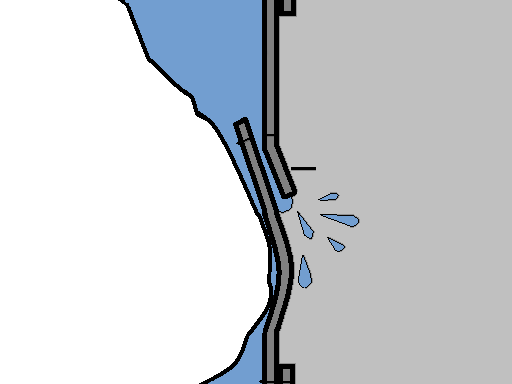
Am wahrscheinlichsten ist, dass der Aufprall auf den Eisberg die Übergänge zwischen den Schiffsplatten aufriss und so mehrere Lecks verursachte

Es gibt mehrere, teils widersprüchliche Zeugenaussagen, wie die Besatzung auf die Sichtung reagiert hat. Das mag auch daran gelegen haben, dass Besatzungsmitglieder sich selbst nicht belasten wollten. Halpern hat die Abläufe wie folgt rekonstruiert:
- Der Ausguck Frederick Fleet sichtet in Fahrtrichtung des Schiffes, oder leicht steuerbord, einen Eisberg.
- Fleet läutet umgehend dreimal die Glocke. Daraufhin eilt er zum Telefon im Ausguck und meldet dem Steuerhaus, ein Eisberg sei right ahead („direkt voraus“).
- Dies nimmt der Sechste Offizier James Moody entgegen, der die Information sofort an den Ersten Offizier William Murdoch weitergibt. Murdoch überlegt eine gewisse Zeit lang und befiehlt dem Steuermann (quarter master, Steuermannsmaat) Hitchens das Ausweichmanöver, nämlich hart nach links zu steuern. Murdoch läuft zum Maschinentelegrafen für ein Signal an den Maschinenraum.
- Im Maschinenraum sieht man kurz vor dem Kontakt mit dem Eisberg das Signal „stop“.
- Das Schiff bewegt sich ein bis zwei Punkte (22 und ein halbes Grad) nach Backbord. Daraufhin scheint der Eisberg das Schiff kurz vor dem Vormast Steuerbord zu berühren. Für einige Sekunden hört man das Geräusch von zerreißendem Metall.
- Während des Kontakts mit dem Eisberg ist Murdoch am Schalter für die wasserdichten Schotten. Nach einem Warnsignal von einigen Sekunden fallen sie herunter.
- Nachdem der Eisberg den rechten Flügel der Brücke passiert hat, lässt Murdoch das Schiff nach rechts steuern. (Damit verhindert er, dass das Heck ausschert und den Eisberg rammt.) Zeugen sehen den Eisberg rechts hinten vom Schiff, bevor er wieder in der Dunkelheit verschwindet. Einige Minuten später kommt das Schiff zum Stehen.[48][49]

Der Zusammenstoß mit dem Eisberg bewirkte einen enormen Druck auf die Außenhaut des Schiffes. Dadurch entstanden auf einer Länge von ca. 90 Metern zahlreiche Lecks. Es wurden 6 der 16 wasserdichten Abteilungen beschädigt. Beim Zusammenstoß selbst wurde niemand verletzt. Kapitän Smith war schon kurz nach dem Zusammenstoß auf der Brücke und ließ sich über das Geschehene informieren. Nun galt es, sich einen Überblick über den entstandenen Schaden zu verschaffen. Offiziere konnten in ersten Erkundigungen noch keinen Wassereinbruch feststellen, doch Smith meinte zum herbeigeeilten Reeder Bruce Ismay, dass der Schaden vermutlich ernst sei.

### Evakuierung des Schiffes

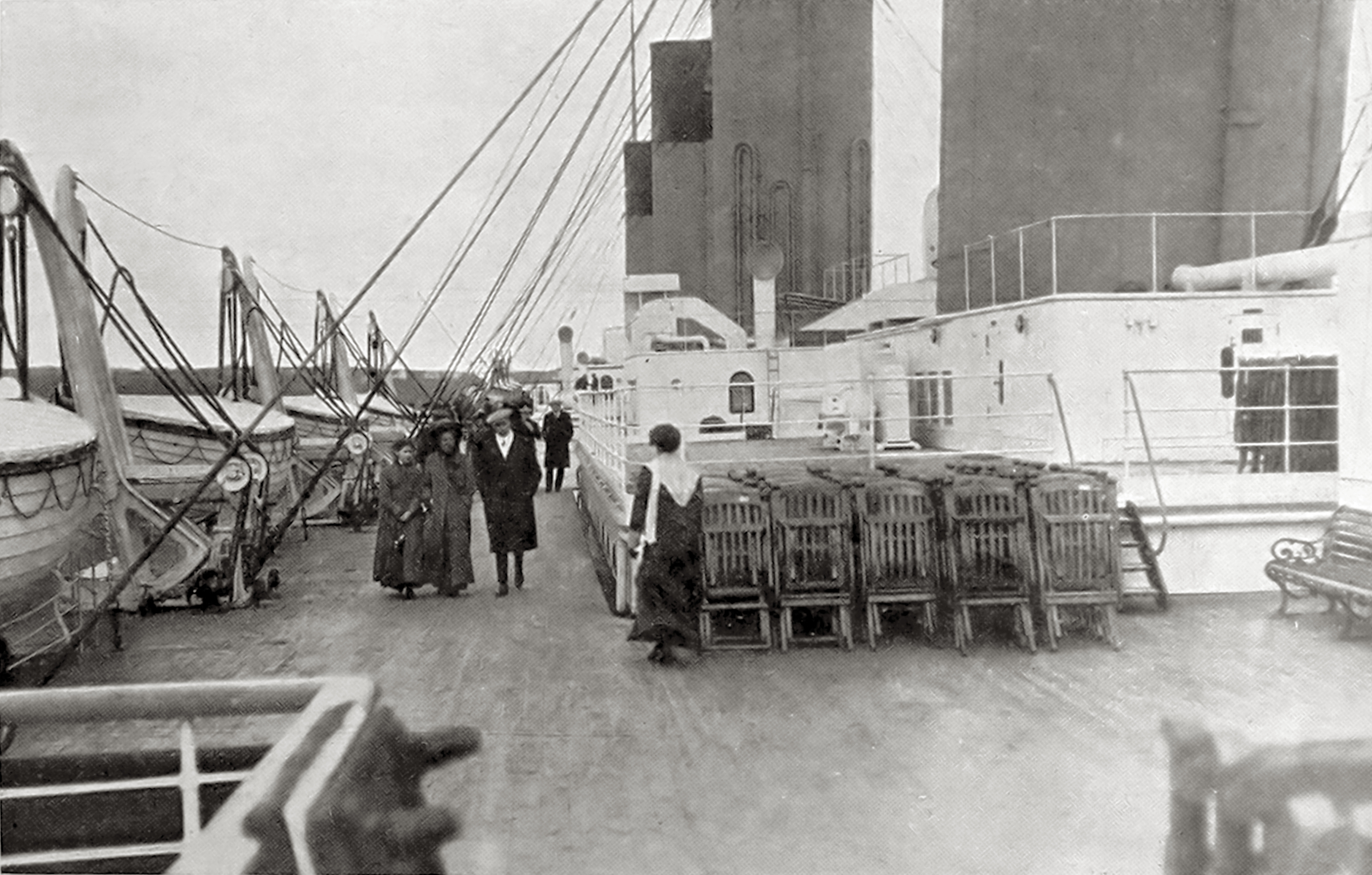
Foto vom Bootsdeck der Titanic am 11. April

Gegen 00:00 Uhr wusste Smith, dass die Titanic ernsthaft beschädigt war, aber er kannte noch nicht das Ausmaß. Er befahl, die Rettungsboote abzudecken und die Besatzung in Bereitschaft zu versetzen. Gegen 00:15 Uhr wurde den Funkern der Titanic aufgetragen, Notrufe zu senden. Zwischen 00:10 Uhr und 00:20 Uhr wurden die Passagiere aufgefordert, sich auf das Deck zu begeben. In diesem Zeitraum wurde Schiffskonstrukteur Thomas Andrews mit erschrockenem Gesicht beobachtet, der bereits wusste, dass der Postraum, drei vordere Abteilungen und der Kesselraum Nr. 6 sich unkontrollierbar mit Wasser füllten. Ihm war bewusst, dass die Titanic verloren war. Darüber informierte er Smith und die Schiffsführung gegen 00:25 Uhr, und Smith gab den Befehl aus, die Passagiere in die Rettungsboote zu bringen.
Smith und der chief officer Henry T. Wilde koordinierten die Maßnahmen. Das erste Rettungsboot (Nr. 7) wurde um 00:40 Uhr auf der Steuerbordseite zu Wasser gelassen, die letzten (Nr. 10 und Nr. 4) um 01:50 Uhr auf der Backbordseite. Hinzu kamen die vier Faltboote, die teils von Bord gespült und nur mit Mühe besetzt wurden. Fast alle Boote waren nicht voll besetzt; die einzelnen Zahlen basieren auf Augenzeugenberichten und werden sich nie genau bestätigen lassen.
Ein Grund für die Unterbesetzung war die Maxime, dass Frauen und Kinder zuerst in die Boote sollten, was von den Besatzungsmitgliedern unterschiedlich streng ausgelegt wurde. Anfangs wollten viele Passagiere auch nicht ins Rettungsboot, weil ihnen der Ernst der Lage nicht ausreichend bewusst war. Außerdem waren die Besatzungsmitglieder im Umgang mit den Rettungsbooten wenig geübt. Sie fürchteten (unbegründet), dass die Einrichtungen zum Herunterlassen (davits) nicht die volle Last tragen würden.
Wer keinen Platz in einem Rettungsboot bekam, sprang von Bord oder wurde von Bord gespült, als das Schiff sank. Einigen wenigen Menschen gelang es, im eiskalten Wasser (nahe dem Gefrierpunkt) zu einem Rettungsboot zu schwimmen. Die übrigen starben an Unterkühlung. Schätzungen zufolge überlebt man den Aufenthalt im eiskalten Wasser nur 15 bis 45 Minuten lang. In weniger als 15 Minuten ist man bereits erschöpft oder wird bewusstlos. Die Menschen in den Booten entfernten sich von der Titanic, weil sie fürchteten, vom Sog des sinkenden Schiffes erfasst zu werden, und auch, dass Überlebende aus dem Wasser die Boote zum Kentern bringen könnten.
Der eigentliche Untergang wird für 02:20 Uhr berichtet. Kurz zuvor gingen die Lichter aus. Der vom eingedrungenen Wasser schwere Bugteil und das noch auf dem Wasser treibende Heckteil brachen voneinander ab, und das Bugteil stürzte in die Tiefe. Das Heckteil richtete sich noch kurz auf und sank dann ebenfalls. Mit hoher Geschwindigkeit sanken beide Teile nach unten. Dieses Auseinanderbrechen war lange Zeit umstritten, doch das Wrack auf dem Meeresboden bewies es schließlich. Es bleiben Unklarheiten darüber, wie und wann genau das Schiff auseinandergebrochen ist.

### Rettung der Überlebenden
Überlebt hat das Unglück nur, wer in eines der Rettungsboote gelangt ist. Die Rettungsboote wiederum wurden einzig von der Carpathia aufgenommen, welche die Überlebenden nach New York gebracht hat. Die Carpathia war per Funk davon informiert worden, dass die Titanic Hilfe benötigte.
Die Funker der Titanic sendeten in der Unglücksnacht ab 00:27 Uhr immer wieder Notruf-Meldungen. Mehrere Schiffe antworteten darauf, doch sie waren meist zu weit entfernt, als dass es sinnvoll gewesen wäre, zum sinkenden Schiff zu eilen. Das am nächsten liegende Schiff, die Californian, reagierte nicht, weil deren Funker keinen Dienst mehr hatte. Ferner sahen Menschen auf der Titanic die Lichter eines unbekannten Schiffes etwa im Norden. Die Besatzung versuchte, es mit Morse-Lampen zu kontaktieren, und es wurden auch Raketen in die Höhe geschossen. Das mystery ship reagierte nicht; nach heute vorherrschender Meinung handelte es sich dabei um die Californian.
Das Schiff, das schließlich die Rettungsboote und Faltboote der Titanic auffand, war der Passagierdampfer Carpathia. Es hatte frühzeitig den Notruf aufgefangen, war aber noch recht weit entfernt. Kapitän Arthur Rostron ließ die Carpathia umgehend in nordöstlicher Richtung zur angegebenen Position eilen. Auf dem Weg dorthin sah er gegen 02:40 Uhr grünes Licht, von dem er glaubte, dass es weit vom Horizont her kam. Er hielt es für ein Positionslicht der Titanic (die jedoch zu diesem Zeitpunkt tatsächlich bereits auf dem Meeresboden lag). Kurz darauf musste die Carpathia mit Müh und Not einem Eisberg ausweichen.
Wie man seit dem Fund des Wracks der Titanic weiß, hatte die Titanic in den Notrufen falsche Positionsangaben gemacht: zunächst eine, die von Kapitän Smith berechnet worden war, dann eine von Joseph Boxhall korrigierte (41° 28′ N, 50° 8′ W). Doch auch die korrigierte Angabe lag noch zu weit westlich von der Unglücksstelle, nämlich etwa 13 Seemeilen (24 Kilometer). Es ist daher Zufall, dass die Carpathia, vom Südosten kommend, auf dem Weg zur fehlerhaften Positionsangabe die tatsächliche Unglücksstelle erreicht hat. Halpern vermutet, dass die Carpathia sich wegen des Nordatlantikstroms östlicher befand, als ihr Kapitän Rostron glaubte. Das würde es besser erklären, warum die Carpathia in die Nähe der Unglücksstelle geraten ist.
Gegen 04:00 Uhr entschied Rostron, die Carpathia zu stoppen. Er meinte, in ungefährer Nähe der Notrufposition und des gesichteten grünen Lichts zu sein. Fünf Minuten später erblickte er nochmals ein grünes Licht und erkannte entsetzt, dass es eine grüne Leuchtfackel (flare) war, die jemand auf einem Boot hochhielt, und nicht ein Positionslicht von der Titanic. Rostron überlegte, von welcher Seite seines Schiffes aus er das Boot aufnehmen wollte, da gab es wieder fast einen Zusammenstoß mit einem Eisberg. Schließlich hielt sein Schiff um 04:10 Uhr an.

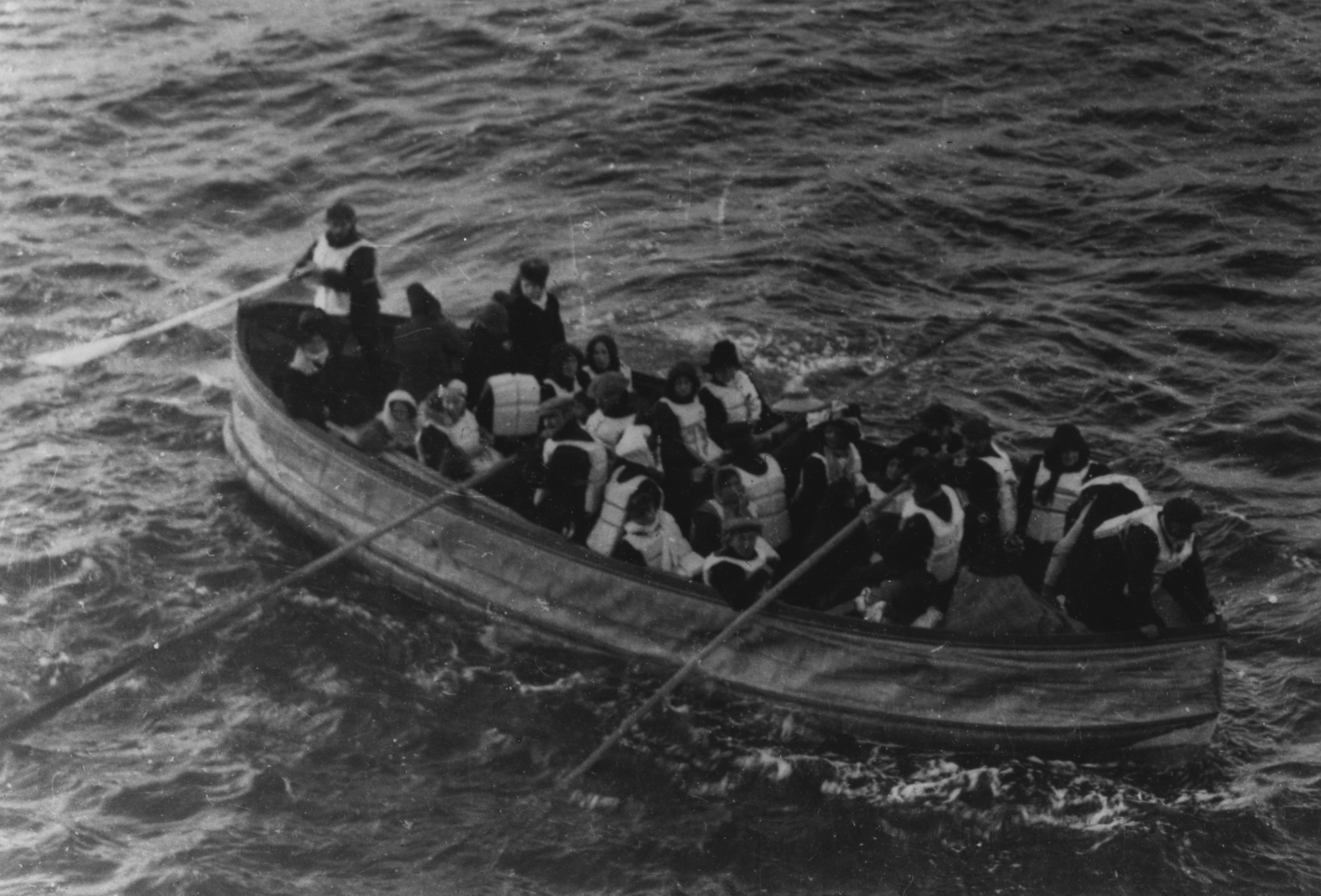
Ein Faltboot der Titanic, fotografiert von der Carpathia aus

Es handelte sich um Boot Nr. 2 mit dem Vierten Offizier der Titanic, Boxhall, der beim Fertigmachen des Bootes noch eben an das Mitnehmen von Leuchtfackeln gedacht hatte. Ohne Boxhalls Signale wäre die Carpathia in der dunklen Nacht wahrscheinlich weitergefahren. Andere Boote, die noch Richtung mystery ship (Californian) ruderten, drehten bei und hielten auf die Carpathia zu.
Um 04:20 Uhr waren alle Insassen des Bootes Nr. 2 aufgenommen worden. Boxhall wurde zu Kapitän Rostron geführt, der nach der Titanic fragte. Boxhalls Erklärung, dass sie gesunken war, bestürzte die Menschen auf der Carpathia. Es seien Hunderte, wenn nicht tausend oder mehr Menschen gestorben. Dies war für die Außenwelt die erste Bestätigung des Untergangs. Bei Tagesanbruch sah man von der Carpathia die weiteren Boote, die auf sie zuruderten. In einigen Booten befanden sich Leichen. Erst um 08:15 Uhr erreichte das letzte Boot (Nr. 12) die Carpathia. Als letzter Überlebender bestieg Charles Lightoller, um 08:30 Uhr, das Schiff. Zufällig handelte es sich bei ihm um das ranghöchste überlebende Besatzungsmitglied.
Die Carpathia drehte noch eine Runde, um möglicherweise Überlebende auf Floßen zu entdecken. Zu dieser Zeit erreichte die Californian die Carpathia, nachdem sie über Funk vom Unglück erfahren hatte. Kapitän Rostron vermutete, dass noch ein Rettungsboot draußen sein könnte. Die Californian bot an, danach zu suchen, und die Carpathia machte sich auf den Weg nach New York. Rostron hatte nach eigener Aussage noch überlegt, wohin er die Überlebenden bringen sollte, denn eigentlich war die Carpathia auf dem Weg ins Mittelmeer. Ein Absetzen auf den Azoren wäre den Überlebenden wenig dienlich gewesen, aber auch nicht ein Halt im kanadischen Halifax, das näher als New York lag. Auf dem Weg nach Halifax hätte man zudem eher Eis beobachtet, was die Passagiere beunruhigen konnte. Rostron fuhr daher nach New York, wo man die Geretteten am besten versorgen konnte.
| Gruppe              | Gesamt | Gerettete | Anteil | Tote | Anteil |
| ------------------- | ------ | --------- | ------ | ---- | ------ |
| Kinder 2. Klasse    | 24     | 24        | 100 %  | 0    | 0 %    |
| Frauen 1. Klasse    | 144    | 140       | 97 %   | 4    | 3 %    |
| Frauen Besatzung    | 23     | 20        | 87 %   | 3    | 13 %   |
| Frauen 2. Klasse    | 93     | 80        | 86 %   | 13   | 14 %   |
| Kinder 1. Klasse    | 6      | 5         | 83 %   | 1    | 17 %   |
| Frauen 3. Klasse    | 165    | 76        | 46 %   | 89   | 54 %   |
| Kinder 3. Klasse    | 79     | 27        | 34 %   | 52   | 66 %   |
| Männer 1. Klasse    | 175    | 57        | 32 %   | 118  | 68 %   |
| Männer Besatzung    | 885    | 192       | 22 %   | 693  | 78 %   |
| Männer 3. Klasse    | 462    | 75        | 16 %   | 387  | 84 %   |
| Männer 2. Klasse    | 168    | 14        | 8 %    | 154  | 92 %   |
| Frauen insgesamt    | 425    | 316       | 74 %   | 109  | 26 %   |
| Kinder insgesamt    | 109    | 56        | 51 %   | 53   | 49 %   |
| Männer insgesamt    | 1690   | 338       | 20 %   | 1352 | 80 %   |
| 1. Klasse insgesamt | 325    | 202       | 62 %   | 123  | 38 %   |
| 2. Klasse insgesamt | 285    | 118       | 41 %   | 167  | 59 %   |
| 3. Klasse insgesamt | 706    | 178       | 25 %   | 528  | 75 %   |
| Besatzung insgesamt | 908    | 212       | 23 %   | 696  | 77 %   |
| Gesamt              | 2224   | 710       | 32 %   | 1514 | 68 %   |

Die Statistik bestätigt deutlich, dass Frauen und Kinder bei der Evakuierung bevorzugt wurden. Besonders hoch waren ihre Überlebenschancen, wenn sie zur Ersten und Zweiten Klasse gehörten. Ihr Anteil an den Geretteten sank aber dramatisch, wenn sie in der Dritten Klasse gefahren waren. Laut der britischen Untersuchung gab es auf dem Bootsdeck aber keine Diskriminierung nach Klassen. Die Erklärung liegt darin, dass sich vor allem zu Beginn der Evakuierung nur wenige Passagiere der Dritten Klasse auf dem Bootsdeck befanden. Sie hatten schlechteren Zugang zum Bootsdeck und sprachen oft kein Englisch, so dass sie die Anweisungen des Personals schlecht verstanden. Überhaupt gab es kein allgemeines Alarmsystem. In manchen Fällen waren Fluchtwege im Schiff für sie versperrt.

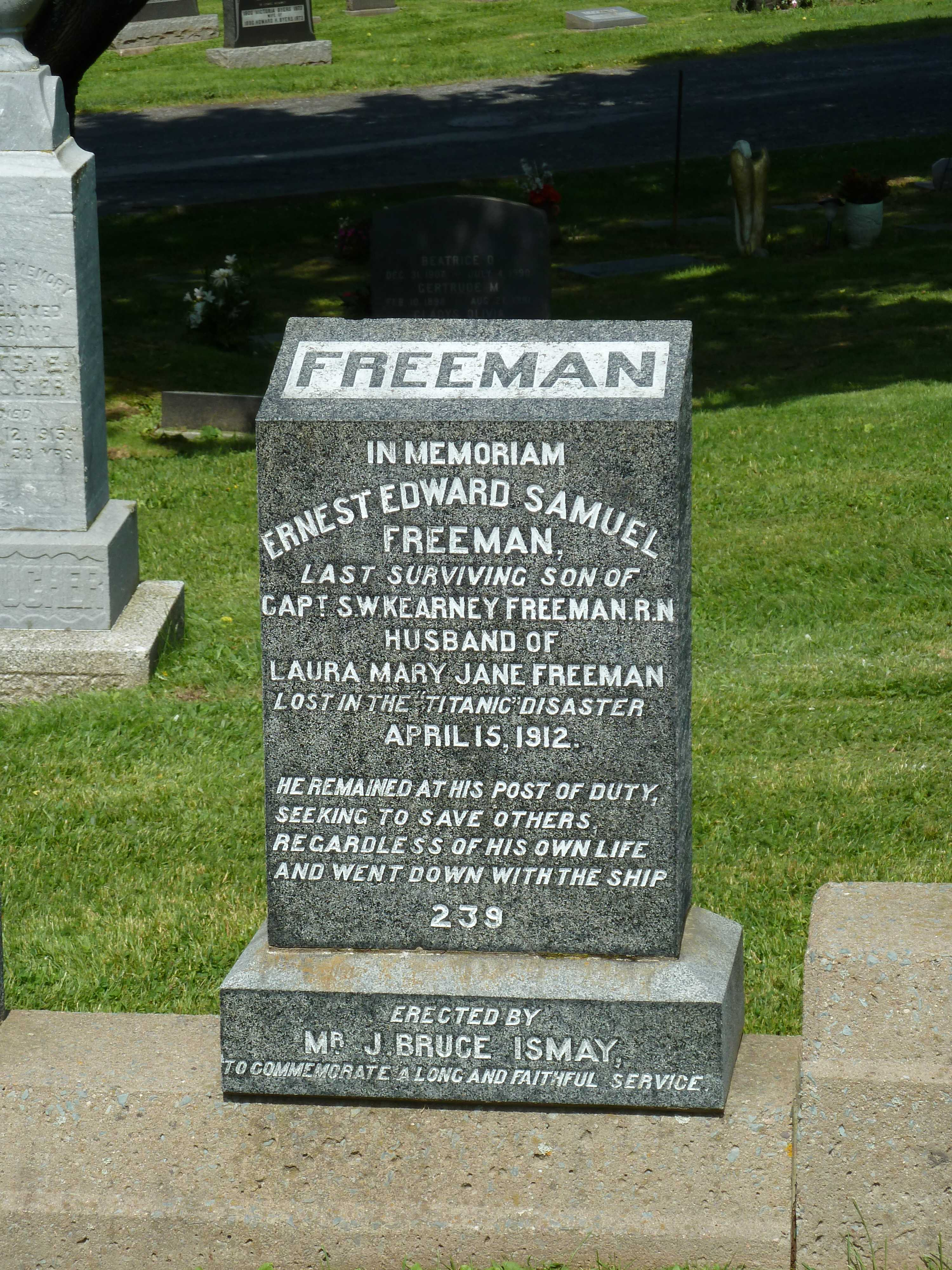
Grabstein eines umgekommenen Besatzungsmitglieds auf dem Fairview Lawn Cemetery, Halifax

Bei den Männern insgesamt ist das Bild ein anderes als bei den Frauen. Bei ihnen erlitt nicht die Dritte Klasse die höchsten Verluste, sondern die Zweite. Der Soziologe Henrik Kreutz erklärte dies in einer Studie mit den gesellschaftlichen Erwartungen an die Männer, sich erst nach den Frauen und Kindern zu retten. Die „bürgerlichen“ Männer der Zweiten Klasse waren demnach am stärksten an diese Moralvorstellung gebunden und verzichteten auf ihre Rettung.
Nicht nur bei den Passagieren, auch bei der Besatzung kamen vor allem Männer um. (Es gab allerdings auch nur relativ wenige weibliche Besatzungsmitglieder.) Männliche Besatzungsmitglieder hatten oftmals bis zum Schluss gearbeitet. Sie haben beispielsweise die Rettungsboote betreut oder in den Kessel- und Maschinenräumen gearbeitet. Dadurch fehlte die Möglichkeit, sich um die eigene Rettung zu kümmern.
Lillian Asplund (1906–2006) war die letzte Überlebende, die sich noch an das Unglück erinnern konnte. Die letzte Überlebende war Millvina Dean. Sie verstarb am 31. Mai 2009 – auf den Tag genau 98 Jahre nach dem Stapellauf der Titanic – in einem Seniorenheim. Zur Zeit des Unglücks war sie noch ein Baby gewesen. In einer BBC-Reportage im Dezember 2007 beklagte sie, dass mit Wrackteilen der Titanic auf dem Schwarzmarkt viel Geld verdient werde.

## Nach dem Untergang

### Erste Nachrichten, Bergung und Beisetzung der Opfer

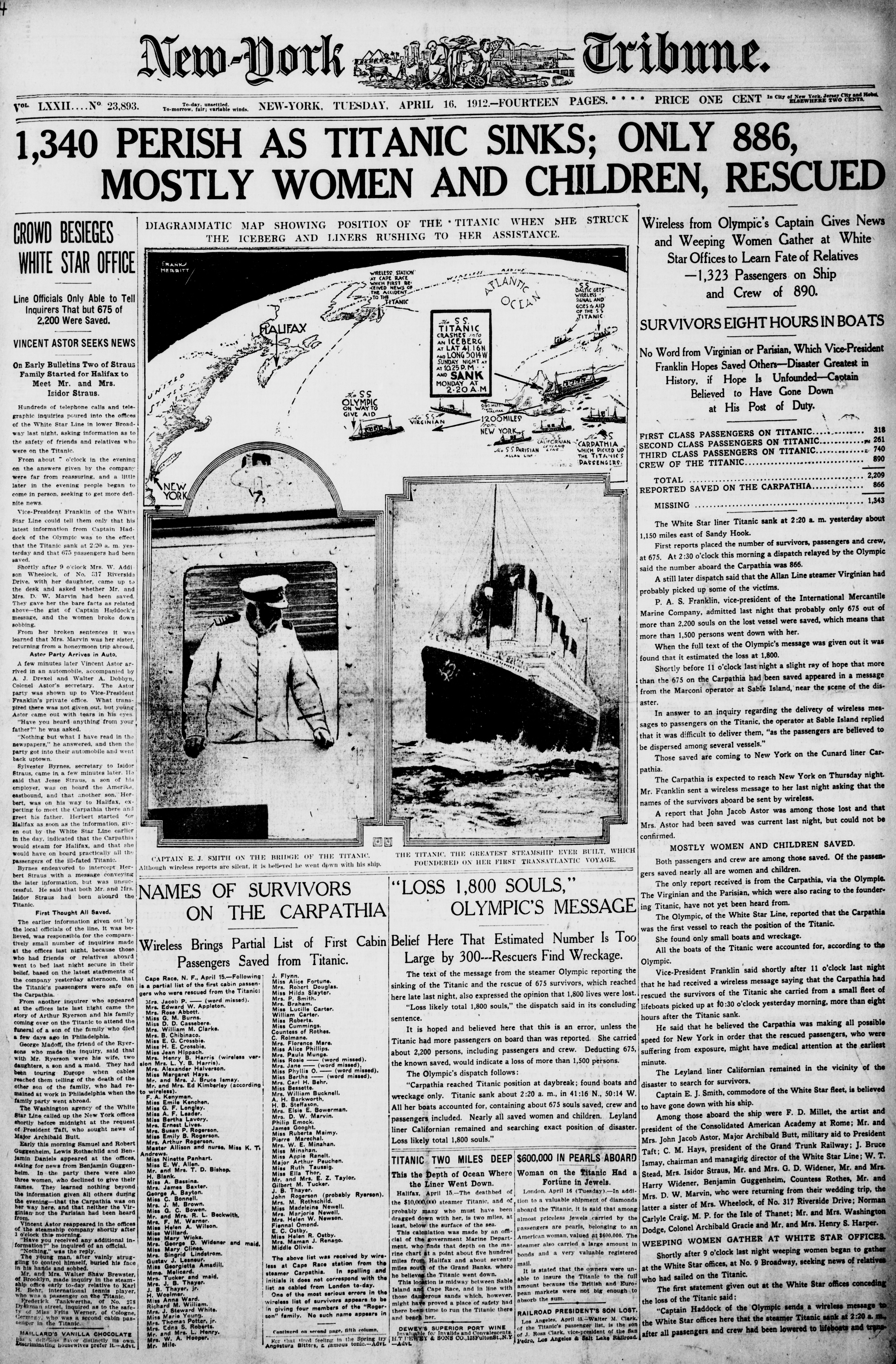
Die New York Tribune vom 16. April 1912

Die ersten Zeitungsberichte nach dem Unglück waren optimistisch gestimmt. So behauptete eine Zeitung, alle Passagiere der Titanic seien in Sicherheit. Die Virginia habe über Rettungsboote alle bei sich aufgenommen und ziehe nun die Titanic Richtung Halifax. Angehörigen wurde so falsche Hoffnung gegeben; es hat sich sogar ein Zug nach Halifax aufgemacht, um dort die Überlebenden abzuholen. Als einzige berichtete die New York Times am 15. April 1912 korrekt vom Untergang der Titanic. Andere Zeitungen wollten dies nicht glauben und kritisierten die New York Times heftig.
Auch die White Star Line folgte den optimistischen Gerüchten. Vizepräsident Philipp A. S. Franklin sagte am Montag (15. April) um 10:30 Uhr in New York, dass die Titanic nicht gesunken sei. Das Aufhören der Notrufe läge an atmosphärischen Störungen. Man glaube an die Unsinkbarkeit des Schiffes. Im Laufe des Tages gab Franklin schließlich zu, dass viele Menschenleben verloren seien und dass nur die Carpathia Überlebende mit sich führe. Für die Angehörigen blieb es noch unsicher, wer überlebt hatte und wer nicht, da die Informationen von der Carpathia teilweise ungenau oder falsch waren.

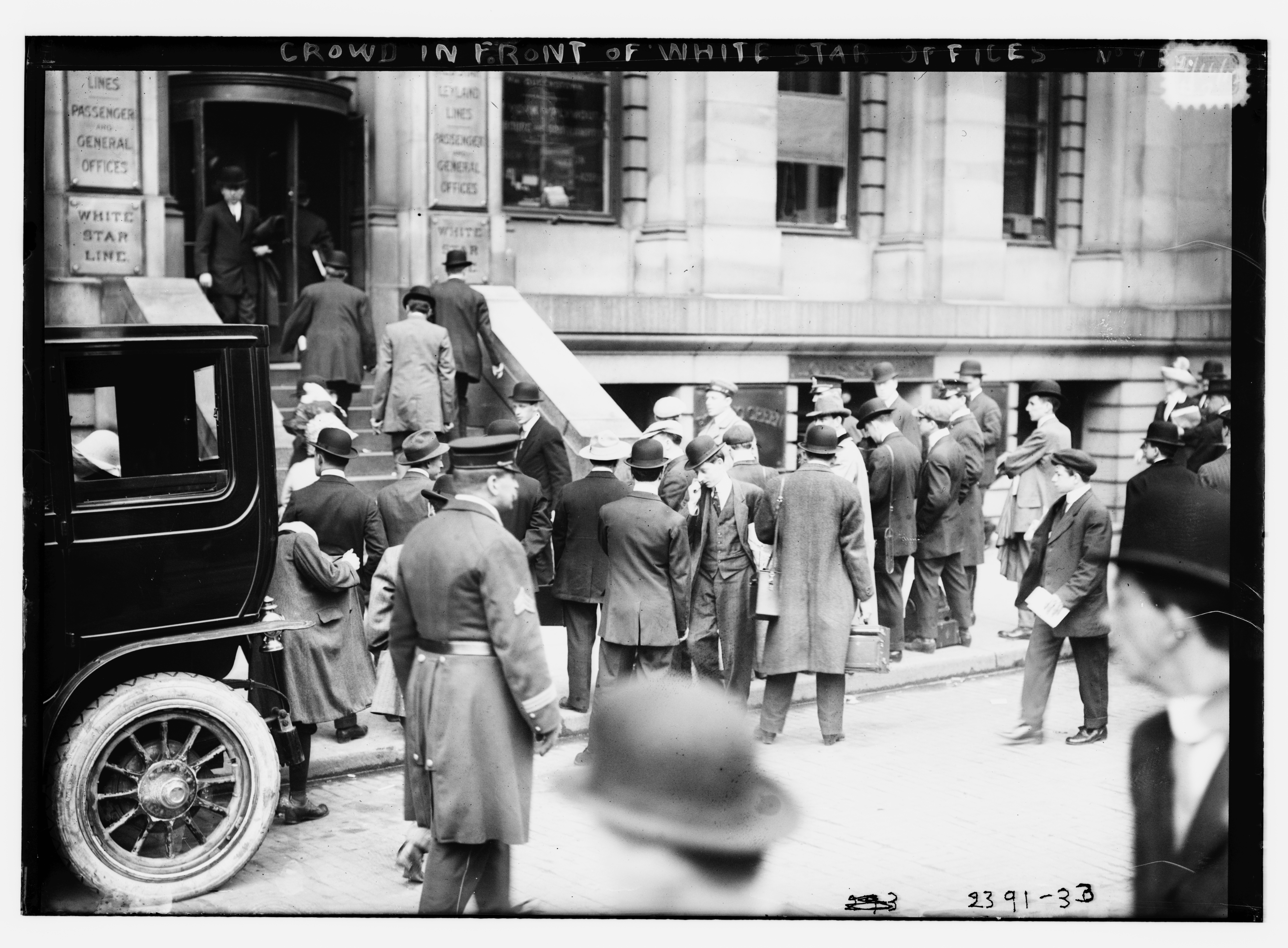
Im April 1912: Menschen vor dem New Yorker Büro der White Star Line

Nachdem die hohen Opferzahlen bekannt geworden waren, charterte die White Star Line den Kabelleger Mackay-Bennett aus Halifax, Kanada, für die Bergung der Leichen. Drei weitere kanadische Schiffe beteiligten sich an der Suche: das Kabelschiff Minia, das Leuchtturm-Versorgungsschiff Montmagny und die Algerine. Auf jedem Schiff befanden sich Leichenbestatter, Geistliche und Mittel zur Einbalsamierung. Die Mackay-Bennett aus Halifax fuhr am 17. April 1912 zu der 1100 km östlich gelegenen Untergangsstelle der Titanic und kam dort drei Tage später an. Sie barg eine große Anzahl von Leichen, von denen 166 noch auf See bestattet wurden. Die Seebestattung der Opfer wurde als ein würdevoller Vorgang geschildert. Doch im Jahr 2013 wurde ein Foto im Nachlass eines Besatzungsmitglieds der Mackay-Bennett entdeckt. Es zeigt, wie sich Leichen an Bord des Schiffes in Säcken stapeln, während daneben ein Priester die Bestattung durchführt.
Aus dem Untergangsgebiet, das mit Wrackteilen und Leichen übersät war, wurden 333 Tote geborgen, davon 328 durch die kanadischen Schiffe und fünf weitere durch vorbeikommende Dampfschiffe der Nord-Atlantik-Route. Mitte Mai 1912 barg die Oceanic drei Leichen in einer Entfernung von mehr als 200 km von der Untergangsstelle der Titanic, die sich im Hilfsrettungsboot A befanden. Als der Fünfte Offizier Harold Lowe und sechs Besatzungsmitglieder einige Zeit nach dem Untergang in einem Rettungsboot der Titanic zur Untergangsstelle zurückkehrt waren, um Überlebende zu retten, hatten sie eine Frau aus dem Hilfsrettungsboot A geborgen, aber drei tote Insassen zurückgelassen. Von der Oceanic wurden die Leichen nach der Bergung aus dem Hilfsrettungsboot A seebestattet. Somit konnten insgesamt 337 Leichen geborgen werden. Wegen Mangels an Eis und Särgen wurden mehrere Leichen sofort auf See bestattet.
Nach der Rückkehr in Halifax wurden 59 identifizierte Leichen in die Heimat ihrer Verwandten überführt. Die 150 verbleibenden Opfer wurden auf drei Friedhöfen von Halifax beigesetzt. Auf einem, dem Fairview Cemetery, ruhen 121 Opfer der Katastrophe, von denen 44 nicht identifiziert werden konnten. Die Grabsteine sind aus schwarzem Granit, in drei Reihen aufgestellt, in der Form eines Schiffsbuges. Auf allen steht das gleiche Sterbedatum: April 15, 1912.
Die Leiche von William Kerley war eine der letzten, die gefunden wurde. Er hatte auf der Titanic als Steward gearbeitet. Das britische Tankschiff Ottawa fand sie, am 6. Juni 1912, rund 950 Seemeilen (1529 Kilometer) ostsüdöstlich von St. John’s, in einer Schwimmweste im Meer treibend. Die Leiche war also in knapp zwei Monaten etwa 540 Seemeilen (869 Kilometer) weit getrieben. Weil der Leichnam schon stark verwest war, hielt die Besatzung des Tankers einen Trauergottesdienst ab und übergab ihn wieder dem Meer.

### Ankunft der Überlebenden in New York
Am Abend des 18. April lief die Carpathia in New York mit den Überlebenden ein. Dazu wurde die Anlegestelle weiträumig abgeschirmt. Die Carpathia legte zuerst am Pier 59 der Chelsea Piers an, um die Rettungsboote der Titanic hier zu entladen. Anschließend fuhr sie zum Pier 54, an dem etwa 30.000 Menschen in strömendem Regen warteten. Presse und Schaulustige sollten ferngehalten werden. Die Zollformalitäten wurden übergangen, damit die Überlebenden schnell ihren Familien und Freunden zugeführt werden konnten.
Die Passagiere der Ersten Klasse bestiegen ihre Wagen und fuhren in die Hotels, am Grand Central Terminal standen private Züge bereit. Zum Schluss verließen die Passagiere der Dritten Klasse, hauptsächlich Auswanderer, das Schiff. Hilfsorganisationen nahmen sich der Geretteten an.

### Neue Regeln für die Schifffahrt und weitere Folgen
Als am 24. April 1912 die Olympic aus Southampton auslaufen sollte, streikten die Heizer, da sie nicht mehr auf einem Schiff arbeiten wollten, das nicht über eine ausreichende Anzahl Rettungsboote verfügte. Die Reise der Olympic wurde daraufhin abgesagt.
Die Olympic und die Britannic wurden wegen des Untergangs der Titanic später umgebaut. Es ging unter anderem darum, dass ein Schiff auch dann noch schwimmfähig bleiben sollte, wenn mehr als zwei Abteilungen geflutet werden. Es wurden fünf wasserdichte Schotten bis zur Unterseite des B-Decks erhöht. So sollte das Schiff auch bei sechs gefluteten aufeinander folgenden Abteilungen nicht sinken. Andere Schotten gingen nun nur noch bis zum E-Deck statt zum D-Deck. Ein quer verlaufendes wasserdichtes Schott teilte den elektrischen Maschinenraum in zwei Unterabteilungen ein. Die Wasserdichtigkeit von Luken und Eingängen des Frachtraums wurde verbessert. Im vordersten Frachtraum wurde ein wasserdichtes Deck eingerichtet.
Außerdem erhielten die Schiffe eine neue Innenhaut. Schwere, versteifte Platten sollten die Räume für Kessel und Maschinen besser gegen Wassereinbruch schützen, sollte die äußere Plattierung des Schiffs längsseitig beschädigt werden. Die innere Haut war 30 Zoll (76 Zentimeter) von der Außenhaut entfernt und wurde als ingenieurstechnische Leistung gelobt. Die Anpassungen der Olympic allein kosteten 156.000 Pfund.
Der Mecklenburger Ingenieur Alexander Behm wollte wegen des Untergangs der Titanic einen Apparat entwickeln, mit dem man Eisberge entdecken kann. Dies gelang ihm nicht. Doch er hatte dazu erforscht, wie sich Schall im Wasser ausbreitet. Diese Forschung half ihm später, das Echolot zu erfinden. Ab 1920 ging die Produktion in Serie.
Bedeutend waren vor allem neue Regeln, welche die Schifffahrt sicherer machen sollten. Es galt plötzlich als notwendig, dass jeder Mensch auf einem Schiff einen Platz in einem Rettungsboot finden sollte, und auch die Bedeutung der Funkstationen wurde aufgewertet. In der Praxis konnte es allerdings lange dauern, bis die Passagiere und Crew-Mitglieder in den Genuss höherer Sicherheit kamen. Die Regeln wurden beispielsweise nur langsam umgesetzt oder galten nur für neue Schiffe.
Verbesserungen haben bereits die beiden Untersuchungen zum Untergang der Titanic empfohlen. Diskutiert wurden Verbesserungen dann am 12. November 1913 in London auf der ersten SOLAS-Konferenz (First International Conference on the Safety of Life at Sea – Erste internationale Konferenz über die Sicherheit des Lebens auf dem Meer) in London. Eine erste Version neuer Grundregeln (1914) wurde am 20. Januar 1914 unterzeichnet und sollte am 1. Juli 1915 in Kraft treten. Das verhinderte jedoch der Erste Weltkrieg; in den Jahren danach haben die Staaten die Regeln nach und nach in nationales Recht umgesetzt. Später folgten weitere Konferenzen.
Auf der Konferenz von 1913 waren einige Mitglieder der beiden Titanic-Untersuchungen anwesend, wie Lord Mersey von der britischen. Sie unterstützte die bereits von den USA eingerichtete Eispatrouille und stellte deren Aufgaben fest. Nationen, die von der Eisregion Gebrauch machten, sollten einen Beitrag leisten, der von der Größe ihrer Handelsschifffahrt abhängt. Drei Viertel aller Kosten sollten von den USA, Großbritannien, Frankreich und Deutschland getragen werden.
Die bekannteste Neuregelung dürfte der Grundsatz sein, dass ein Schiff für jeden Menschen an Bord einen Platz in den Rettungsbooten aufweisen muss. In der Praxis allerdings hätte dies bedeutet, dass viele Schiffe dann wesentlich weniger Passagiere aufnehmen konnten, weil es nicht genug Platz für die Boote gab. Dementsprechend wären die Fahrpreise zum Beispiel für Auswanderer zu hoch geworden. Schließlich machte man die Zahl der erforderlichen Plätze von der Länge des Schiffs (statt wie vorher der Tonnage) abhängig.
| Amerikanische Untersuchung | Britische Untersuchung | SOLAS 1914 |
| --- | --- | --- |
| Schiffe sollen ausreichend Rettungsboote für alle Passagiere und Besatzungsmitglieder aufweisen. | Die Kapazität der Rettungsboote muss so angepasst werden, dass sie allen Personen auf dem Schiff Platz bieten. | Art. XLII: (Regeln mit Klauseln für bestimmte Arten von Rettungsbooten) |
| Jedem Boot sollen mindestens vier ausgebildete Crew-Mitglieder zugewiesen werden. Mindestens alle zwei Monate soll es eine Übung zu den Rettungsbooten geben. | Eine angemessene Zahl von Besatzungsmitgliedern soll darin ausgebildet werden, Rettungsboote zu Wasser zu lassen und sie zu rudern. Eine Übung soll es nach Auslaufen eines Schiffes aus dem Hafen geben, sobald dies praktikabel ist. | Art. 54, 56 und XLVII: Die Nationen sollen Zertifikate für Übungen mit Rettungsboote ausstellen. Die Besatzung muss vor Fahrtantritt ihre Notfallstationen und Aufgaben kennen. Eine bestimmte Anzahl von geübten Besatzungsmitgliedern muss mitfahren. |
| Ozeandampfer mit mehr als 100 Passagieren müssen zwei elektrische Suchlichter mit sich führen. | | |
| Jederzeit soll ein Marconi-Funker Dienst haben. Es muss eine direkte Kommunikation zwischen Funkstation und Brücke eingerichtet werden, damit der Funker seinen Platz nicht verlassen muss, um der Brücke wichtige Nachrichten zukommen zu lassen. Gesetzgebung soll die Interferenz durch Amateure verhindern. Der Marconi-Apparat benötigt eine Hilfsstromversorgung. | Marconi-Tätigkeiten sollen durch eine ausreichende Zahl von Funkern ausgeübt werden, so dass ein 24-Stunden-Dienst möglich ist. | Schiffe mit mehr als 50 Menschen an Bord müssen einen durchgehenden Funkdienst aufweisen. (Hinzu kamen Verbesserungen für den Seefunk durch den Radio Act of 1912.)                                                                                     |
| Raketen dürfen auf See nur als Notsignale verwendet werden. | | |
| | Schotten und wasserdichte Untereinteilungen sollen verbessert werden. | Art. 29 und 30: Die Mitgliedsstaaten sollen bei der Entwicklung besserer Untereinteilungen zusammenarbeiten. |
| | Die Regeln der Reedereien sollen bestimmen, dass Schiffe in einer Eisregion mit gemäßigter Geschwindigkeit fahren sollen. | Art. 10: Bei Eiswarnungen soll der Kapitän mit gemäßigter Geschwindigkeit fahren oder den Kurs anpassen, um aus der Gefahrenzone zu kommen. |
| | Die Kapitäne sollen angewiesen werden, dass es ein Vergehen ist, einem Schiff in Not nicht zu Hilfe zu eilen. | |

## Schuldfrage

### Überblick

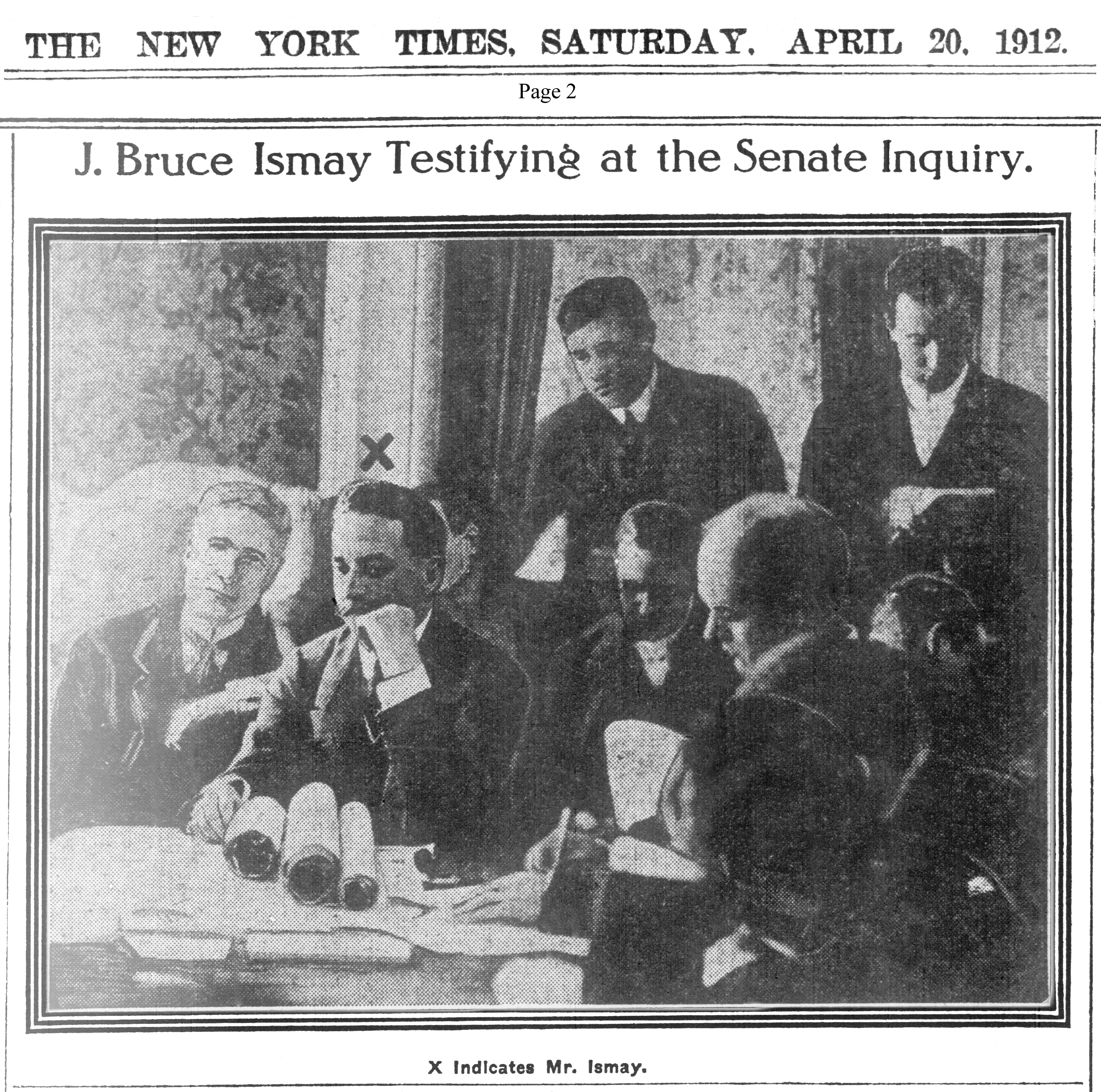
J. Bruce Ismay bei der amerikanischen Untersuchung

Nach dem Unglück wurde in der Öffentlichkeit diskutiert, wie es zum Untergang der Titanic kommen konnte und welche Konsequenzen man für die Schifffahrt ziehen müsse. Es ging auch darum, wer am Untergang Schuld gehabt haben könnte. Auch wenn in der Folge niemand vor Gericht verurteilt worden ist, spielt die Frage zumindest in moralischer Hinsicht eine große Rolle – sowohl in der Sachliteratur als auch in Romanen und Spielfilmen.
Dabei überschneiden sich teilweise die Diskussionen über Sachfehler und Fehleinschätzungen der Handelnden mit Diskussionen über moralische Aspekte. Hinzu kommen weitere Fragen, auch wenn sie nicht direkt mit dem Untergang als solchem zu tun haben, sondern beispielsweise mit der Regelsetzung zur Schiffssicherheit oder dem richtigen Verhalten in Notfällen.
Im April und Mai 1912 fanden zwei offizielle Untersuchungen statt, eine in den USA als Komitee des amerikanischen Senats, eine in Großbritannien durch das Board of Trade. Den Untersuchungen selbst wurden nicht wenige Vorwürfe gemacht: Die Mitglieder hätten nicht genug Sachverstand für die Befragungen mitgebracht, oder sie hätten aus Profilierungsdrang Zeugen unangemessen behandelt. Das größte Problem mit Blick auf die britische Untersuchung lag wohl darin, dass das Board of Trade diejenige Behörde war, welche die Regeln für die britische Schifffahrt aufgestellt hatte. Der Verdacht lag nahe, dass das Board of Trade wenig Interesse an Aufklärung über die Regelsetzung hatte, sondern vielmehr nach Sündenböcken Ausschau hielt.
Im Mittelpunkt der weiteren öffentlichen Diskussion standen vor allem die Verantwortlichen für das Schiff. Das sind der Kapitän Edward Smith sowie J. Bruce Ismay, der Direktor der White Star Line, der die Titanic gehört hatte. Er hatte die Bauzeichnungen (mit dem Konzept zu den Rettungsbooten) verantwortet, außerdem war er auf der Jungfernfahrt mitgefahren und hatte das Unglück überlebt. Ein Vorwurf lautete, dass Ismay Einfluss auf den Kapitän genommen habe, so dass die Titanic trotz Eiswarnungen mit voller Fahrt unterwegs war. Schließlich wurde Stanley Lord, dem Kapitän des Schiffes Californian, der Vorwurf der unterlassenen Hilfeleistung gemacht: Er habe es versäumt, in der Unglücksnacht Notsignalen (der Titanic, wie sich herausstellte) nachzugehen. Smith starb auf der Titanic, Ismay und Lord sahen sich zeitlebens schwersten Vorwürfen ausgesetzt.

### Amerikanische und britische Untersuchung
Direkt nach dem Unglück engagierte sich ein amerikanischer Senator dafür, die Ursachen für die Katastrophe zu untersuchen. William Alden Smith, ein Republikaner aus Michigan, wurde schließlich zum Vorsitzenden eines entsprechenden Ausschusses des Senats ernannt. Bereits am 19. April 1912 begannen die Sitzungen im New Yorker Hotel Waldorf-Astoria. Am 22. April reisten Ausschussmitglieder und Zeugen nach Washington, wo die Untersuchung am 25. Mai endete. Gehört wurde als erstes J. Bruce Ismay. In den insgesamt 18 Tagen wurden 82 Menschen gehört: außer Überlebenden aus allen drei Klassen alle überlebenden Offiziere der Titanic und auch Besatzungsmitglieder der Californian und Carpathia.
Die britische Untersuchung war besser vorbereitet und formeller aufgestellt. Am 22. April bat der Vorsitzende des British Board of Trade, Sydney Buxton, dass ein Wreck Commissioner ernannt wird. Im House of Commons bekräftigte er zwei Tage später die Dringlichkeit, die Sicherheitsstandards zu überprüfen. Der Lord Chancellor der Regierung Asquith ernannte den Juristen und liberalen Politiker John Charles Bigham, 1st Viscount Mersey zum Wreck Commissioner. Die Wreck Commission begann unter Lord Mersey am 1. Mai in London mit ihrer Arbeit. Es wurden über 100 Menschen befragt, darunter viele der bereits in Amerika befragten Zeugen, ferner Schiffskapitäne und Experten, aber kaum Passagiere (nur Lord und Lady Duff Gordon sowie Ismay). Die Ergebnisse der Wreck Commission wurden am 30. Juli in der Caxton Hall präsentiert.
Die Ergebnisse der beiden Untersuchungen waren ähnlich. Die britische inquiry stellte fest, dass die Titanic nach den Gesetzen der Handelsschifffahrt gebaut war (Merchant Shipping Acts, 1894 bis 1906). Den Regeln nach verfügte die Titanic über ausreichend Rettungsboote sowie Offiziere und Besatzungsmitglieder. Als Ursache für den Untergang stellten die Untersuchungen die Kollision des Schiffes mit einem Eisberg fest. Außerdem hat das Schiff Californian die Raketen von der Titanic gesehen, aber keinen Rettungsversuch unternommen. Ferner gibt es, so die Untersuchung, keinen strukturellen Grund dafür, durch den die Mitglieder einer Klasse das Deck und die Rettungsboote mit geringeren Chancen erreicht hätten als Mitglieder einer anderen Klasse.
Darüber hinaus betonte die amerikanische Untersuchung, dass die Titanic weniger Plätze in Rettungsbooten als Passagiere und Crew hatte und dass nur wenige Rettungsboote voll besetzt waren, als sie heruntergelassen wurden. Sie bemängelte ferner, dass es während der Fahrt keine Zusammenkunft der Schiffsführung gab, um die Eiswarnungen auszuwerten. Es wurde nur dem Ausguck gesagt, dass er gut nach Eis Ausschau halten solle.

### Ansprüche der Opfer und Hinterbliebenen
Die beiden Untersuchungen haben sich nicht mit den Ansprüchen der Geschädigten beschäftigt: Überlebende hatten oftmals ihr ganzes Hab und Gut verloren, sie und andere Angehörige hatten oft keinen Brotverdiener mehr. Da das britische Board of Trade meinte, dass die White Star Line keinen Fehler gemacht habe, richteten sich die Hoffnungen der Geschädigten auf amerikanische Gerichte. Immerhin war New York der Zielort des Schiffes und das Schiff im Eigentum von Amerikanern.
Ein New Yorker Gericht, das britisches Recht anwendete, sprach der White Star Line zunächst den Bergungswert zu (für die gesicherten Rettungsboote der Titanic). Sie musste aber 97.772,02 Dollar für die Rettung und den Transport der Überlebenden zahlen. Die Geschädigten wiederum forderten insgesamt 16.804.112 Dollar für die Verluste an Gut und Leben. Im Juli 1916 einigten sich Geschädigte und White Star Line auf einen Vergleich. Die Gesamtsumme betrug nur 665.000 Dollar; die meisten Geschädigten erhielten daher viel weniger als gefordert. Außerdem konnten sie künftig keine weiteren Ansprüche geltend machen.

### Verhalten von J. Bruce Ismay

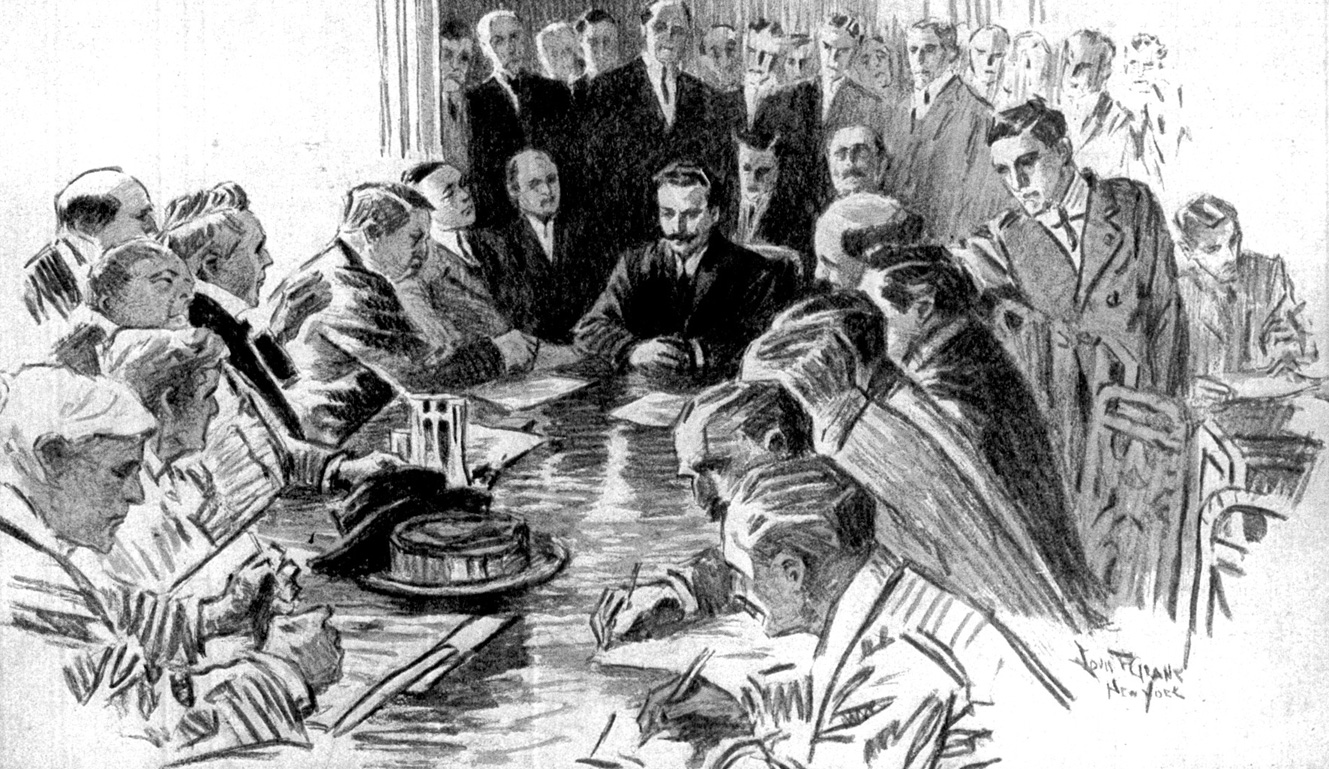
Der 49-jährige Ismay vor der amerikanischen Untersuchungskommission in New York

Der britische Geschäftsmann Joseph Bruce Ismay war der Sohn des Gründers der White Star Line, zu der die Titanic gehörte. Ismay war der managing director der Linie und fuhr auf der Jungfernfahrt der Titanic mit, die er überlebte. Aus mehreren Gründen geriet er nach dem Unglück in die Kritik:
- Er war am Bau der Titanic beteiligt gewesen und hatte die Bauzeichnungen verantwortet. Vor der britischen Untersuchungskommission sagte er aus, er erinnere sich daran, die Bauzeichnungen gesehen zu haben, er habe aber kein Konzept gesehen, nach dem die Titanic vierzig Rettungsboote (wie von Carlisle vorgeschlagen) haben sollte.[87]
- Er hatte die Katastrophe überlebt, nach eigenen Angaben, nachdem er anderen Passagieren in Boote geholfen habe. Sein Boot war das letzte. Es befanden sich aber, so die Kritik, zu diesem Zeitpunkt noch Frauen und Kinder auf der Titanic. Sein Überleben widersprach damaligen Männlichkeitsvorstellungen. Außerdem sahen Kritiker den Reederei-Manager in einer ähnlich gehobenen Position wie den Kapitän, der schließlich mit dem Schiff unterging.
- Vor allem habe Ismay direkt oder indirekt Einfluss auf Kapitän Smith oder andere Schiffsführer genommen. Seinetwegen sei die Titanic trotz Eisbergwarnungen, die auch Ismay bekannt waren, zu schnell gefahren.

Ismay selbst stellte sich bei den Untersuchungen als einfachen Passagier dar, der nur aus Interesse am Schiff mitgefahren sei. Auf Nachfrage räumte er ein, für sein Ticket nicht bezahlt zu haben. Ismay behauptete des Weiteren, keinen Kontakt mit Smith gehabt zu haben. Jedoch hat Ismay von Smith ein Marconigramm (mit Eiswarnung) der Baltic erhalten. Smith habe nichts bei der Gelegenheit gesagt, und ebenso stumm habe Ismay einen flüchtigen Blick darauf geworfen, bevor er es gedankenverloren in seine Tasche gesteckt habe. Ismay zeigte es später zwei weiblichen Passagieren und gab es Smith mehrere Stunden später zurück. Auf Nachfragen erklärte Ismay, Smith habe ihm das Marconigramm rein zu Informationszwecken gegeben, wie auch andere, unwichtige Mitteilungen. Weil er sich mit Längen- und Breitengraden nicht auskenne, habe er die Bedeutung des Marconigramms nicht verstanden. Ismay sagte ferner aus, dass er die Geschwindigkeit der Titanic nicht gekannt habe.
Die britische Untersuchungskommission stellte daraufhin die Frage, warum Smith Ismay das Marconigramm überhaupt gezeigt habe, wenn es nicht um Fragen der Geschwindigkeit ging. Ismay selbst gab an, dass er zumindest mit dem Leitenden Ingenieur Joseph Bell in Queenstown über den Kohlevorrat und die Geschwindigkeit der Titanic gesprochen habe. Die Kommission ging jedenfalls allgemein davon aus, dass ein Mann in der Position von Ismay allein schon durch seine Anwesenheit Druck auf die Schiffsführung ausübe.
In Zivilklagen ab 1913 wurden weitere Zeugen befragt. Elizabeth Linen sagte aus, am Tag vor dem Unglück habe sie im Speisesaal ein Gespräch von Smith und Ismay gehört. In einem diktatorischen Ton habe Ismay gesagt, dass die Titanic schneller als die Olympic sein werde und New York schon am Dienstag (statt am Mittwoch) erreichen werde. Emily Ryerson sagte, sie sei gemeinsam mit Marian Thayer auf dem Deck von Ismay angesprochen worden. Er habe gesagt, dass man nun zwischen den Eisbergen sei und abends ein paar weitere Kessel befeuern werde. Die Haltung Ismays sei die einer Autoritätsperson und eines Schiffseigners gewesen, dessen Wort Gesetz sei. Die Literaturwissenschaftlerin Wilson interpretiert Ismays Verhalten gegenüber Marian Thayer als Begeisterung für das neue Medium Marconigramm, vergleichbar einem Mann in späteren Zeiten, der sein neues Handy vorzeigt.
Lord Mersey meinte am Ende der britischen Untersuchung, dass Ismay anderen geholfen habe, ins Rettungsboot zu gelangen, und als niemand mehr in der Nähe war, sei er selbst hineingestiegen. Sonst hätte nur ein weiterer Name auf der Liste der Toten gestanden. Trotz dieser Feststellung blieb die öffentliche Meinung Ismay großteils feindlich gesonnen.
Ismay verließ etwa ein Jahr später, am 30. Juni 1913, die Spitze der White Star Line sowie der Muttergesellschaft IMMC. Das war lange vorher so geplant gewesen; er änderte kurzfristig noch seine Meinung und wollte Chef der White Star Line bleiben, doch dies wurde abgelehnt. Er nahm weniger als vor dem Unglück am gesellschaftlichen Leben teil, blieb aber geschäftlich aktiv. Er gab auch Geld für Wohltätigkeit aus; für die Witwen von Seeleuten der Titanic spendete er 50.000 Pfund.

### Verhalten von Edward Smith / Eiswarnungen

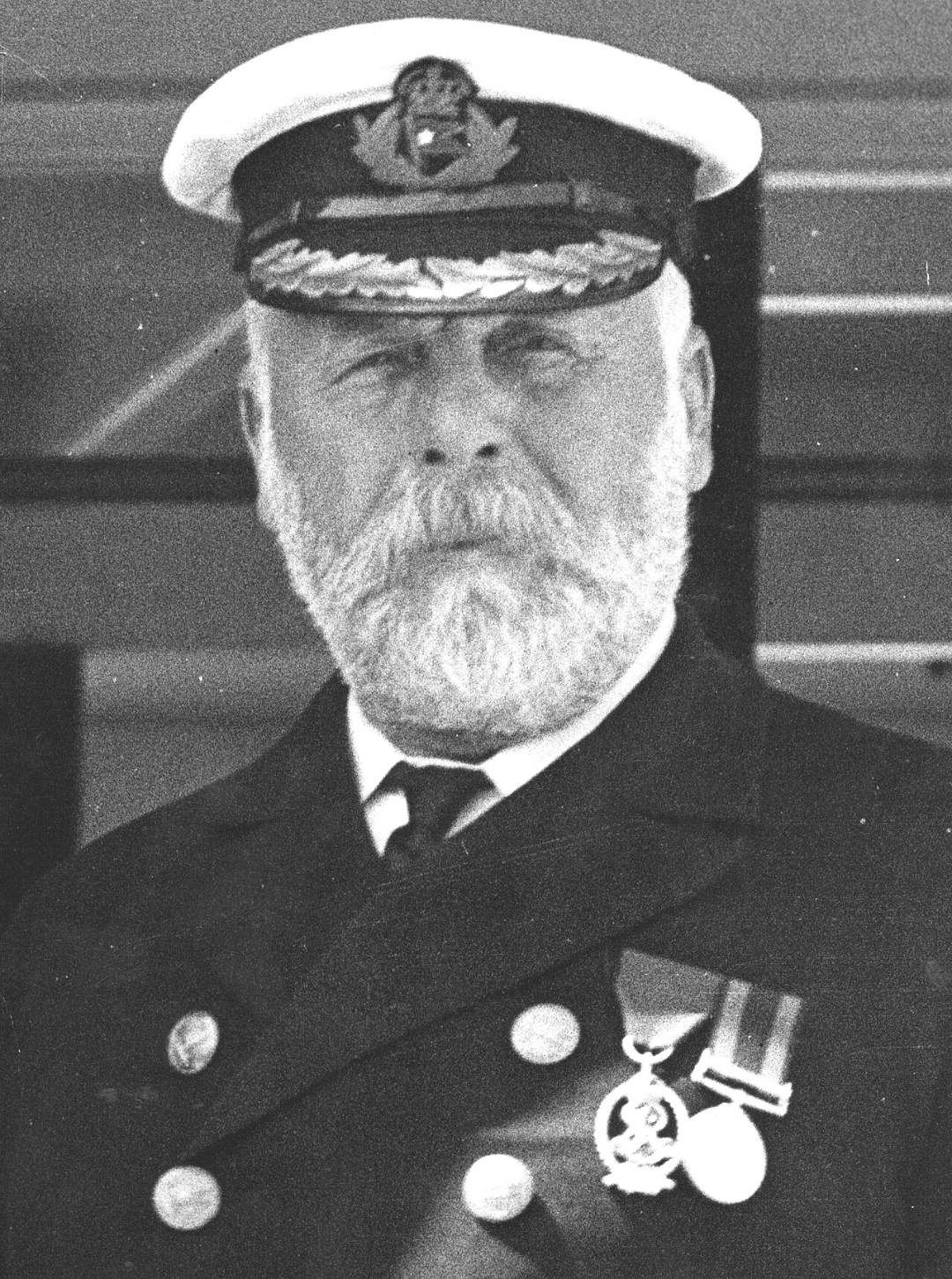
Kapitän Edward John Smith, geboren 1850. Das Foto erschien einige Tage nach dem Unglück in einer Zeitung.

Edward John Smith war mit 62 Jahren ein erfahrener, aber auch schon älterer Kapitän (bei der Cunard Line beispielsweise lag die Pensionsgrenze bei 60 Jahren). Späteren Gerüchten zufolge sollte die Jungfernfahrt der Titanic Smiths letzte Reise als Kapitän vor seinem Ruhestand werden. Andere Quellen sprechen jedoch davon, dass er noch auf der künftigen Britannic fahren sollte. Dann wäre Smith aber schon 64 oder 65 Jahre alt gewesen. Am 6. Juni 1911, also vor dem Unglück, schrieb die New York Times, dass Smith Ende 1911 in den Ruhestand treten würde. Anscheinend wurde dies um einige Monate verlängert, damit er die Titanic befehligen konnte. Man kann dies als Ehrung der White Star Line für Smith ansehen, aber die Eigner stellten damit auch sicher, dass ein erfahrener Kapitän für die Jungfernfahrt zur Verfügung stand.
Unabhängig davon, dass Direktor Ismay anwesend war und eventuell Einfluss ausgeübt hat, war Smith der verantwortliche Master des Schiffes Titanic. Dave Gittins schließt sich dem Urteil der amerikanischen und der britischen Untersuchung an, dass die hohe Geschwindigkeit der Titanic ihr fatal wurde. Die Eiswarnungen wurden nicht gemeinsam mit den Offizieren besprochen, und die Durchführung der Evakuierung verlief chaotisch. Fitch, Layton und Wormstedt wiederum lehnen das populäre Bild eines schwachen Führers ab. Kapitän Smith habe trotz seines Alters sehr vorausschauend gehandelt. Er sei nach dem Zusammenstoß in kürzester Zeit auf der Brücke gewesen und habe den Zustand des Schiffs untersuchen lassen. Noch kurz vor dem Sinken habe er Befehle erteilt. Seine Handlungen hätten zur Rettung vieler Menschen beigetragen, so die Autoren.
Halpern stellt fest, dass Smith trotz Eiswarnungen weder die Geschwindigkeit gedrosselt noch einen südlicheren Kurs eingeschlagen habe. Es gäbe keinen Beweis, dass Smith sich von Ismay in ungebührlicher Weise habe beeinflussen lassen, wenngleich die beiden durchaus die Fahrt besprochen hätten. Am Samstag Nachmittag dachten sie, dass das Schiff den Rekord innerhalb der White Star Line brechen konnte. Als erfahrener Kommandant habe Smith aber auch gewusst, dass Nebel oder andere Gründe die Fahrt verlangsamen konnten. Der Praxis der Zeit entsprechend glaubte die Schiffsführung, dass der Ausguck unter den Wetterbedingungen der klaren Nacht einen Eisberg früh genug entdecken würde. Smith dürfte nicht davon ausgegangen sein, ein höheres Risiko als andere Kapitäne einzugehen. „Die folgenden Ereignisse der Nacht sollten beweisen, dass die Praxis unvernünftig war,“ so Halpern.
Walter Lord wirft Smith vor, dass die Titanic unter seinem Regime kein System hatte, Funknachrichten zur Navigation zu sammeln und auszuwerten. Obwohl schon 1909 der Fall der sinkenden Republic gezeigt habe, wie wichtig Funk im Notfall ist, habe die Schiffsführung im Funk keine Hilfe für die Navigation gesehen. Was die Geschwindigkeit angeht, habe Smith wohl nicht anders als andere Kapitäne gehandelt, die den Fahrplan einhalten wollten. Doch seit dem Unglück der Arizona 1879 hätte man wissen können, dass auch in klaren Nächten Eis nicht so rasch gesehen wird wie angenommen.

### Verhalten der Besatzung derCalifornian
Nach heutigem Wissen war der britische Frachtdampfer Californian dasjenige Schiff, das der sinkenden Titanic am nächsten war. Besatzungsmitglieder der Californian gaben in den Untersuchungen zu, in der Unglücksnacht ein Schiff gesehen zu haben, von dem Raketen aus abgefeuert worden sind. Kapitän Stanley Lord bzw. seinem Vertreter auf der Brücke wurde folglich vorgeworfen, trotzdem keine angemessenen Schritte eingeleitet zu haben. Nach der Ankunft in Amerika verschwieg Lord zunächst sämtliche Sichtungen in der Unglücksnacht und weigerte sich, die damalige Position seines Schiffes anzugeben.
Lord litt bis an sein Lebensende unter den Vorwürfen, er habe einem Schiff, das Notsignale ausgesendet habe, bewusst oder zumindest aus Nachlässigkeit nicht geholfen. Die Vorwürfe wurden auch in anerkannter Sachliteratur und über den Spielfilm Die letzte Nacht der Titanic (1958) verbreitet. Manche Autoren versuchten wiederum, Lord zu entlasten; sie werden zuweilen Lordites genannt. Eines ihrer Motive war es, das Ansehen der britischen Seefahrt von einem dunklen Schatten zu befreien.

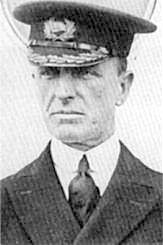
Der Master des Schiffes Californian, Kapitän Stanley Lord, 1912 im Alter von 35 Jahren

Am Abend der Unglücksnacht hatte Stone, der wachhabende Offizier der Californian, ein Schiff in der Ferne gesehen, über dessen Identifizierung er und Lord sich nicht einig waren. Als Lord sich bereits nach unten zurückgezogen hatte, sah Stone von der Brücke aus eine Rakete fern am Horizont. Da habe Stone noch gemeint, wie er später aussagte, es habe sich vielleicht um eine Sternschnuppe gehandelt. Danach wurde deutlich, dass es weiße Raketen waren, die nach und nach von einem Schiff aus abgefeuert wurden. Später in der britischen Untersuchung gab Stone zu, auf eine sarkastische Nachfrage hin, dass er sich dessen bewusst war, dass Raketen nachts auf hoher See nicht einfach zum Spaß abgefeuert werden.
Mehrfach versuchte die Californian per Morse-Lampe, das fremde Schiff zu kontaktieren. Es gab keine Reaktionen; Morse-Lampen sind nicht so weit sichtbar wie Raketen. Die Schiffsführung habe dann versäumt, so die Kritik, den Funker Cyril Evans zu wecken. Dieser hätte versuchen sollen, relevante Nachrichten zu empfangen.
Gegen 02:05 Uhr Schiffszeit (etwa 02:17 Uhr Schiffszeit der Titanic) war das fremde Schiff nicht mehr zu sehen. Gegen 03:20 Uhr beobachtete man auf der Californian erneut Raketen am Horizont, wenngleich keine Schiffslichter mehr. Es dürften die Raketen der Carpathia gewesen sein, die sich auf den Weg zur Rettung gemacht hatte. Auf der Brücke der Californian blieb man abermals passiv. Erst um etwa 05:00 Uhr berichtete man Lord von diesen Raketen. Lord ließ schließlich den Funker Evans wecken, der von der Mount Temple erfuhr, dass die Titanic verunglückt war. Nach einer Bestätigung durch ein weiteres Schiff um 06:05 Uhr ließ Lord die Californian durch das Eisfeld in Richtung der (falschen) Positionsangabe der Titanic fahren. Später fuhr Lord Richtung Carpathia und erreichte sie um 08:30 Uhr.
Es muss offen bleiben, ob die Californian in der Unglücksnacht überhaupt dazu hätte beitragen können, mehr Menschen zu retten. Samuel Halpern hat sich ein fiktives Szenario überlegt, in dem Stone nach Sichtung der zweiten Rakete (ca. 00:50 Uhr Bordzeit) Kapitän Lord herbeigerufen hätte. Lord hätte mit eigenen Augen eine weitere Rakete gesehen und vielleicht den Funker geweckt. Über Funk hätte Kapitän Lord vom Schicksal der sinkenden Titanic erfahren und sich von Kapitän Smith bestätigen lassen, dass er in Richtung der Raketen fahren solle (das heißt, aus Sicht der Californian gen Südosten, und nicht gen Südwesten zur Position, die im Notruf der Titanic angegeben war). Kapitän Lord hätte wohl auch selbst Raketen abgefeuert und sich deren Sichtung von der Titanic aus bestätigen lassen. Dann wäre Lord entschlossen zur Titanic geeilt.
Halpern vermutet, dass die Californian frühestens zum Zeitpunkt des Sinkens bei der Titanic eingetroffen wäre. Das Abstoppen der Californian und das Zuwasserlassen von Rettungsbooten hätte Zeit gekostet. Eventuell hätten Menschen noch lebend aus dem kalten Wasser geholt werden können, vielleicht hundert. Dazu hätten jedoch alle Faktoren günstig ausfallen müssen; so hätte die herbeieilende Californian beispielsweise selbst keinen Eisberg rammen dürfen. Halpern betont, dass Rettungsoperationen auf offener See in einer mondlosen Nacht außerordentlich schwierig seien. Er meint aber, Kapitän Lord hätte Initiative ergreifen müssen. Stattdessen hätten die Menschen auf der Californian einfach nur Rakete nach Rakete beobachtet.
Marriott urteilt in einer abschließenden, offiziellen Untersuchung des Unglücks 1992 ähnlich: „Ich glaube nicht, dass eine vernünftigerweise denkbare Handlung von Kapitän Lord zu einem anderen Ergebnis der Tragödie geführt hätte. Dies ändert natürlich nicht die Tatsache, dass der Versuch hätte gemacht werden sollen.“ Fitch, Layton und Wormstedt bedauern, dass Lord zum Sündenbock gemacht worden sei, obwohl dieser keine Schuld am eigentlichen Unglück gehabt habe. Dennoch bleibe es eine Tatsache, dass die Besatzung der Californian von Raketen gewusst und nichts unternommen hat.

## Wrack

### Entdeckung

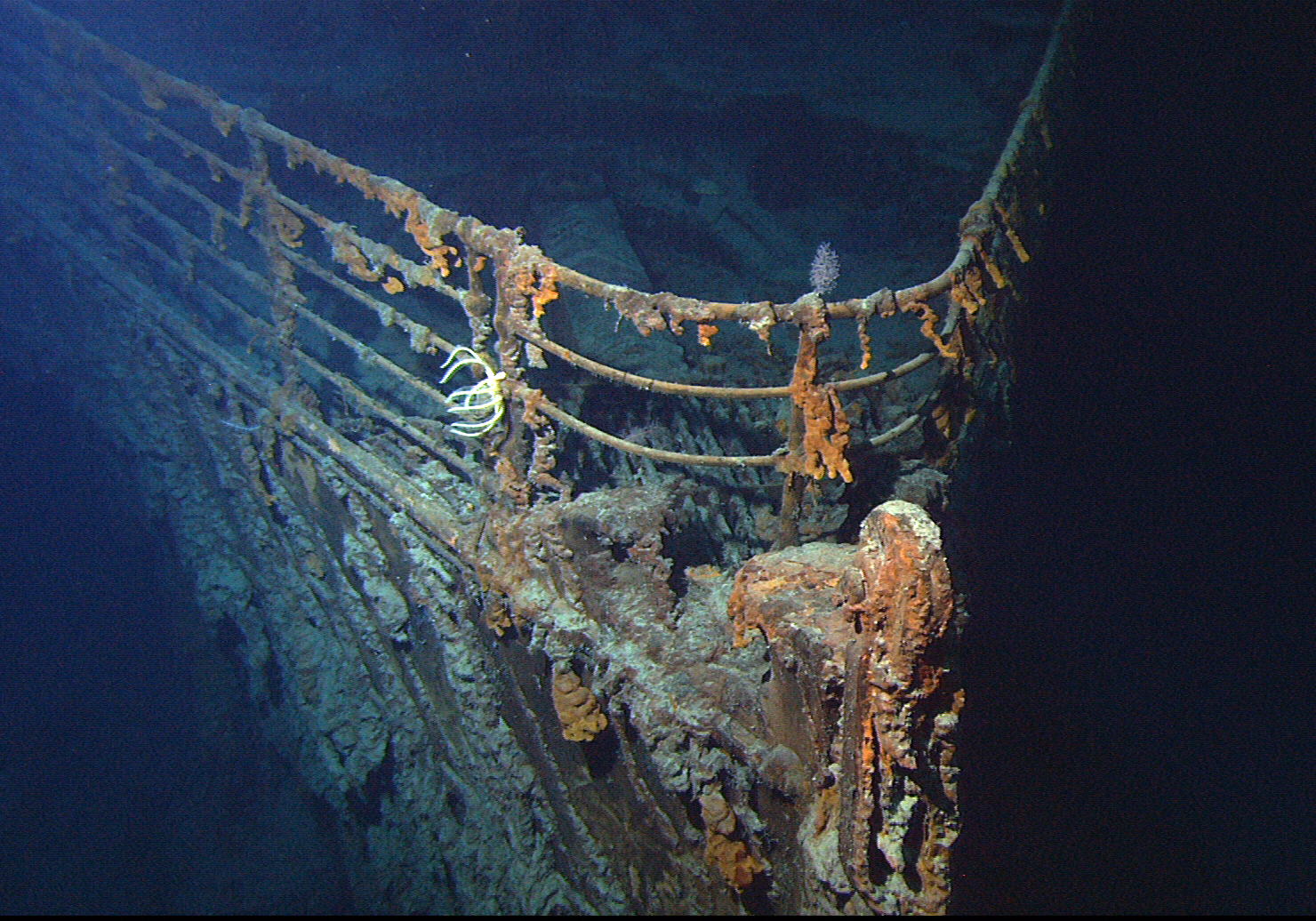
Der Bug der gesunkenen Titanic (Juni 2004) besetzt mit Rusticles

Jean-Louis Michel und Robert Ballard führten 1985 eine Expedition durch, um mittels eines speziellen, mit Sonar und Kameras ausgestatteten Gerätes namens Argo, das mit Hilfe eines Verbindungskabels nahe über den Ozeanboden geschleppt wurde, das Wrack der Titanic zu finden. Nach Aussage Ballards wurde die Expedition von der United States Navy finanziert, für die er im Gegenzug unter dem Deckmantel der Suche nach der Titanic zunächst die beiden gesunkenen U-Boote Thresher und Scorpion lokalisierte.
Am 1. September 1985 gab Ballard schließlich die Entdeckung des Wracks der Titanic bekannt. Die genaue Position wurde allerdings zunächst geheim gehalten, da man Plünderungen befürchtete. Erst am 6. Oktober 1987 veröffentlichten Ballard und Rick Archbold die Positionsangaben, denn mittlerweile wüssten genügend Menschen davon, so dass eine Geheimhaltung ihren Sinn verloren habe.
Das Wrack befindet sich auf 41° 43′ 55″ N, 49° 56′ 45″ W, 21,71 Kilometer ostsüdöstlich der im Notruf angegebenen Position in einer Tiefe von 3803 Metern. Dort beträgt der Wasserdruck etwa das 380fache des normalen atmosphärischen Drucks. Im August 1986 unternahm Ballard mit dem Forschungs-U-Boot Alvin eine erste bemannte Erkundung des Wracks. Dabei barg er auch zahlreiche Artefakte. Später haben auch andere Interessierte zahlreiche Fahrten zum Wrack unternommen bzw. Tauchroboter eingesetzt.
Drei große Teile des Schiffsrumpfes (Bugteil, ein Mittelstück von etwa 20 Metern Länge und das Heckteil) sind auf dem Meeresboden von einem Trümmerfeld umgeben. Zwischen Bug- und Heckteil liegen auf einer Länge von rund 600 Metern lediglich Trümmer. Der vordere Teil ist bis zur Bruchstelle relativ gut erhalten. Das Heck dagegen ist durch die schnelle Flutung und letztlich beim Aufprall auf dem Meeresboden stark zerstört worden. Die imposanten Kronleuchter in den großen Hallen der Ersten Klasse haben den Untergang dagegen fast unversehrt überstanden, wie auch Geschirr, Holzvertäfelungen und Spiegel.
Vor Gericht wird bis heute über die Rechte an den Wrackteilen und Gegenständen gestritten. Einige von der Titanic geborgene Stücke sind im National Maritime Museum in Greenwich (London) ausgestellt, einige Gegenstände werden in Frankreich bewahrt. Insgesamt wurden über 5500 Artefakte und Wrackteile der Titanic geborgen.
Für Privatpersonen werden durch verschiedene Unternehmen kommerzielle Tauchfahrten zum Wrack angeboten. Im Juni 2023 sank das U-Boot Titan des Veranstalters OceanGate, das eine solche Tauchfahrt durchführte, wobei alle fünf Insassen ums Leben kamen.

### Rechtlicher Status
Am 7. Juni 1994 sprach das zuständige Bundesbezirksgericht des US-Bundesstaats Virginia dem Unternehmen RMS Titanic Inc. das ausschließliche Eigentums- und Bergungsrecht am Wrack der Titanic zu.
RMS Titanic Inc., eine Tochterfirma der US-Aktiengesellschaft Premier Exhibitions Inc., sowie ihre Vorgängerinnen hatten zwischen 1987 und 2004 sieben Expeditionen durchgeführt und über 5500 Objekte geborgen. Das größte einzelne geborgene Objekt war ein 17 Tonnen schwerer Abschnitt der Außenhaut, der 1998 gehoben wurde.
Viele dieser Fundstücke werden auf Wanderausstellungen der Gesellschaft gezeigt, die neben den exklusiven Bergungsrechten an der Titanic auch das Eigentum am Wrack der Carpathia besitzt. Die Carpathia hatte die Überlebenden der Titanic aufgenommen und war im Ersten Weltkrieg von dem deutschen U-Boot U 55 versenkt worden.
Bereits 1987 hatte eine amerikanisch-französische Expedition unter Beteiligung einer Vorgängergesellschaft der RMS Titanic Inc. mit der Bergung von Teilen des Titanic-Wracks und seiner Ladung begonnen und während insgesamt 32 Tauchoperationen etwa 1800 Fundstücke geborgen und zur Konservierung und Restaurierung nach Frankreich gebracht. 1993 hatte die Abteilung für Maritime Angelegenheiten im französischen Ministerium für Ausrüstung, Transport und Tourismus der Vorgängerin der RMS Titanic Inc. den Eigentumstitel an den 1987 geborgenen Fundstücken zugesprochen. Kleinere Stücke Kohle aus der Titanic wurden in Kunststoff eingeschweißt und verkauft.
In einem Antrag vom 12. Februar 2004 beantragte RMS Titanic Inc., dass das Bundesbezirksgericht von Virginia der Firma einen Rechtstitel an allen Fundstücken (einschließlich Teilen des Schiffsrumpfes) aussprechen möge, die dem Fundrecht unterliegen, oder ihr alternativ eine Bergungsprämie in Höhe von 225 Millionen US-Dollar zusprechen solle. RMS Titanic Inc. schloss von diesem Antrag gezielt die Fundstücke von 1987 aus, beantragte jedoch, dass das Bezirksgericht den französischen Eigentumstitel „ausdrücklich“ (expressis verbis) anerkennen solle. Nach der Anhörung lehnte das Gericht am 2. Juli 2004 sowohl die Anerkennung des französischen Eigentumstitels für die Fundstücke von 1987 als auch das Zugeständnis eines Eigentumstitels auf die ab 1993 geborgenen Fundstücke auf der Grundlage des maritimen Finderrechts ab.
RMS Titanic Inc. legte daraufhin Berufung beim zuständigen US-Berufungsgericht ein. In seiner Entscheidung vom 31. Januar 2006 erkannte das Berufungsgericht „ausdrücklich die Anwendbarkeit des maritimen Bergungsrechts auf historische Wracks wie das der Titanic“ an und lehnte die Anwendbarkeit des maritimen Finderrechts ab. Das Gericht urteilte weiterhin, dass das Distriktsgericht keine Jurisdiktion über die „Fundstücke von 1987“ habe, und hob das Urteil vom 2. Juli 2004 insofern auf. Mit anderen Worten bestätigte das Urteil des Berufungsgerichts den in der französischen Entscheidung zugesprochenen Eigentumstitel, der in einem früheren Gutachten mit 16,5 Millionen US-Dollar bewertet worden war. Außerdem wurde damit RMS Titanic Inc. nun von höchster Stelle „expressis verbis“ das exklusive Bergungsrecht am Wrack der Titanic bestätigt.
Das Berufungsgericht verwies den Fall mit diesen Klärungen zurück an das Distriktsgericht mit der Maßgabe, dass dieses die Höhe der Bergungsprämie bestimme, auf die RMS Titanic Inc. nach maritimem Bergungsrecht Anspruch hat. Die Firma hatte einen Betrag in Höhe von 225 Millionen US-Dollar gefordert, bekam diese Summe aber bisher nicht zugesprochen. Der durch ein Gutachten geschätzte Gesamtwert der bisher gesicherten Fundstücke liegt bei über 70 Millionen US-Dollar.
Seit dem 15. April 2012 ist das Wrack in der UNESCO-Konvention zum Schutz des Kulturerbes unter Wasser aufgenommen.

### Zustand und Zukunft des Wracks
Wie in jüngsten Aufnahmen zu sehen ist, hat die Natur vollständig Besitz vom Wrack der Titanic ergriffen. Die Deckplanken und etliche andere Holzausstattungselemente sind teilweise schon zersetzt. Dasselbe wird langfristig auch dem gesamten Schiffswrack prophezeit: Wie Untersuchungen ergaben, ist das Wrack im Begriff, von Eisenbakterien vollständig aufgelöst zu werden.
Schätzungen Ende der 1980er Jahre sagten zu diesem Zeitpunkt eine Zeitspanne von höchstens 50 Jahren bis zum vollständigen Zerfall des Wracks voraus. 1995 wurden noch etwa 30 Jahre in Aussicht gestellt. Bei Tauchfahrten im Jahr 2003 wurde festgestellt, dass das metallene Grundgerüst der großen Treppe auseinandergebrochen und im Treppenschacht nach unten gefallen ist. 2010 kartographierte die US-Meeres-und-Wetter-Behörde (National Oceanic and Atmospheric Administration, NOAA) das Trümmerfeld und stellte fest, dass der Prozess wesentlich langsamer verläuft als angenommen. Das gab James Delgado, der Leiter des Programms für Kulturstätten im Meer der NOAA, 2012 bekannt. Die Experten gehen davon aus, dass sich das Wrack noch Jahrzehnte halten werde. Ein größeres Problem ist moderner Müll – das Trümmerfeld wird von Abfall kontaminiert, der von die Untergangsstelle passierenden Schiffen über Bord geworfen wird. Ebenso haben Wracktouristen Plastikblumen und andere Andenken hinterlassen. Zum 100. Jahrestag des Untergangs stellte die UNESCO 2012 das Wrack offiziell unter Schutz.
Im Jahr 2010 wurde an einem Rusticle vom Wrack der Titanic die bis dahin unbekannte Bakterienart Halomonas titanicae entdeckt, die nach ihrem Fundort benannt wurde.
Im Mai 2023 wurden 3D-Aufnahmen des Wracks veröffentlicht, die das Schiff in seiner Gesamtheit zeigen und neue Einblicke bieten. Die Bilder stammen vom Sommer 2022 von Tauchbooten eines Kartografie-Unternehmens, die in 200 Stunden mehr als 700.000 Bilder aus allen Winkeln aufnahmen. Diese zeigen das Schiff in hoher Auflösung, einschließlich Details wie die Seriennummer an einem Propeller oder den Funkraum.
Im Sommer 2024 unternahm die RMS Titanic Inc. erneut Tauchgänge zum Wrack und dokumentierte die Expedition laut eigenen Angaben mit über zwei Millionen Fotos. Dabei wurden unter anderem einige verloren geglaubte Artefakte, wie eine miniaturisierte Kopie der Statue der Diana von Versailles, wiederentdeckt. Erstmals wurde auch der Verfall des Bugs im Detail dokumentiert. Auf den Aufnahmen ist zu erkennen, dass ein etwa 4,5 Meter langer Abschnitt der Reling auf der Backbordseite abgebrochen und auf den Meeresboden gestürzt ist.

## Streitfragen, Legenden und Verschwörungserzählungen
Bereits nach dem Unglück, aber auch noch Jahrzehnte später kam es zu Streitfragen über die Titanic, ihre Besatzung und Passagiere, aber auch über andere Schiffe. Dabei ging es um die technische und anderweitige Ausstattung des Schiffes, um die Navigation in der Unglücksnacht oder die Nutzung der Rettungsboote. Oftmals waren Streitfragen mit Schuldzuweisungen verbunden, beispielsweise an die Werft, die ein mangelhaftes Schiff entworfen habe, an die Reederei, die aus Kostengründen die Sicherheit vernachlässigt habe, oder an die Schiffsführung, die das Schiff trotz Eiswarnungen mit voller Fahrt durch eine mondlose Nacht hat fahren lassen. Regelrechte Verschwörungstheorien gehen so weit, von einer absichtlichen Versenkung des Schiffes zu sprechen.

## Bedeutsamkeit und Popularität des Untergangs derTitanic
Der Untergang der Titanic ist in zahlreichen Romanen, Sachbüchern und Filmen verarbeitet worden. Das seinerzeit größte Schiff der Welt, das gleich auf seiner ersten Fahrt im riesigen, leeren Nordatlantik auf einen Eisberg stößt und trotz modernster Technik durch eine Verkettung unglücklicher Umstände hunderte, zumal auch reiche und berühmte, Menschen in den Tod riss, hat sich im kollektiven Gedächtnis der Welt fest verankert.
Eine tragische Ironie lag in der Tatsache, dass die Umstände für eine Rettung der Passagiere, verglichen mit dem Untergang der Lusitania oder der Empress of Ireland, eigentlich ideal waren. Mit über zweieinhalb Stunden seit der Kollision wäre genügend Zeit für eine bessere Evakuierung gewesen: Das Schiff war nicht vorzeitig gekentert, was das Fieren der Rettungsboote unmöglich gemacht hätte, das Licht brannte lange genug, um die unteren Decks sicher zu verlassen, und auch die See war so ruhig, dass die Rettungsboote ohne Gefahr mehrere Stunden hätten auf dem Atlantik treiben können.
All dies bot – neben den Tatsachenberichten der beteiligten Passagiere und Besatzungsmitglieder – Inspiration für zahlreiche dramatische Bearbeitungen des Unglücks. Bis heute erscheinen Bücher, Filme, Musicals, Essays, sogar Videospiele zur Geschichte der Titanic. Rückblickend steht ihr Sinken zudem für den Untergang der alten Zeit der Belle Epoque. Nur wenige Jahre nach der Katastrophe brach der Erste Weltkrieg aus und veränderte die politischen und gesellschaftlichen Strukturen in Europa für immer. Das Titanic-Unglück ist bis heute der verlustreichste zivile Schiffsunfall der „westlichen Welt“. Zwar gab es im Zweiten Weltkrieg Schiffsuntergänge, bei denen viel mehr Menschen starben, doch waren sie durch Gewaltakte verursacht und erlangten angesichts vieler Millionen Kriegsopfer keine so große Aufmerksamkeit.
Unmittelbar nach der Katastrophe war diese zentrales Thema in den Zeitungen. Zu Beginn des 20. Jahrhunderts glaubten viele Leute, die Gefahren der Seefahrt seien mit den neuen Generationen der großen Dampfer überwunden. Spätestens im September 1911, als der Kreuzer Hawke bei voller Fahrt mit seinem betongefüllten Unterwasserrammsporn in die Flanke der Olympic fuhr und diese bei nur geringfügig erhöhtem Tiefgang stabil im Wasser schwamm, hatte sich diese Meinung endgültig gefestigt. Doch die Erkenntnis, dass nicht alles technisch zu beherrschen ist, lag nicht im Mittelpunkt des öffentlichen Interesses, denn am meisten beschäftigte sich die Presse mit den prominenten Opfern des Unglücks und ihrem Verhalten während des Untergangs. Die hohe Anzahl an Auswanderern und Mannschaftsangehörigen unter den Toten besaß dagegen keinen großen Stellenwert.
Auch aus wissenschaftlicher Sicht bestand großes Interesse an dem Schiff. So galt das Wrack laut dem Entdecker Robert Ballard als eine Art Mount Everest der Tiefseetaucher, und die Entdeckung im Jahr 1985 sorgte wieder einmal für ein großes Echo in den Medien. Seitdem gab es viele Erkundungen des Wracks, deren Finanzierung auch aus dem Verkauf von Artefakten bestritten wurde. Zudem wurden immer wieder Ausstellungen initiiert, bei denen Fundstücke vom Wrack und Titanic-Modelle sowie Exponate verschiedener Museen zu sehen waren.
Zusätzlich fasziniert das Aussehen des Schiffs, das sich sehr von heutigen Passagierschiffen unterscheidet. Der langgestreckte Rumpf der Titanic war relativ flach, ebenso die Aufbauten. Das große Vorschiff durchschnitt mit dem scharfen, nahezu senkrechten Steven die See, das flach auslaufende Heck war mit einem elliptisch geformten Überhang abgerundet und die vier Schornsteine und die zwei hohen Masten bewirkten im Seitenprofil eine starke Symmetrie. All das verlieh dem Schiff ein angesichts der Größe elegantes Aussehen. Schließlich blieb auch der Name Titanic in Erinnerung. Er sollte Größe und Überlegenheit ausdrücken, im scharfen Kontrast zum Untergang. Der einprägsame Name ist heute auch vielen Menschen bekannt, die sich kaum mit Schifffahrtsgeschichte auskennen.

## Rezeption

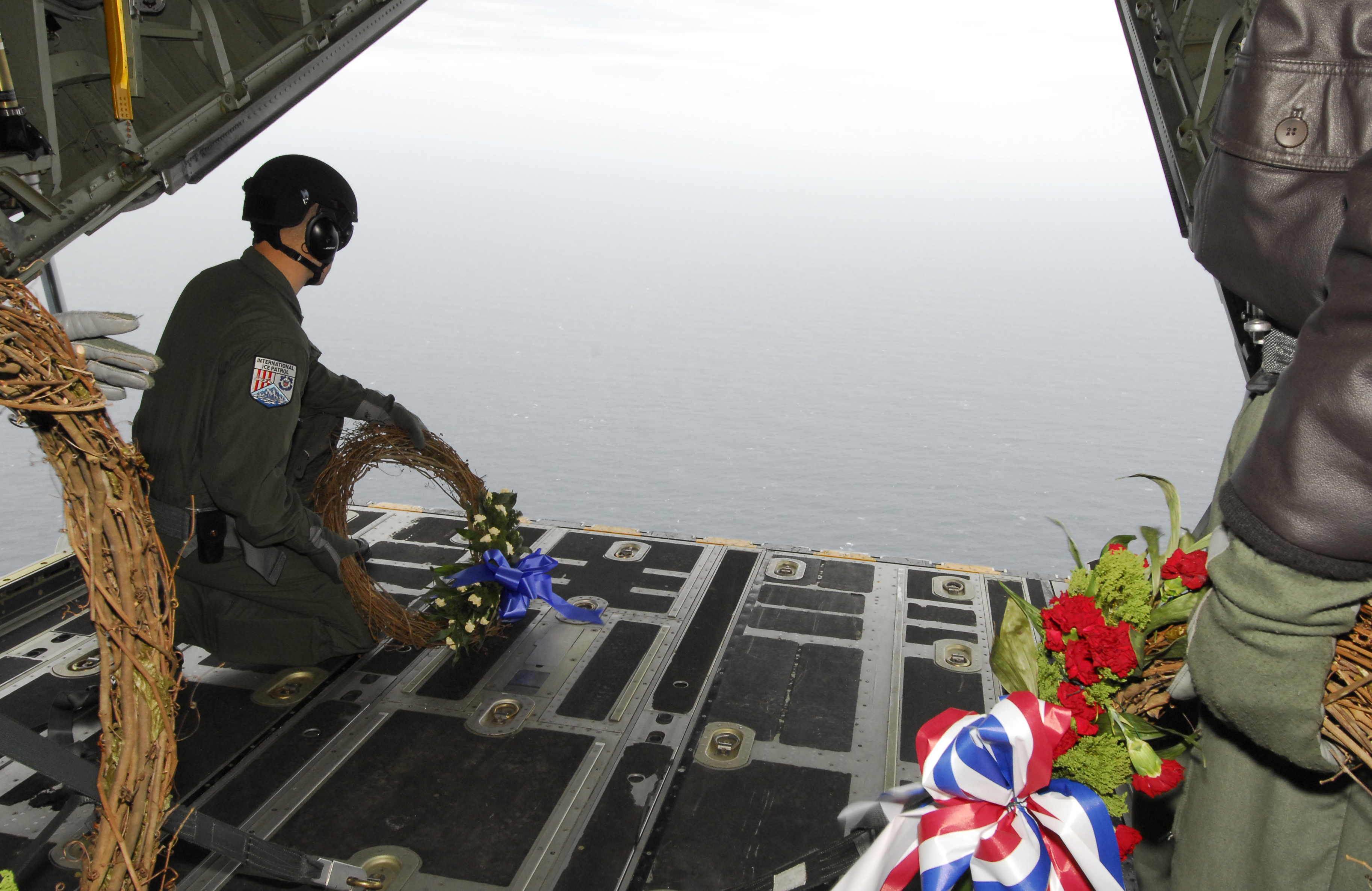
Ein behördliches Gedenken: Mitarbeiter der amerikanischen Küstenwache, die mit der International Ice Patrol beauftragt sind. Sie werfen jedes Jahr an der Unglücksstelle einen Kranz ab.

Sofort nach dem Unglück berichteten die Medien ausführlich, doch im Laufe weniger Jahre ebbte das Interesse an der Titanic deutlich ab. Andere Ereignisse wie der Erste Weltkrieg rückten in den Vordergrund; im Krieg sind ebenfalls Schiffe gesunken bzw. versenkt worden. Erneute Aufmerksamkeit erhielt das Unglück ein wenig in den 1930er-Jahren, nachdem Memoiren wie die von Kapitän Rostron von der Carpathia (1931) oder Charles Lightoller (1935) erschienen sind.
Eine erste Titanic-Renaissance kam in den 1950er-Jahren auf: erst durch einen Hollywood-Film von 1953, dann durch den Bestseller A Night To Remember des Sachbuchautors Walter Lord (1955). Auf Grundlage des Bestsellers erschienen bald ein aufwändig produzierter amerikanischer Fernsehbeitrag und ein britischer Spielfilm (Die letzte Nacht der Titanic). Die Filme sind auch als frühe Vorläufer der Katastrophenfilme zu sehen, die lange Zeit eher billig produziert wurden und später in den Mainstream aufstiegen (wie etwa Die Höllenfahrt der Poseidon, 1972). Außerdem geht es bei Lord schon um eine Nostalgie für die Zeit kurz vor dem Ersten Weltkrieg, die Belle Époque.
Walter Lord hatte für sein Buch zahlreiche Überlebende ausfindig gemacht und noch mehr im Zusammenhang mit dem Film. Es gründeten sich ferner Vereine von Titanic-Interessierten, als erstes die Titanic Enthusiasts of America (1963). In der Folge wurde das Interesse am Schiff immer wieder durch Ereignisse und Filme neu entfacht, wie durch die Entdeckung des Wracks 1985 und Camerons Film von 1997.

### Gedenken und Gedenkorte

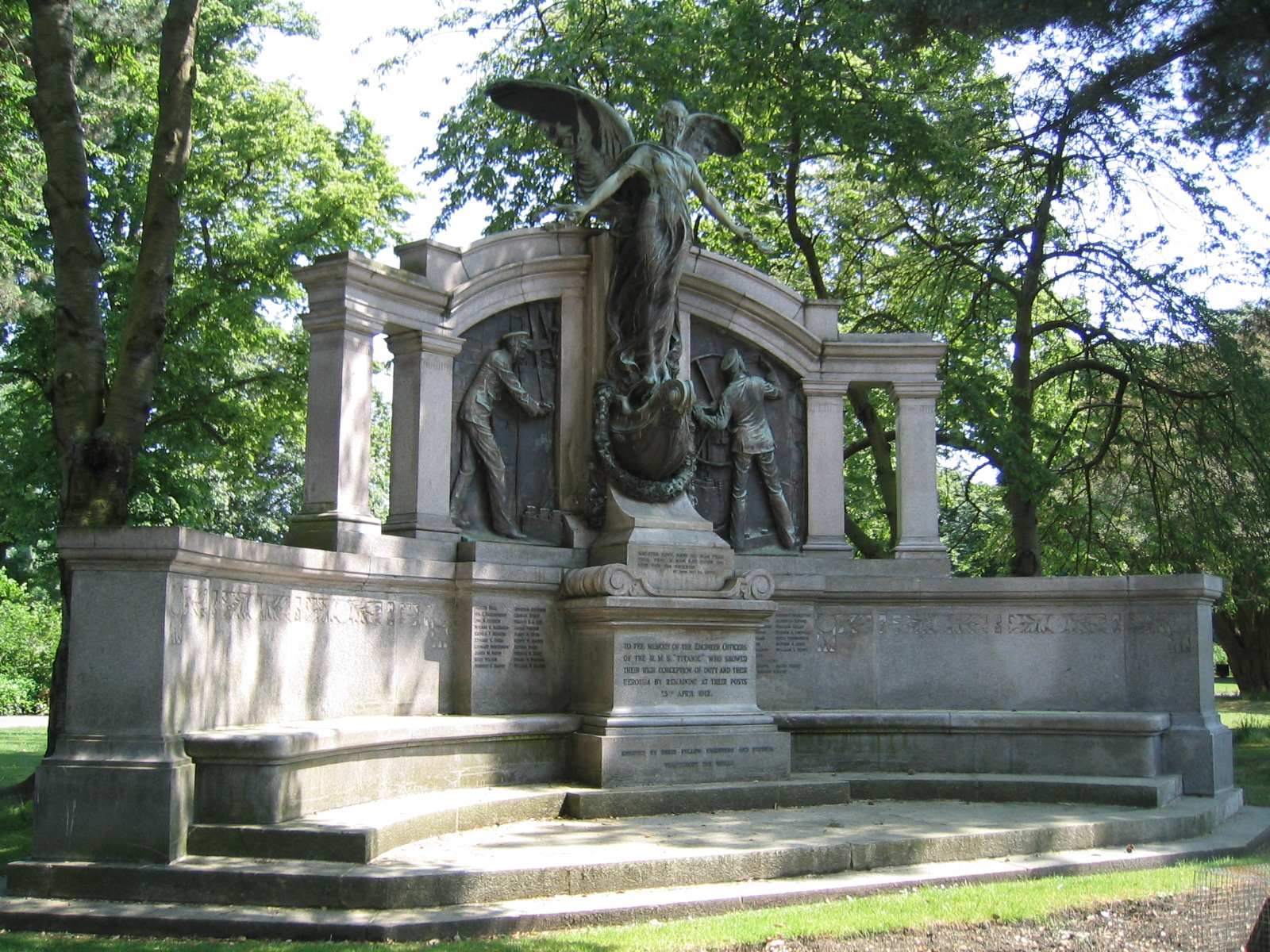
Denkmal für die Maschinisten der Titanic in Southampton

Es gibt auf der Welt zahlreiche Orte, an denen der Titanic und ihrer Katastrophe gedacht werden. Teilweise sind sie mit Museen oder anderen informativen Angeboten verbunden. Ein Beispiel für die vielen Denkmäler ist der Titanic Memorial Lighthouse. Diese Statue in New York hat die Form eines Leuchtturms und wurde 1913 in einer Zeremonie der Öffentlichkeit übergeben. Weitere Erinnerungsstätten für Schiffsbesatzung und Passagiere befinden sich unter anderem in Cobh (damals Queenstown), Liverpool, Belfast, Glasgow und Washington, D.C.
Die International Ice Patrol sucht den Nordatlantik nach Eisbergen ab. Sie gedenkt auch der Opfer der Titanic, und zwar jedes Jahr mit einer Zeremonie an der Stelle, die im Notruf seinerzeit genannt worden war.

### Museen und Ausstellungen

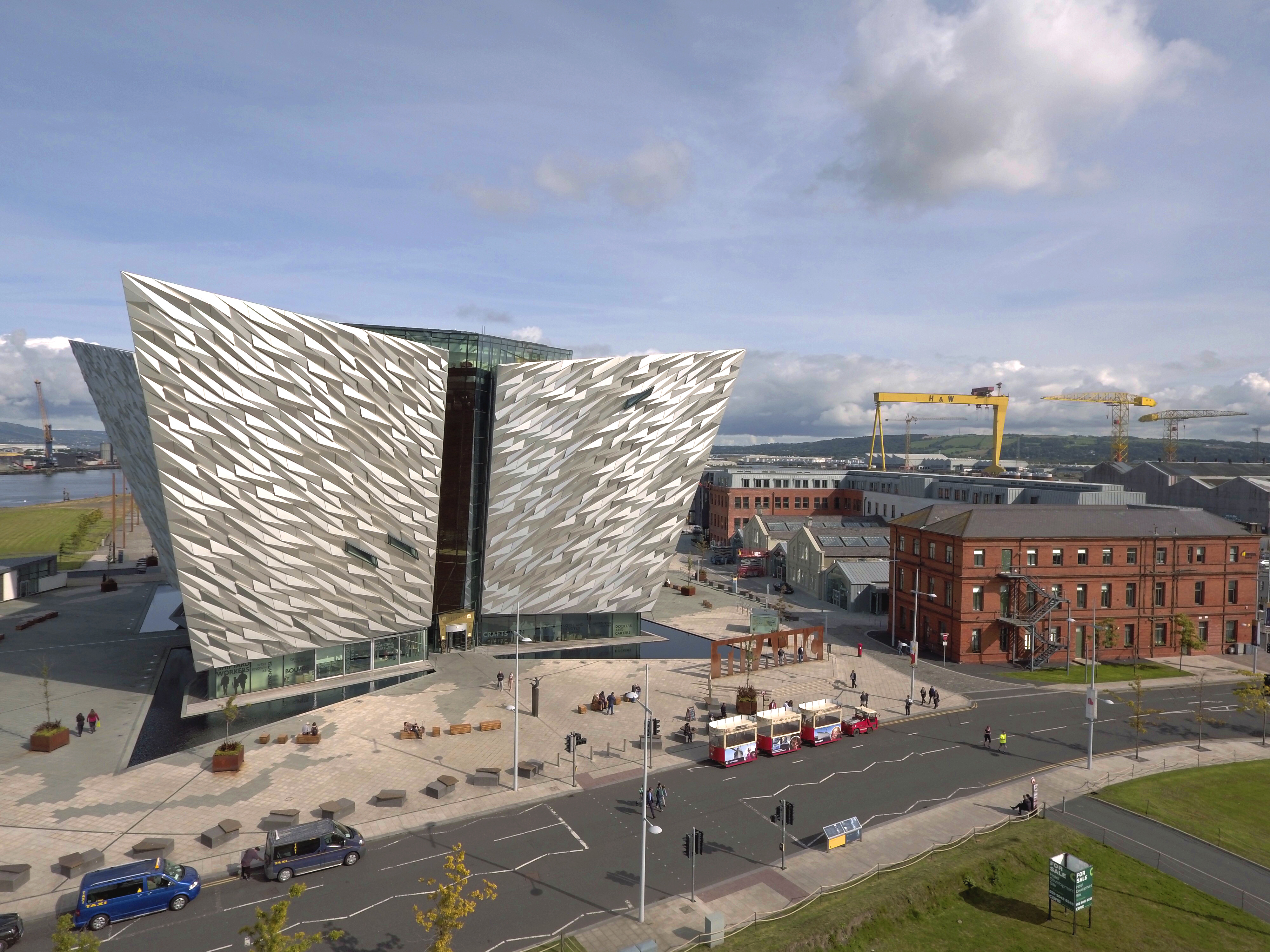
Das Veranstaltungsgebäude Titanic Belfast (links) aus dem Jahr 2012. Das ältere Gebäude rechts ist das ehemalige Hauptgebäude der Werft Harland & Wolff. Es dient heute als Titanic Hotel Belfast.

Das Gebäude Titanic Belfast befindet sich auf dem früheren Gelände der Werft Harland & Wolff in Belfast und eröffnete im Jahr 2012. In einer Ausstellung zeigt es die Geschichte der Titanic vom Bau bis zum Untergang. Es ist Teil einer großangelegten Wiedernutzung der ehemaligen Industriefläche als Titanic Quarter.
Das SeaCity Museum in Southampton zeigt in einer Dauerausstellung unter anderem die Betroffenheit der Stadt durch den Tod von mehr als 500 Besatzungsmitgliedern, die aus Southampton stammten.
Der Titanic-Fan John Joslyn, der bereits 1987 das Wrack besucht hat, besitzt zwei ähnliche Museen zur Titanic, die beide unter Titanic Museum Attractions firmieren. Sie sind beide in Gebäuden untergebracht, die dem Vorderteil des berühmten Schiffes nachempfunden sind. Bekannt ist unter anderem der Nachbau der Grand Staircase, das große Treppenhaus der Titanic, in beiden Häusern. Besucher erhalten eine Eintrittskarte mit dem Namen eines Passagiers, dessen Schicksal sie verfolgen. Das eine Gebäude befindet sich in Branson, Missouri, und das andere, größere, in Pigeon Forge, Tennessee.
Die RMS Titanic Inc. bietet an verschiedenen Orten Ausstellungen etlicher Ausstellungsstücke an. Sie wurden während der Tauchgänge zum Wrack geborgen und größtenteils restauriert. 1997 bis 1999 fand die bis dahin größte Titanic-Ausstellung der Welt in der Speicherstadt in Hamburg statt. Eine weitere Ausstellung in Deutschland gab es vom 16. Juni bis 12. August 2007 in Kiel in der Ostseehalle. Ergänzt wurde die Ausstellung in Kiel durch einen 62-seitigen reich bebilderten Ausstellungskatalog.
Yadegar Asisi präsentierte 2017 die Titanic, wie sie auf dem Meeresgrund des Atlantik aussieht, in einem 360°-Panorama im Panometer in Leipzig. Das 32 Meter hohe Rundbild zeigt auf 3500 Quadratmetern Oberfläche das Wrack in einem künstlichen Lichtszenario.
Der letzte Hafen, den die Titanic aufgesucht hat, war Queenstown, das seit 1920 Cobh heißt. Dort am Anlegeplatz der Ausschiffungsboote befinden sich die Räume der ehemaligen Fahrkartenverkaufsstelle der White Star Line. Darin zeigt ein privates Museum (Titanic Experience Cobh) originale Exponate des Schiffes. Daneben beleuchtet das Cobh Heritage Centre in einer Dauerausstellung die irische Auswanderung und deren Schicksale insbesondere im Zusammenhang mit der Titanic und der Lusitania.
Unter dem Namen Titanic – Die Ausstellung werden vom 27. Juli 2024 bis 23. März 2025 im Ludwigsburger urbanharbor über 200 originale Exponate gezeigt, die bei Tauchgängen aus dem Wrack der Titanic geborgen wurden. Auch detailgetreue Nachbauten, darunter die berühmte Freitreppe, lassen die Atmosphäre des Schiffes lebendig werden. Nachgebaute Kabinen der verschiedenen Klassen vermitteln einen Eindruck vom Leben an Bord. Die Ausstellung erzählt die Geschichten der Passagiere und Besatzungsmitglieder und beleuchtet die Ereignisse der tragischen Jungfernfahrt.
Die Ausstellung war bereits in Städten wie Paris, Melbourne und Brüssel zu sehen.

### Bildende Kunst

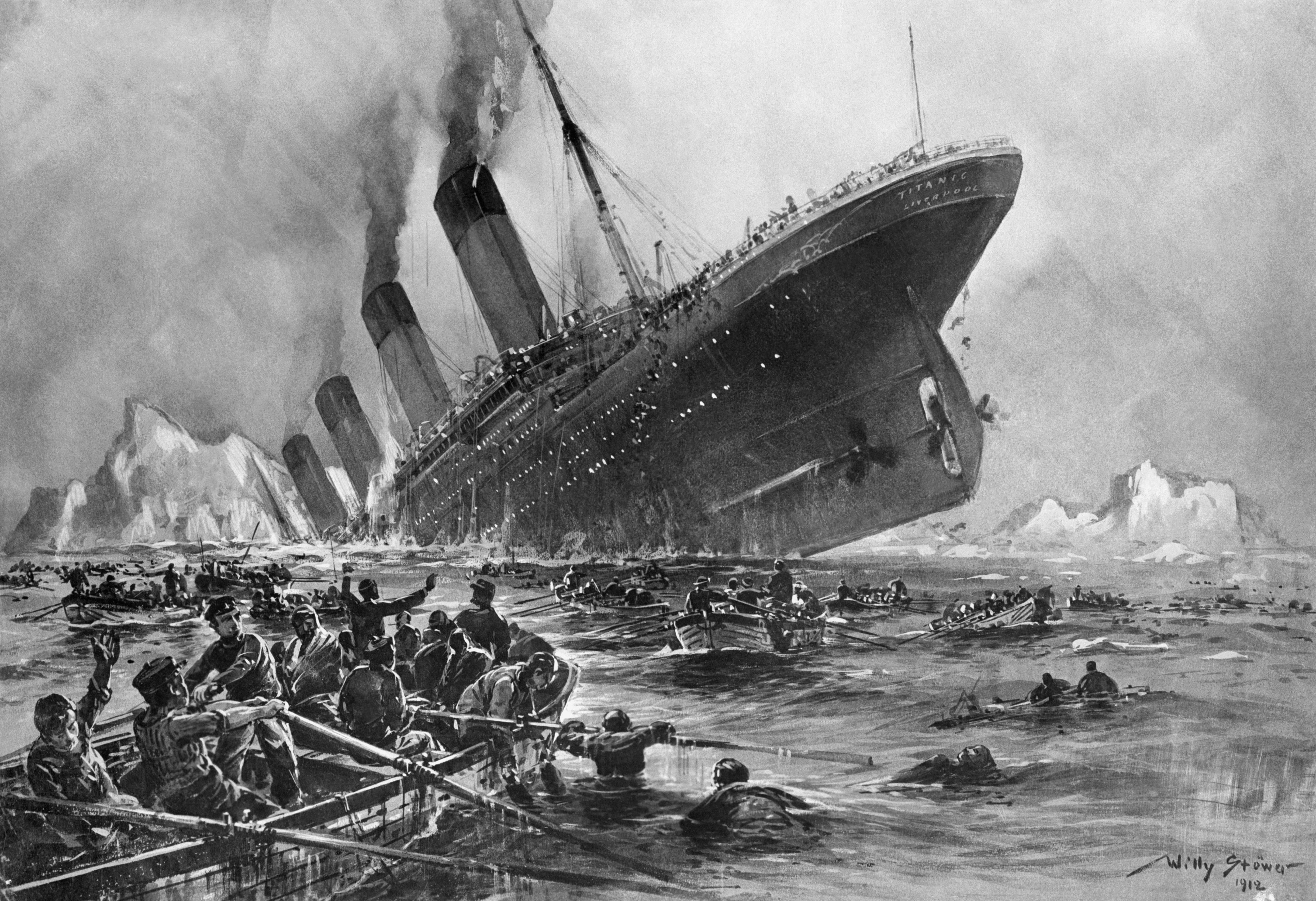
Untergang der Titanic
Illustration von Willy Stöwer für die Zeitschrift Die Gartenlaube

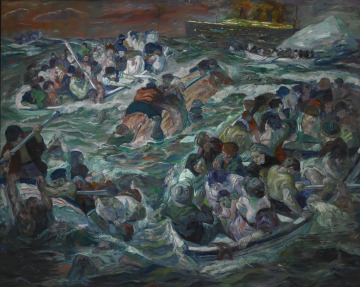
Max Beckmann: Untergang der Titanic (1912/1913), Saint Louis Art Museum

Eines der bekanntesten Bilder des Untergangs schuf bereits einen Monat nach dem Geschehen der Marinemaler Willy Stöwer für die Zeitschrift Die Gartenlaube. Er hatte damals nur wenige Informationen über das Unglück und wusste nicht, dass während des Untergangs kein Eisberg in der Nähe war. Wie in den meisten Darstellungen sind Schiff und Umgebung viel zu hell. Über den schwarzen Rauch aus dem vierten Schornstein ließe sich streiten: Dieser Schornstein war vor allem zur Entlüftung da, allerdings nebenbei auch für den Rauchabzug kleinerer Feuerstellen.
Auch ein Werk des modernen Malers Max Beckmann zeigt das Thema. Bekannt ist heute vor allem der Marinemaler Ken Marschall mit seinem realistischen Stil. Anders als bei anderen Titanic-Zeichnern sind seine Gemälde farbig und zeigen zum Beispiel den Untergang der Titanic, von dem es keine Fotos gibt. Marschall malte viele weitere Schiffe und andere Transportmittel und beriet James Cameron bei dessen berühmten Spielfilm.

### Literarische Verarbeitung

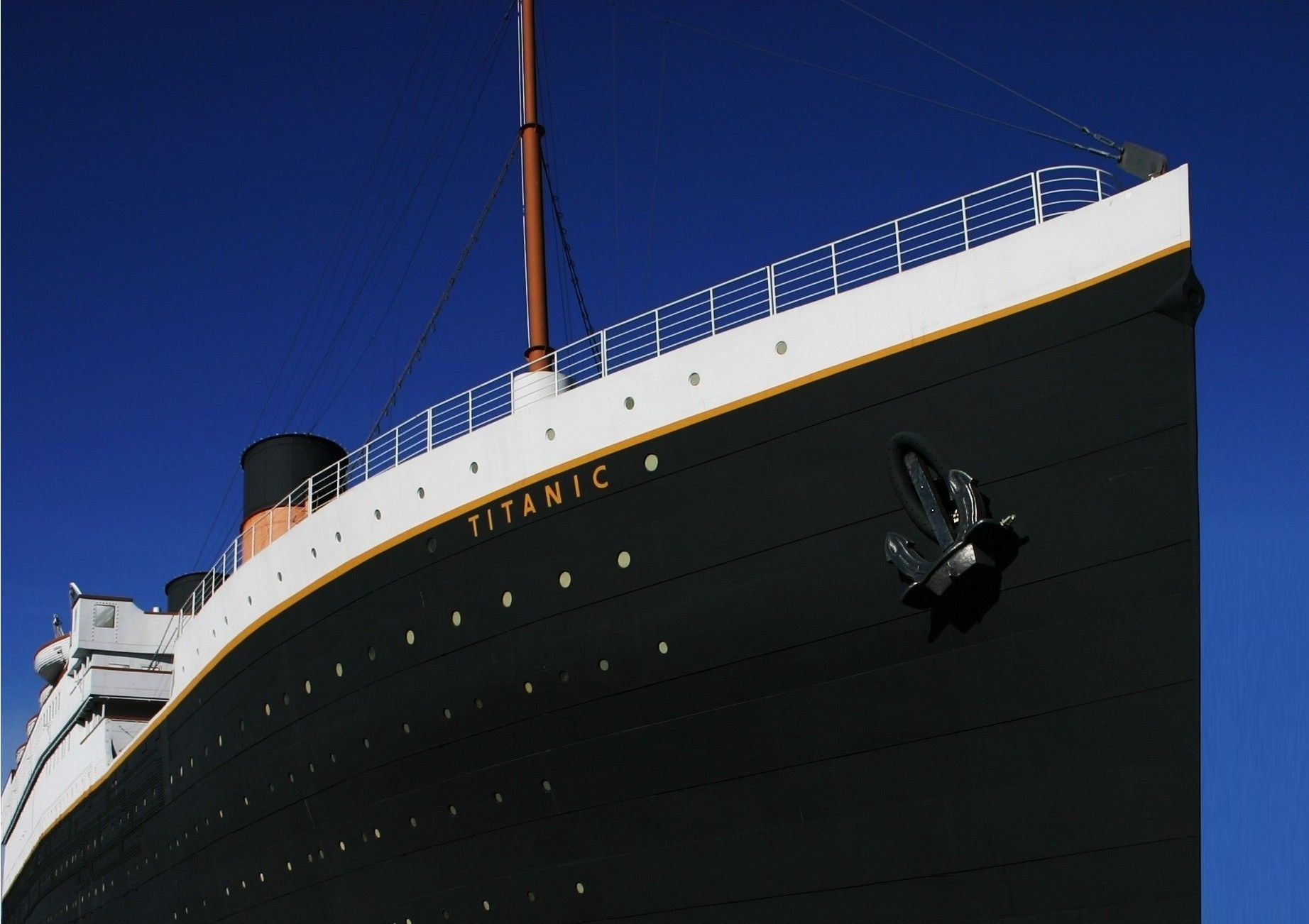
Titanic – Bugseite Steuerbord (Attrappe im Maßstab 1:2 in Branson, Missouri, USA, 2016)

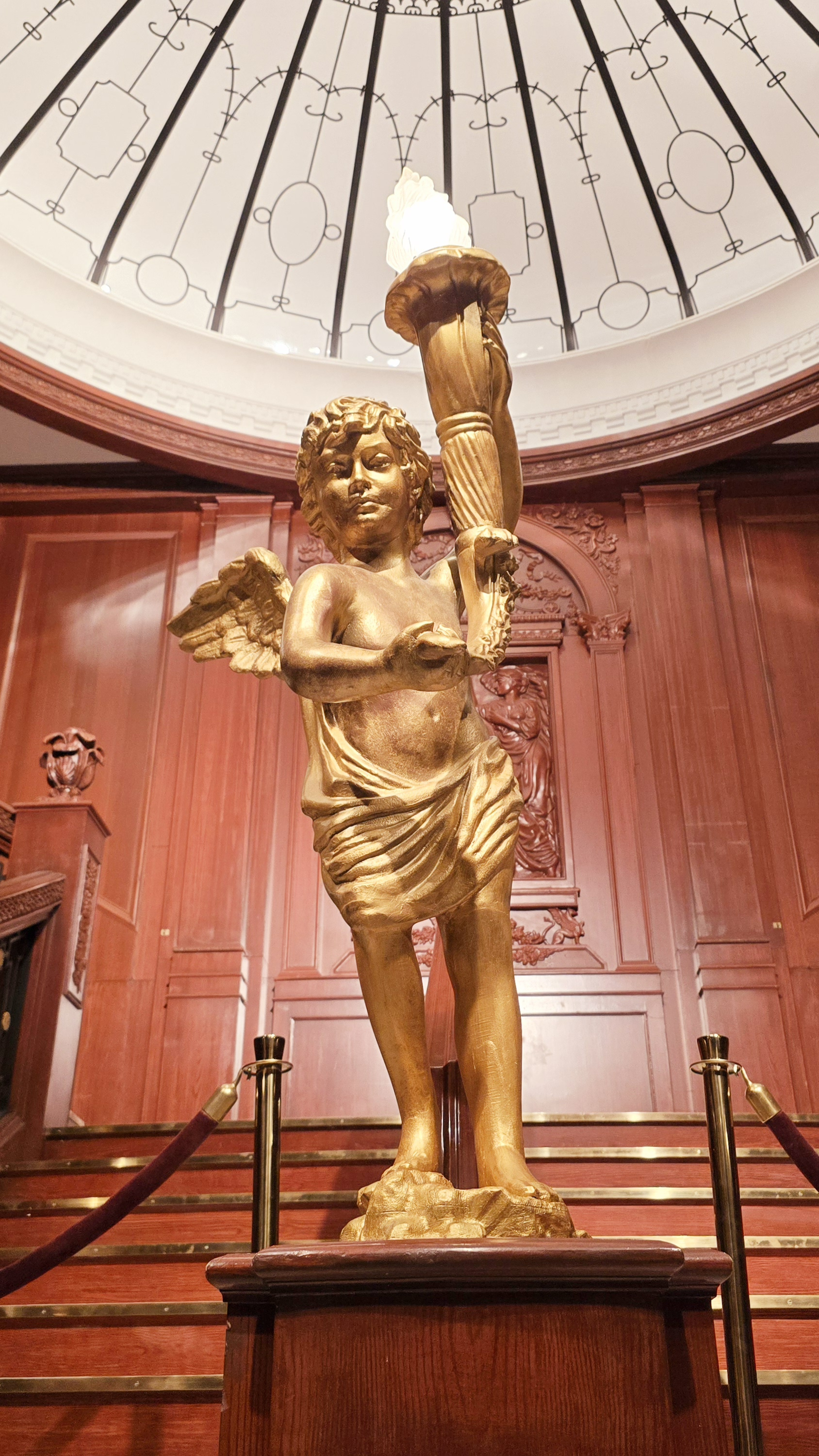
Freitreppe (Titanic - Die Ausstellung, Ludwigsburg 2024)

Der Untergang der Titanic wird in vielen Sachbüchern dargestellt und auch in Romanen aufgegriffen. Überlebende wie der Passagier Lawrence Beesley (1912), der Zweite Offizier Lightoller (1935) oder der Passagier Jack Thayer (1940) schrieben Bücher über ihre Erlebnisse an Bord der Titanic. Der Sachbuchautor Walter Lord verfasste das Sachbuch A Night to Remember (deutscher Titel Die letzte Nacht der Titanic), das als Standardwerk zum Thema gilt, wenngleich veraltet, jedoch mit den Aussagen von Zeitzeugen, die Lord damals noch befragen konnte.
Romane beschrieben meist fiktionale Ereignisse, die sich für die Rahmenhandlung der Jungfernfahrt der Titanic bedienten. Große Resonanz erhielt der deutsche Roman Titanic des konservativ-nationalistischen Autors Josef Pelz von Felinau (1939). In der DDR erschien 1957 der von Günther Krupkat geschriebene Roman Das Schiff der Verlorenen, der ebenfalls den Untergang der Titanic thematisiert.
Hebt die Titanic! heißt ein Science-Fiction-Roman von Clive Cussler mit dem Helden Dirk Pitt, der vor dem Hintergrund des Kalten Krieges die Bergung des Schiffes beschreibt (1976). Ein darauf basierender Roman, Die Titanic-Verschwörung, von Cussler mit Jack DuBrul über den Helden Isaac Bell folgte 2020. Bekannt und für das Fernsehen verfilmt wurde ein Roman von Danielle Steel von 1991 mit dem Titel No Greater Love.

### Drama
- Ernest Raymond: The Berg (1929), die Vorlage für den Film Atlantic von 1929
- Christopher Durang: Titanic (1974)
- Hans Magnus Enzensberger: Der Untergang der Titanic. Eine Komödie. (1978) Enzensbergers „Gesänge“ wurden vor allem durch eine Inszenierung von George Tabori an den Münchner Kammerspielen bekannt. Das Bühnenbild bestand im Wesentlichen aus einem riesigen Aquarium, in dem ein Wels schwamm. Jeder der Darsteller stieg während der Aufführung irgendwann ins Aquarium. In Deutschland und Österreich entstanden insgesamt auch drei Hörspielbearbeitungen dieses Werkes:
  - 1979: Eine Co-Produktion von HR/BR und SDR – Bearbeitung und Regie: Horst H. Vollmer[125]
  - 1980: Eine Produktion des ORF-Landesstudios Oberösterreich – Regie: Ferry Bauer[126]
  - 1987: Eine Produktion von RIAS Berlin – Regie: George Tabori[127]

### Musik
- Der Schweizer Komponist Stephan Jaeggi (1903–1957) komponierte im Alter von 18 Jahren ein Stück für symphonische Blasorchester. In seiner Fantasie Titanic beschreibt er die verhängnisvolle Jungfernfahrt der Titanic und die damit verbundene Tragödie.
- Joseph Bonnet komponierte sein op. 10 Nr. 1 für Orgel: In Memorian – Titanic.[128]
- Der britische Komponist Gavin Bryars komponierte 1969 The Sinking of the Titanic (Der Untergang der Titanic), ein Orchesterwerk über die Schiffskatastrophe, das 1972 in der Londoner Queen Elizabeth Hall uraufgeführt wurde. Das ruhige Werk kreist dabei um Motive aus der Hymne Autumn, die laut Zeugenberichten in den letzten 5 Minuten des Untergangs von der Schiffskapelle noch gespielt worden sei. Das Werk wurde häufig aufgeführt und ist mittlerweile dreimal auf Platte eingespielt worden.
- 1978 veröffentlichte die deutsche Band Birth Control ein Album mit dem Titel Titanic.
- Am 6. September 1979 wurde an der Deutschen Oper Berlin Der Untergang der Titanic von Wilhelm Dieter Siebert uraufgeführt.
- Im Jahr 1984 konnte Peter Schilling mit seinem NDW-Song Terra Titanic einen Hit landen.
- Auf dem Album Blessing in Disguise der US-amerikanischen Heavy-Metal-Band Metal Church aus dem Jahr 1989 findet sich das Lied Rest in Pieces (April 15, 1912), das von dem Unglück handelt.[129]
- 1991 veröffentlichte der Sänger Howard Carpendale seinen Song Willkommen auf der Titanic.
- Der Jazz-Musiker Steve Cameron schrieb in den 1990er-Jahren ein Konzeptalbum über die Titanic mit dem Namen The Titanic Suite. Die Musik bewegt sich zwischen klassischen Stücken und New-Age-Synthesizer-Arrangements. Im umfangreichen Booklet finden sich viele Details über verschiedene Räumlichkeiten der Titanic.
- 1992 veröffentlichte der österreichische Sänger Falco seinen Song Titanic auf dem Album Nachtflug.
- 1994 erschien das Album Here’s to the People von Paddy Goes to Holyhead mit dem Titel The Titanic.
- 1994 veröffentlichte die Irish-Folk-Band An Cat Dubh das Album Black Is the Color, worauf das Stück „A Night to Remember“ enthalten ist, das sich mit dem Untergang der Titanic befasst.
- 2002 veröffentlichte die Rock-’n’-Roll-Band Candyman das Lied „Titanic“, das sich mit dem Untergang der Titanic befasst.
- Die Geschichte der Titanic wurde auch in einem Broadway-Musical unter dem Titel Titanic – Das Musical wiedergegeben. Die Musik stammt von Maury Yeston, das Buch von Peter Stone. In New York lief das Musical von 1997 bis 2000. In den Jahren 2000 und 2001 wurde es in den Niederlanden aufgeführt, und 2002–2003 lief es in Deutschland in der Neuen Flora in Hamburg. Im Juli/August 2012 kam das Musical in der Felsenbühne Staatz auf die Bühne.[130] Im Februar 2024 wurde das Musical vom Kolping Musiktheater[131] im CCS Schwäbisch Gmünd aufgeführt.
- 2011 veröffentlichte die schwedische Power-Metal-Band ReinXeed das Konzeptalbum 1912, das sich mit dem Untergang der Titanic befasst.
- 2012 wurde zum 100. Jahrestag das einstündige Requiem The Titanic Requiem, das von Robin Gibb und seinem Sohn Robin-John geschrieben wurde, in London vom Royal Philharmonic Orchestra uraufgeführt.[132]
- 2012 veröffentlichte Bob Dylan das fast 14-minütige Lied Tempest (erschienen auf der gleichnamigen CD). In 45 Strophen schildert er den Untergang der Titanic anhand einer Reihe von Einzelschicksalen.
- 2017 feierte die Produktion Titanique im Sorting Room Theatre in Los Angeles seine Uraufführung. Das Jukebox-Musical mit Musik von Celine Dion und einem Buch von Tye Blue, Marla Mindelle und Constantine Rousouli ist eine Parodie auf den Titanic-Film aus dem Jahr 1997. Das Musical wurde u. a. in London sowie in New York am Broadway aufgeführt.[133]

### Verfilmungen

#### Fiktionalisierte Darstellungen
- 1912: Saved From the Titanic, verlorener Kurzfilm mit der Überlebenden Dorothy Gibson in der Hauptrolle
- 1912: In Nacht und Eis, deutscher Film unter der Regie von Mime Misu
- 1929: Atlantik, erster Tonfilm zum Thema, jedoch mit einem Schiff namens Atlantic
- 1943: Titanic. nationalsozialistischer Propagandafilm, basierend auf dem Roman von Josef Pelz von Felinau
- 1953: Der Untergang der Titanic, erster Hollywood-Film, mit Clifton Webb und Barbara Stanwyck
- 1958: Die letzte Nacht der Titanic, britischer Spielfilm basierend auf dem Sachbuch von Walter Lord (1955)
- 1964 Goldgräber-Molly, Musical-Verfilmung mit längerer Sequenz über das Überleben von Margaret Brown
- 1979: S.O.S. Titanic, Fernsehfilm, die erste Verfilmung in Farbe
- 1980: Hebt die Titanic, Science-Fiction-Film basierend auf dem Roman von Clive Cussler (1976)
- 1996: Titanic. Fernseh-Zweiteiler, basierend auf dem Roman Titanic: An Illustrated History
- 1996: No Greater Love, Fernsehfilm nach dem gleichnamigen Roman von Danielle Steel (1991)
- 1997: Titanic, Film von James Cameron
- 1999: Die Mäusejagd auf der Titanic, Kinderfilm, Zeichentrick
- 2000: Mäuse-Chaos unter Deck der Titanic, Zeichentrick
- 2011: Titanic, vierteilige britisch-kanadische Fernsehserie
- 2012: Titanic – Blood and Steel, zwölfteilige Fernsehserie mit Neve Campbell, Chris Noth und Joely Richardson
- 2012: Titanic 2 – Die Rückkehr, direkt auf DVD veröffentlichter Film über einen Nachbau der Titanic

Die heute bekannteste Verfilmung ist der Film Titanic von 1997 unter der Regie von James Cameron mit Leonardo DiCaprio und Kate Winslet in den Hauptrollen, der elf Oscars erhielt. Auch wenn es sich um eine fiktionale Erzählung mit künstlerischen Freiheiten handelt, so hält sich Cameron großteils an die historischen Ereignisse. Er bemühte sich auch erstmals darum, das Schiff in allen Szenen wie die historische Titanic aussehen zu lassen.
Außerdem wurde der Untergang der Titanic in verschiedenen Filmen und Fernsehserien thematisiert oder zumindest erwähnt, so beispielsweise als Teil der Handlung in der Folge Rendezvous with Yesterday der Serie Time Tunnel aus dem Jahr 1966. In der Serie Die Zeitreise (siehe unter: Die Zeitreisenden) aus dem Jahr 1982 reisen die Protagonisten, u. a. mit Jon-Erik Hexum als Phineas Bogg und Meeno Peluce als Jeffrey Jones, gleich zweimal auf die Titanic. Die erste Folge der britischen Serie Downton Abbey beginnt mit der Zeitungsmeldung, dass die Titanic gesunken sei; ein Cousin, der den Namen der Familie weiterführen soll, verunglückt beim Untergang und verursacht hierdurch die familiären Probleme.

#### Dokumentationen
- 1962 Augenzeugen berichten über Schlagzeilen von gestern: Der Untergang der Titanic (Hans Ulrich Reichert, Süddeutscher Rundfunk, wiederholt im 3. Fernsehprogramm des NDR 2012 in der Nacht der Schiffskatastrophen; es berichten die Überlebenden Edith Russell und Alfred Nourney).
- 1986: Das Geheimnis der Titanic (Unterwasserexpedition, National Geographic Society)
- 1998: Titanic – Zeugen des Untergangs (Discovery Communications Geschichte)
- 1999: Titanic – Dem Mythos auf der Spur (Unterwasseraufnahmen)
- 2000: Titanic – Antworten aus der Tiefe (Discovery Geschichte, Teil 4 der Serie Geschichte und Technik)
- 2000: ZDF History: Die Helden der Titanic (Moderation: Guido Knopp)
- 2003: Die Geister der Titanic (Dokumentation in 3D)[134]
- 2005: Titanic – Der Bau des Superschiffs (Dokumentation über den Bau der Titanic)[135]
- 2006: Der Untergang der Titanic (Sekunden vor dem Unglück)
- 2009: Vergangene Welten: Die Entstehung der Titanic (Dokumentation über die Geschichte des Dorfes „Titanic Town“ in der Nähe von Belfast)
- 2010: Titanic: The Mission (Fernseh-Dokumentation über die Neuerschaffung einzelner Sektionen der Titanic, mithilfe der Werkzeuge und Technologien des frühen 20. Jahrhunderts; Channel 4, englisch)
- 2012: 14. April 1912: Die letzten Stunden der Titanic (DVD Nr. 33 Spiegel TV)
- 2012: Die Helden der Titanic (Dokudrama über den Maschinenraum, englischer Titel Saving the Titanic)
- 2012: Titanic – Anatomie einer Katastrophe (Dokumentation in 4 Teilen)[136]
- 2012: James Camerons Titanic – Analyse einer Tragödie (National Geographic Society)[137]
- 2017: Titanic: The New Evidence[138]

#### Tondokumente
- 1937 erzählte die Schweizerin Emma Arnold-Sägesser aus St. Gallen gegenüber Radio Beromünster (heute SRF), wie sie den Untergang der Titanic überlebte. Das Tondokument gilt als das älteste noch erhaltene mündliche Zeugnis einer überlebenden Passagierin.[139]

### Nachbauten

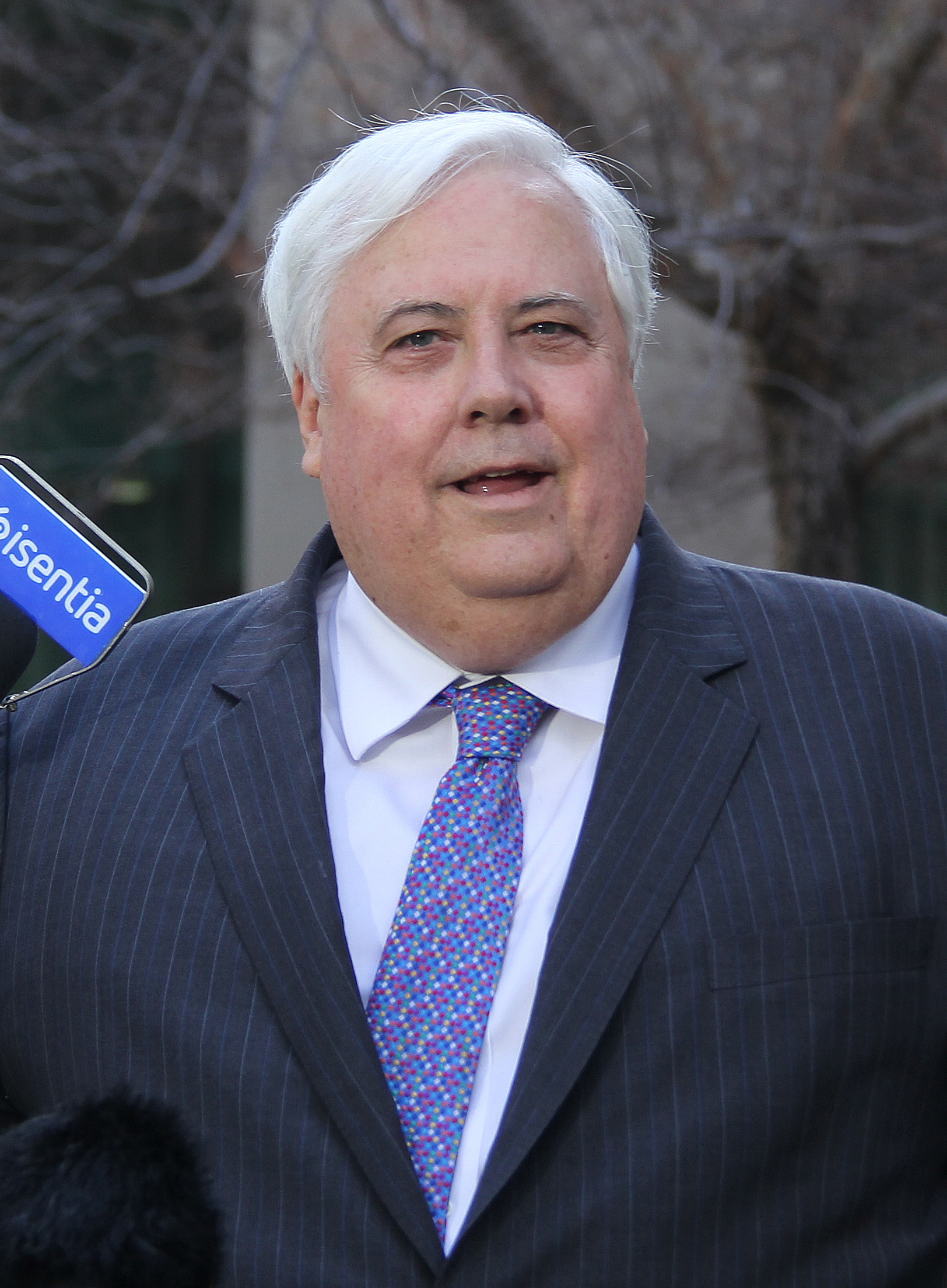
Clive Palmer, Initiator des Titanic II-Projekts

Wiederholt wurde der Nachbau der Titanic angekündigt, ohne dass tatsächlich ein solches Schiff fertiggestellt wurde. Ein Beispiel ist die Titanic II (Schiff), hinter der der australische Milliardär Clive Palmer steht, oder die Romandisea Titanic aus China. Im Gegensatz zur Titanic II soll die Romandisea Titanic allerdings keine Fahrten unternehmen, sondern bei den „Romandisea Resorts“ in Daying in der Provinz Sichuan, Südwestchina, als Hotel dienen.
Im Mai 2022 kommentierte der Belfast Telegraph, dass beide Projekte das unrühmliche Schicksal der ursprünglichen Titanic teilten. Vom angekündigten 500-Millionen-Pfund-Schiff, das Palmer im Jahr 2015 für das Jahr 2022 in Aussicht gestellt hatte, sei nichts zu sehen. Im Jahr 2019 gab ein Vertreter des Unternehmens zu, dass keine Werft einen Auftrag bekommen habe.
Mit dem Bau des chinesischen Schiffs, der auf 150 Millionen Pfund veranschlagt worden ist, sei tatsächlich begonnen worden. Geplant war, dass die Unsinkable Titanic als Attraktion im Themenpark (1600 Kilometer vom Ozean entfernt) dienen würde. Auch einen nachgemachten Eisberg sollte es geben. Die Besucher würden eindringendes Wasser und Leucht- und Geräuscheffekte erleben. Das zu einem Viertel fertiggestellte Schiff roste nun aber vor sich hin.

#### Weitere Projekte
| Name des Unternehmens              | Initiator | Beschreibung | geplante Indienststellung                                                        | Bestimmung / Fahrtgebiet                                              |
| ---------------------------------- | --- | --- | -------------------------------------------------------------------------------- | --------------------------------------------------------------------- |
| Nostalgia Cruise Lines             | Douglas Hoefle | geplant als Kreuzfahrtschiff Titanic im Aussehen dem Original angenähert; Länge 298,7 m | Vorbehaltlich der Finanzierung, war bereits für das Jahr 2000 geplant            | Transatlantikverkehr, Kreuzfahrten weltweit                           |
| Projekt Titanic                    | Peter Bayliss, Project Manager, Crieff, UK | moderne Nachbildung der Titanic | 2012 (anlässlich der einhundertjährigen Wiederkehr der Indienststellung)         | Transatlantikverkehr                                                  |
| Red Star Lines                     | Billy Gray, Panama City, Florida | eine neue Reederei mit einer neuen Titanic 384 m lang, 48 m breit, 80 m hoch; die Optik dem Original folgend, nur größer | 2012 (anlässlich der einhundertjährigen Wiederkehr der Indienststellung)         | Transatlantikverkehr, Kreuzfahrtschiff, schwimmendes Museum           |
| RMS Titanic Shipping Holdings      | Shipbuilder Sarel Gous und andere, mit Sitz in Durban, Südafrika mit Finanzierung aus UK;                                                                    | modernisierte Kopie der RMS Titanic namens Titanic II | geplante Indienststellung war der 29. Dezember 1999                              | Transatlantikverkehr                                                  |
| SS Titan Ltd.                      | Joseph Ricker, Präsident; Ronald Rust, Tom Hansen und andere                                                                                                 | Schiff zu Ehren der Titanic, namens Titan | geplante Indienststellung war Juni 2002                                          | weltweite Kreuzfahrten                                                |
| The Gigantic Project               | Nic Wilson und Bruce Moffat, Australien | Schwesterschiff der RMS Olympic, RMS Titanic und HMHS Britannic | 2012 (anlässlich der einhundertjährigen Wiederkehr der Indienststellung)         | keine Angaben                                                         |
| Thomas Andrews Trans-Atlantic Line | Josh Behn, Präsident Ben Felder und andere | exakte Kopie des Originals | 2012 (anlässlich der einhundertjährigen Wiederkehr der Indienststellung)         | Transatlantikverkehr und historische Kreuzfahrten                     |
| Titan Development Corporation      | Lonnie Morse, CEO; Richard McCain, Präsident und andere, Plymouth, New Hampshire                                                                             | Nachbildung der RMS Titanic | keine Angabe, vorbehaltlich der Finanzierung                                     | schwimmendes Hotel                                                    |
| Titanic 2 (Nodwell)                | J. Aaron Nodwell | Nachbildung der RMS Titanic mit Namen Titanic 2 | geplant bereits 2002                                                             | eine Atlantiküberquerung, dann 20 Jahre Kreuzfahrtschiff, dann Museum |
| Titanic 2012                       | Nicole Gaston, Montgomery, Alabama; Kevin Krzyzanski, Michigan; Stanislav Yefanoff, Moskau                                                                   | exakte Kopie des Originals mit nur notwendiger Modernisierung, wird so verdeckt werden um nicht den nostalgischen Anschein zu zerstören; Name eventuell Titanic II                                                                             | 2012 (anlässlich der einhundertjährigen Wiederkehr der Indienststellung)         | Transatlantikverkehr und weltweite Kreuzfahrten                       |
| Titanic II                         | Emanuel Huard, Charlesbourg, Quebec, Canada (Präsident), Conrad Huard, Vice President, White Star Lines Inc.                                                 | Zitat: Ich werde die Pläne des Schiffes kaufen und ich werde es bis in das kleinste Detail wiederherstellen lassen, um die perfekteste Nachbildung wie irgend möglich zu haben. Das Schiff wird unter dem Namen der Titanic II in Fahrt gehen. | 2002 bzw. 2012                                                                   | Kreuzfahrten zum Wrack der RMS Titanic und weltweiter Einsatz         |
| White Star Lines Foundation        | Jim Sullivan, Executive Director und andere | Dampfer der Olympic-Klasse, wie das Original bei Harland & Wolff gebaut und mit dem Namen RMS Titanic Centennial | 2012 (anlässlich der einhundertjährigen Wiederkehr der Indienststellung)         | ein schwimmendes Museum                                               |
| White Star Lines Ltd.              | Walter Navratil, Präsident; Anna Voelcker, G & E Business Consulting & Trust (Basel, Schweiz), John Henry Brebbia, Titanic Development Corp (Las Vegas, USA) | 550-Millionen-US-Dollar-Projekt, Bau einer originalen Nachbildung | geplant war 2002, anlässlich der neunzigjährigen Wiederkehr der Indienststellung | eine Rundreise (Southampton – New York), dann Kreuzfahrtschiff        |
| Quelle:                            | | |                                                                                  |                                                                       |

### Sprachgebrauch

#### Beiname für havarierte Fahrzeuge
Titanic wurde in der Medienberichterstattung und in Dokumentationen zum Beinamen von besonders großen Fahrzeugen – zumeist Schiffen –, die Opfer einer Unfallkatastrophe geworden waren. Die gesunkene Tayleur wurde so zur „ersten Titanic der White Star Line“, die britische Hilda zur „Titanic der Bretagne“, die 1989 gesunkene Mogoșoaia zur „Titanic Rumäniens“. Titanic der Lüfte – Die letzte Fahrt der Hindenburg ist der Titel einer Folge der Fernseh-Dokuserie Höllenfahrten.

#### „Titanic-Effekt“
Das Schiffsunglück wurde auch in der Wortbildung Titanic effect (englisch) beziehungsweise Titanic-Effekt aufgegriffen. Wissenschaftler versuchten mit diesem Schlagwort, auf strukturelle Gemeinsamkeiten zwischen dem Untergang der Titanic und anderen Katastrophen aufmerksam zu machen. Der Ökologe Kenneth Watt warnte in seinem Buch The Titanic Effect (1974), die Wirtschaft der USA sei „nicht unsinkbar“, und forderte dazu auf, auch für unvorstellbare Katastrophen vorzusorgen. Das Ausmaß von Katastrophen werde in dem Maße geringer, in dem die Menschen sie für möglich hielten und sie planmäßig zu verhindern oder ihre Folgen zu minimieren versuchten.
Das Prinzip wurde auch für die Seenotrettung beschrieben.
In Publikationen über EDV wurde folgende These als Titanic-Effekt definiert: „Das Ausmaß, in dem ein System versagt, hängt direkt proportional davon ab, wie sehr der Entwickler davon überzeugt ist, dass es nicht scheitern kann.“ Oder: „Je mehr ein System als sicher gilt, desto katastrophaler die Ausfälle des Systems.“

### Erinnerungen
- Lawrence Beesley: Titanic. Wie ich den Untergang überlebte. Goldmann Verlag, München 1998, ISBN 3-442-15004-3.
- Archibald Gracie, John B. Thayer: Titanic. Zwei Überlebende berichten. Bastei Lübbe, Bergisch Gladbach 2001, ISBN 3-404-60464-4.

### Technische Berichte in englischer Sprache
- C. Hacket, J. G. Bedford: The Sinking of the S.S. TITANIC — Investigated by modern Techniques. The Northern Ireland Branch of the Institute of Marine Engineers and the Royal Institution of Naval Architects, 26 March 1996 and the Joint Meeting of the Royal Institution of Naval Architects and the Institution of Engineers and Shipbuilders in Scotland, 10 December 1996.
- W. Garzke u. a.: Titanic, The Anatomy of a Disaster. The Society of Naval Architects and Marine Engineers [Marine Forensic Panel (SD 7)], 1997.

### Offizielle Untersuchungen
- Subcommittee of the Committee on Commerce, United States Senate: “Titanic” Disaster. New York 1912
- Wreck Commissioners’ Court: Proceedings on a Formal Investigation ordered by the Board of Trade into the loss of the S.S. “Titanic”. London 1912